# 中国の青銅器

婦好鴞尊 殷後期

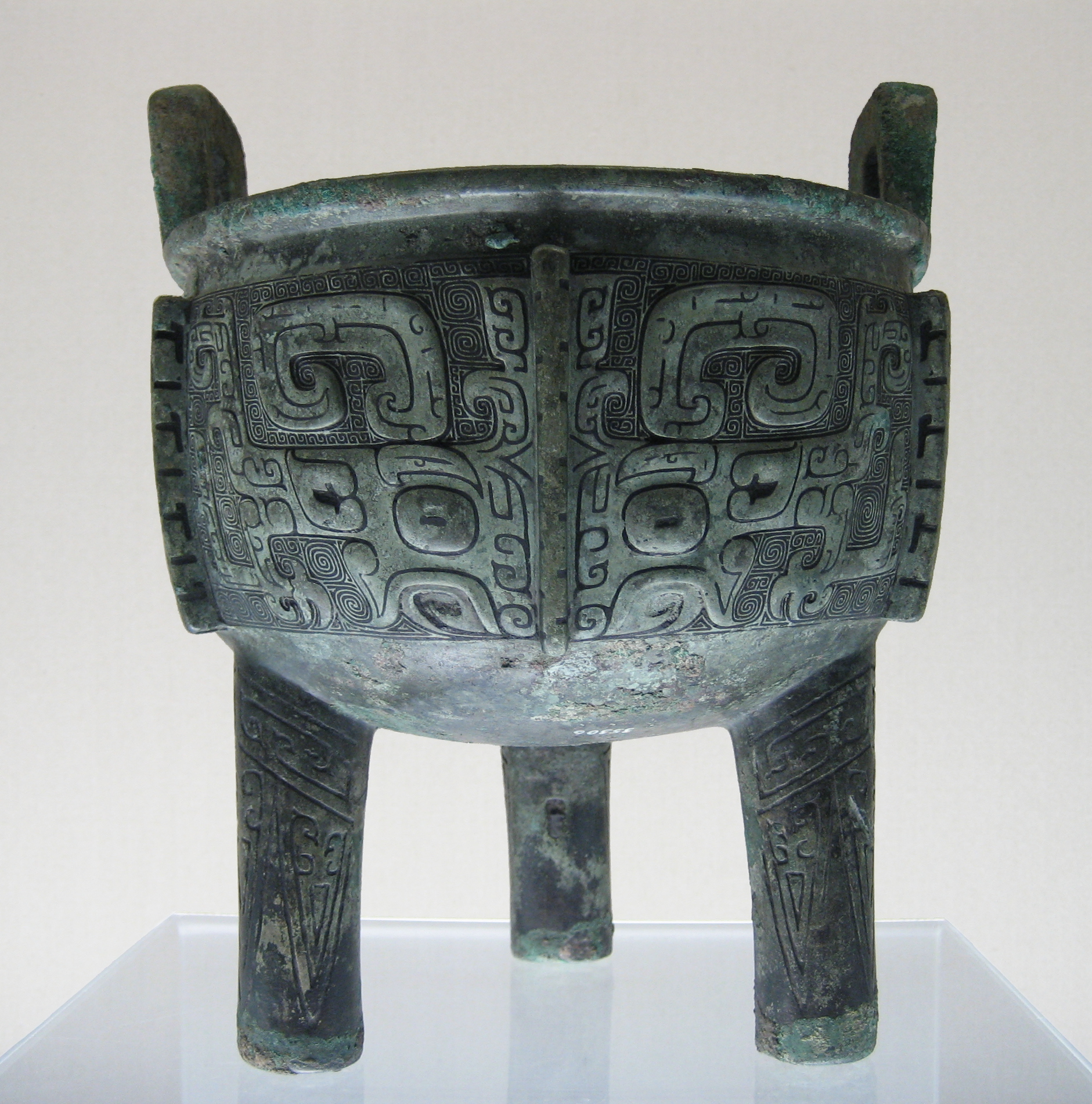
劉鼎 殷後期 上海博物館

中国の青銅器（ちゅうごくのせいどうき）では、中国の古代文明を象徴する遺物である青銅器（銅と錫の合金で作られた器物）について概観する。複雑な器形と文様、高度な鋳造技術を特色とする中国の古代青銅器は世界各地で愛好され、中国国内のみならず、欧米や日本など国外の美術館にも多数収蔵されている。

## 中国青銅器の製作年代

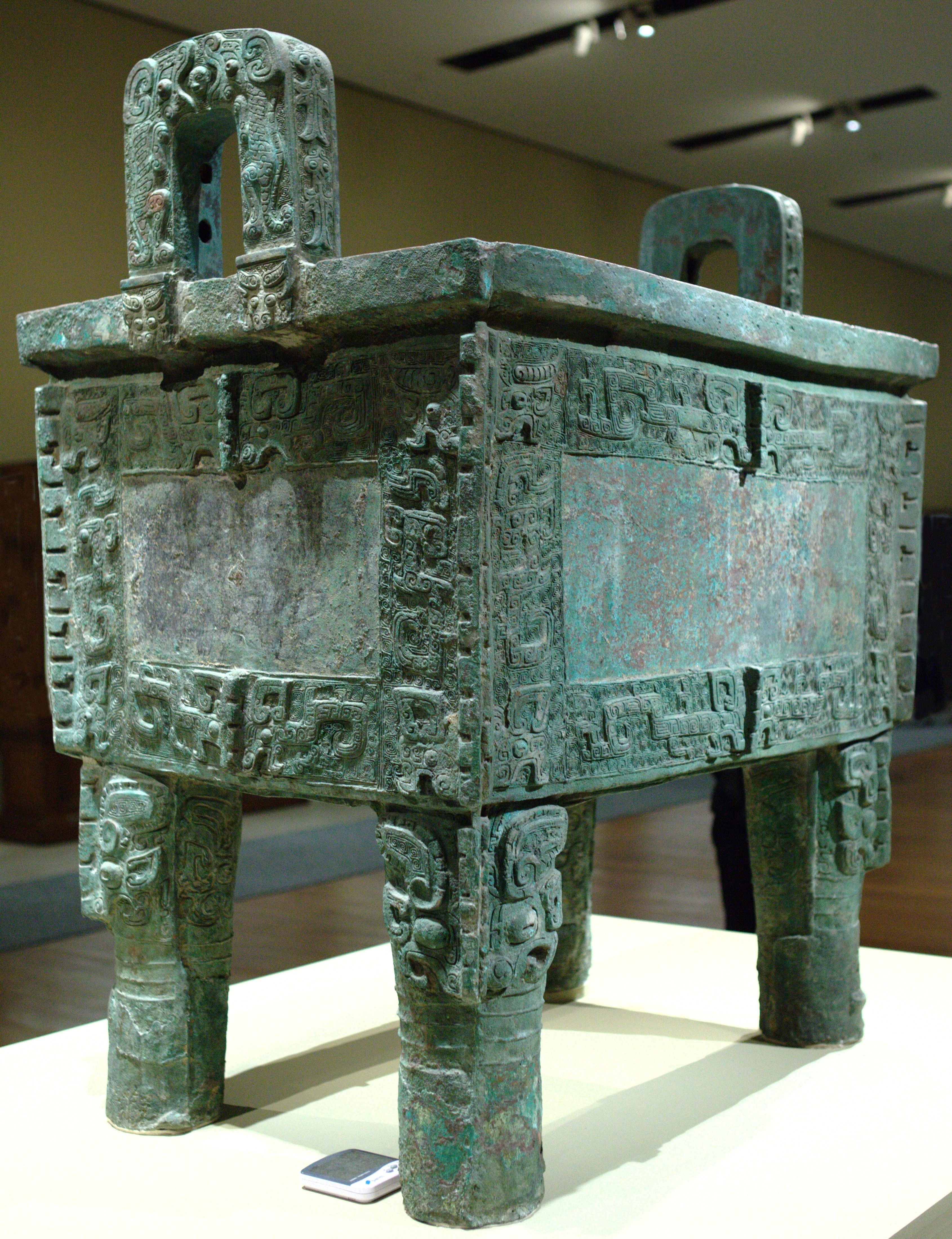
后母戊鼎（司母戊鼎）河南安陽武官村出土 殷後期

銅は、人類がもっとも古くから利用しはじめた金属である。19世紀デンマークの考古学者クリスチャン・トムセンは、人類の先史文明を「石器時代」「青銅器時代」「鉄器時代」という3つの時期に区分することを提唱した。これは、ある文明における青銅器や鉄器の出現を、当該文明が新たな段階に入ったことの指標とみなす考え方である。青銅とは銅を主成分として錫（および鉛）を含む合金を指すが、青銅器の使用以前に錫を含まない自然銅を使用していた文化を銅器時代または金石併用時代と称する場合もある。馬承源等は、古代のエジプトや西アジアの文明は、おおむね紀元前4000年紀の半ばには青銅器時代に入っているのに比べ、中国が青銅器時代に入ったのはかなり遅く、紀元前2000年紀前半の二里頭文化期からであると主張している。しかし、実際は甘粛省の馬家窯文化遺跡で放射性炭素年代測定で5000年以上前に作られたと判明している青銅製刀器が発掘されているため、中国は紀元前3000年よりも遥か前に既に青銅器時代に入っていたことが事実上証明されている。
それ以前、新石器文化に属する甘粛省・青海省の斉家文化（紀元前2200年頃 - 紀元前1600年頃）でも銅製の刀子・錐・鑿（のみ）などの小型の道具がすでに製作されていたが、この文化は金石併用段階とみられる。なお、斉家文化の銅製品には青銅のものと紅銅（純銅）のものがあり、青銅器時代に先立って純銅のみを使用していた「銅器時代」の存在は中国では確認できない。

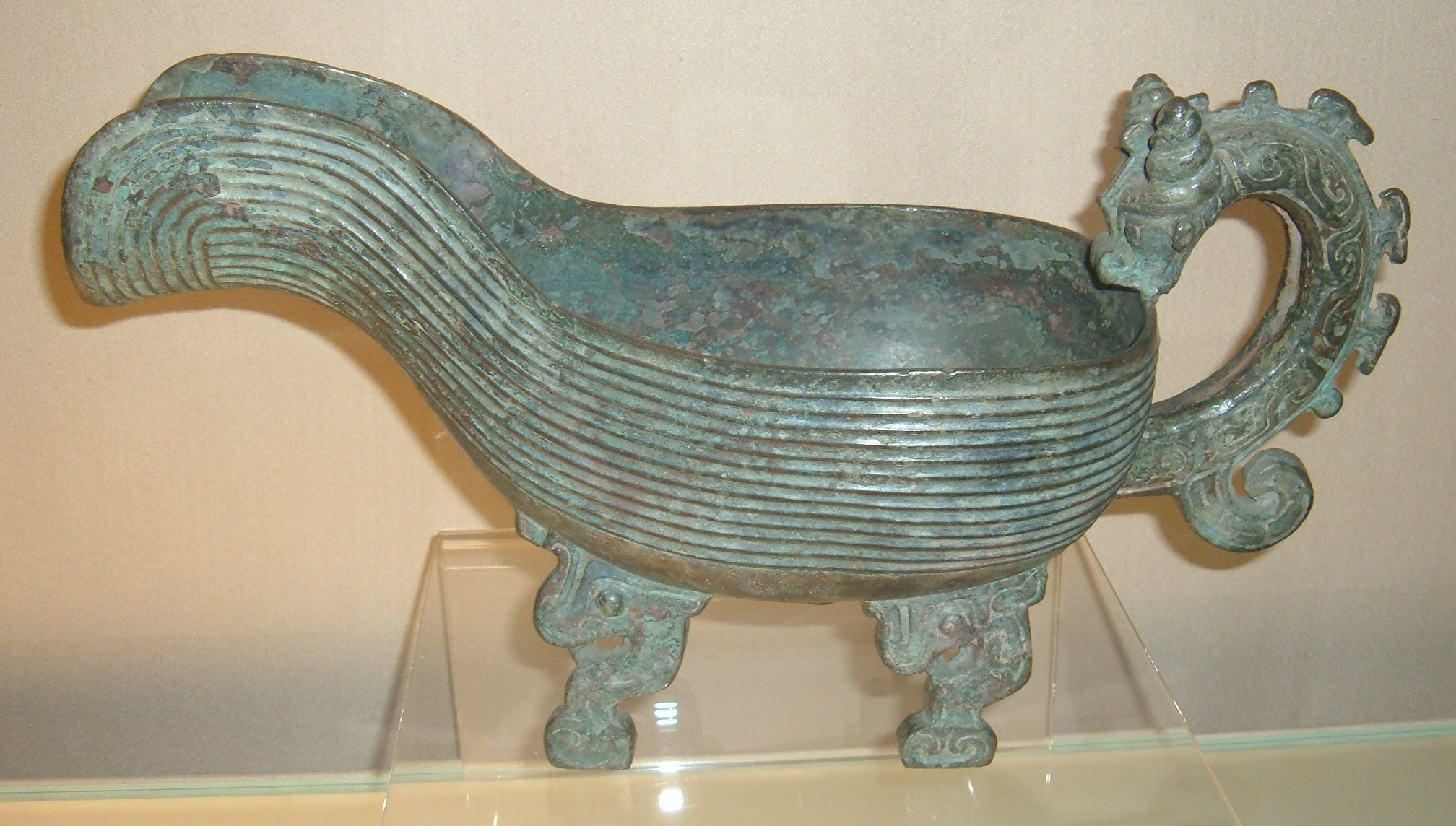
斉侯匜 西周後期 上海博物館

中国が金石併用文化から青銅器文化の段階に入るのは、河南省洛陽市偃師区の二里頭遺跡を標式遺跡とする二里頭上層文化期（二里頭3・4期）である。この文化の実年代は論者によって異なり、正確には決めがたいが、おおよそ紀元前1700年頃と考えられている。この二里頭上層文化の遺物については、これを中国最古の夏王朝の文化とみなす見方と、殷（商）の初期に属するとする見方とがあるが、いずれにしてもこの文化が中国最古の青銅器文化とみなされている。
（時代と王朝名表記について）本項では、二里頭文化期の遺物については、「夏」「殷」の王朝名は用いず、「二里頭文化期」と表記する。「殷」は『史記』で用いられる表記で、現代中国語では通常「商」（または「商殷」）と表記されるが、本項では混乱を避けるため、日本語圏で一般的な「殷」の表記に統一することとする。
美術品として評価の高い殷周時代の青銅容器は、単なる酒器や食器ではなく、宗教的儀礼のための祭器であり、後には器の所有者の地位や権威を象徴する政治的・社会的意味も担った。そのような意味を担う青銅器は「礼器」とも呼ばれる。中国の青銅器時代は殷（紀元前1600年頃 - 紀元前1050年頃）から西周時代（紀元前1050年頃 - 紀元前771年）を経て、春秋時代（紀元前770年 - 紀元前403年）まで継続し、春秋時代と次の戦国時代の交代期あたりに鉄器時代に入ったとみなされている。青銅製の器物はその後も秦・漢時代までは引き続き製作されるが、中国を統一した秦は、周の制度を徹底的に否定したため、従来のような礼器の製作は終わり、青銅で作られる器物は燭台、香炉といった日常生活用品が主体となった。それもやがて衰退していくが、例外的に作り続けられたのは銅鏡である。青銅製の鏡は他に適当な代替材料がなかったため、18世紀に至るまで作り続けられた。

## 特色

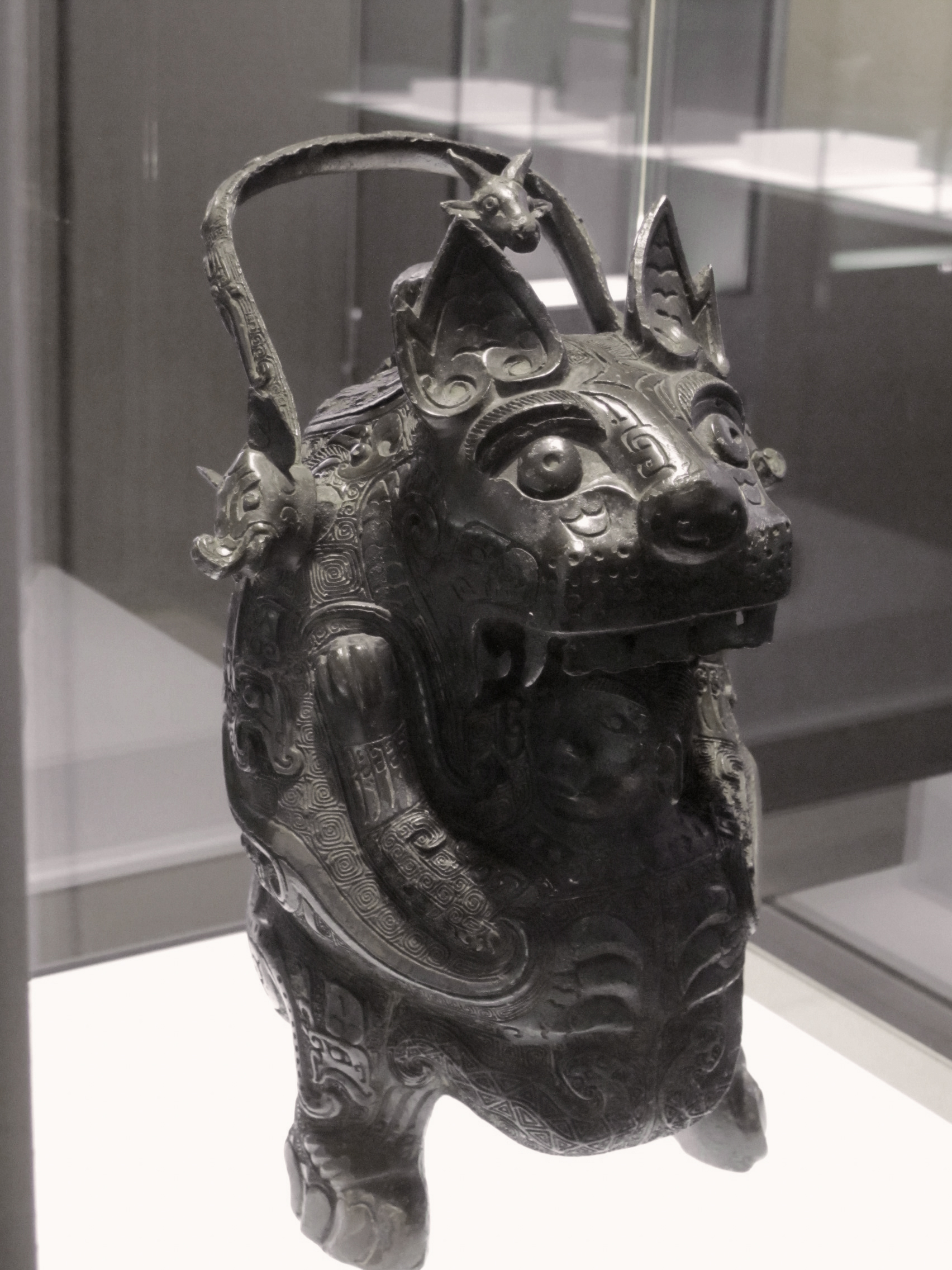
食人虎卣 殷後期 チェルヌスキ博物館

中国古代青銅器には、武器・楽器などもあるが、現代において芸術品として高く評価されているのは酒器、食器などの大型の容器類である。これらの器物は用途に応じてさまざまな器種があり、複雑な形態と精緻な文様を有する。これらの器物は単なる日用品や美術品ではなく、神や先祖を祀る祭器としての宗教的な意味と機能とを有する神聖な器物であった。特に二里頭文化期から殷代には祭祀において酒の果たす役割が大きく、最初期に作られた青銅容器はもっぱら酒器であった。クロキビから醸造した神酒や収穫した穀物を神や祖先の霊に捧げ、祭祀の終了後の宴席においては、人々がそれらを飲食したと考えられている。宗廟に備える神聖な器を総称して彝器（いき）というが、「彝」の象形文字は、人が鶏を羽交い絞めにしている様子を表し、彝器とは、鶏の血で清められた器の意であった。
青銅器は当時においては貴重品であり、鋳造には貴重な金属原料と燃料、多くの労働力と高度な技術とを要したため、青銅器を所持できる者は強大な権力をもった支配者層に限られていた。「鼎の軽重を問う」という成句が示すように、青銅器は権威の象徴であり、宗教的機能とともに、器の所持者の地位を象徴する政治的・社会的役割をも担うようになっていった。
青銅製の酒器や食器には互いに形態を異にする数多くの器種があり、それぞれに「爵」「尊」「壺」「鼎」などの器名がついている。このうちもっとも早く登場するのは「爵」と呼ばれる温酒・飲酒のための器である。二里頭文化期（紀元前1700年頃 - 1600年頃）の青銅器にはほとんど文様がなく、鋳造技術も未熟で、器種も爵を含めごくわずかであった。続く殷前期（紀元前1600年頃 - 1300年頃）になると、鋳造技術が向上して大型の器が登場し、器種・文様ともに多彩になる。殷時代後期から西周時代前期（紀元前1300年頃 - 950年頃）は中国青銅器のピークで、文様はより緻密になり、浮彫風の立体的な表現になっていく。
中国古代青銅器の特色は、器形とともに、その表面を覆い尽くす複雑精緻な文様にある。これらの文様モチーフの大部分は、龍・鳳などの想像上の動物と、虎・象・羊などの実在の動物を含む動物文である。なかでも殷周時代の青銅器の主文様として多くみられるものは饕餮文（とうてつもん）と呼ばれる、突出した2つの眼を特色とする獣面文である。当時の人々の鬼神崇拝、自然への畏怖、動物のもつ強大な力に対する崇拝がこうした動物モチーフの背景にあったとされる。
秦漢時代以降、青銅製の祭器・礼器の製作はとだえたが、儒教思想が周の時代を理想としたことから、古代の青銅器は珍重された。前漢時代には周の鼎が出土したことを記念して年号を「元鼎」と改号したことがあり、古代青銅器の発見は瑞祥とされた。宋時代以降は青銅器を愛玩・収集し研究することも行われ、『宣和博古図録』などの図録が作られた。南宋の趙希鵠による文人趣味の手引書『洞天清録集』には、「古代の青銅器を家に飾れば祟りを避けることができ、花を活ければ、花が長持ちする」という意味のことが書いてある。倣古銅器といって、古代の青銅器の形態を模倣した作品が作られるようになり、仏具、磁器などにも尊、鼎などの古代の器の形を取り入れたものが登場した。

## 文様

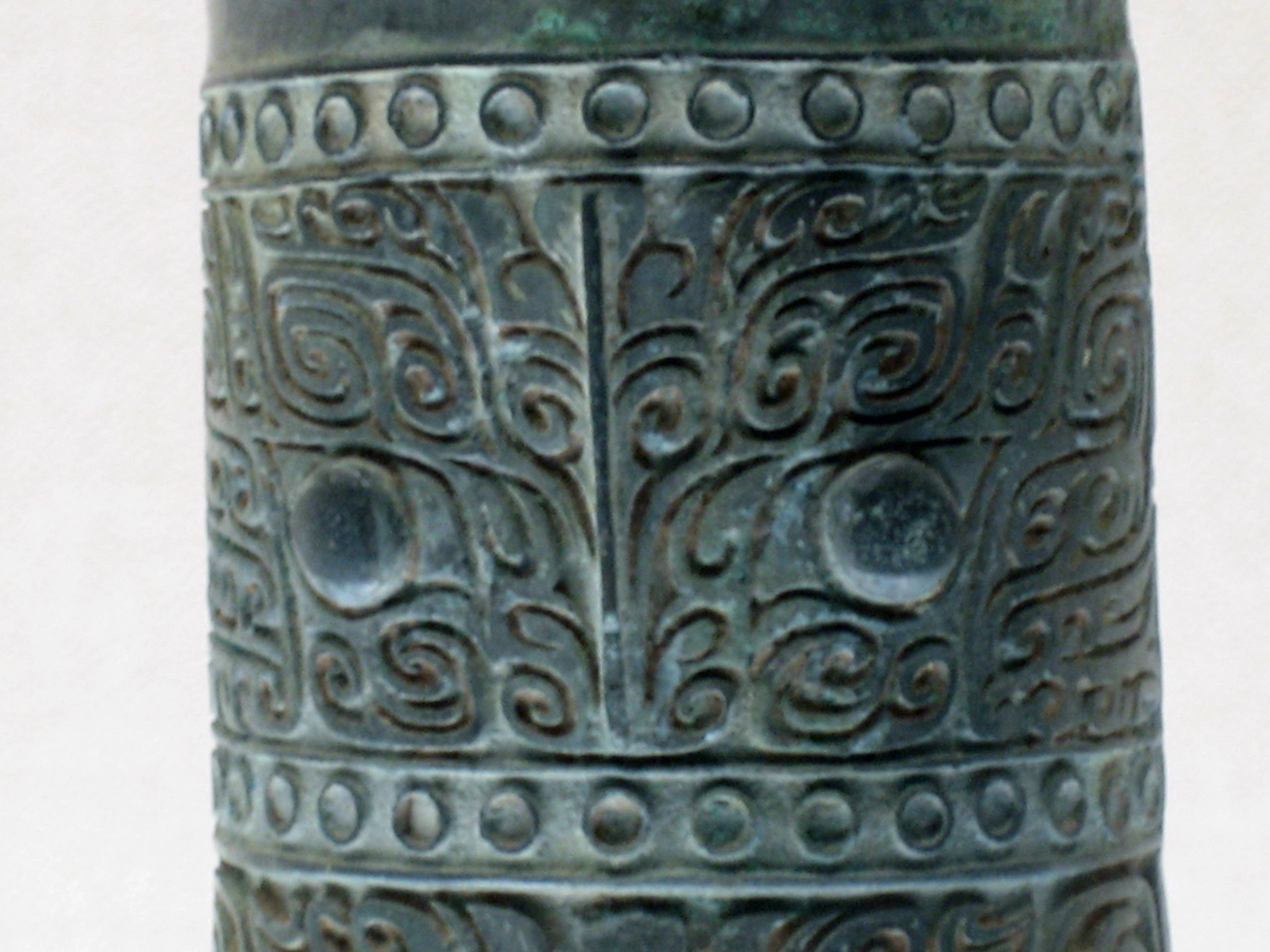
饕餮文

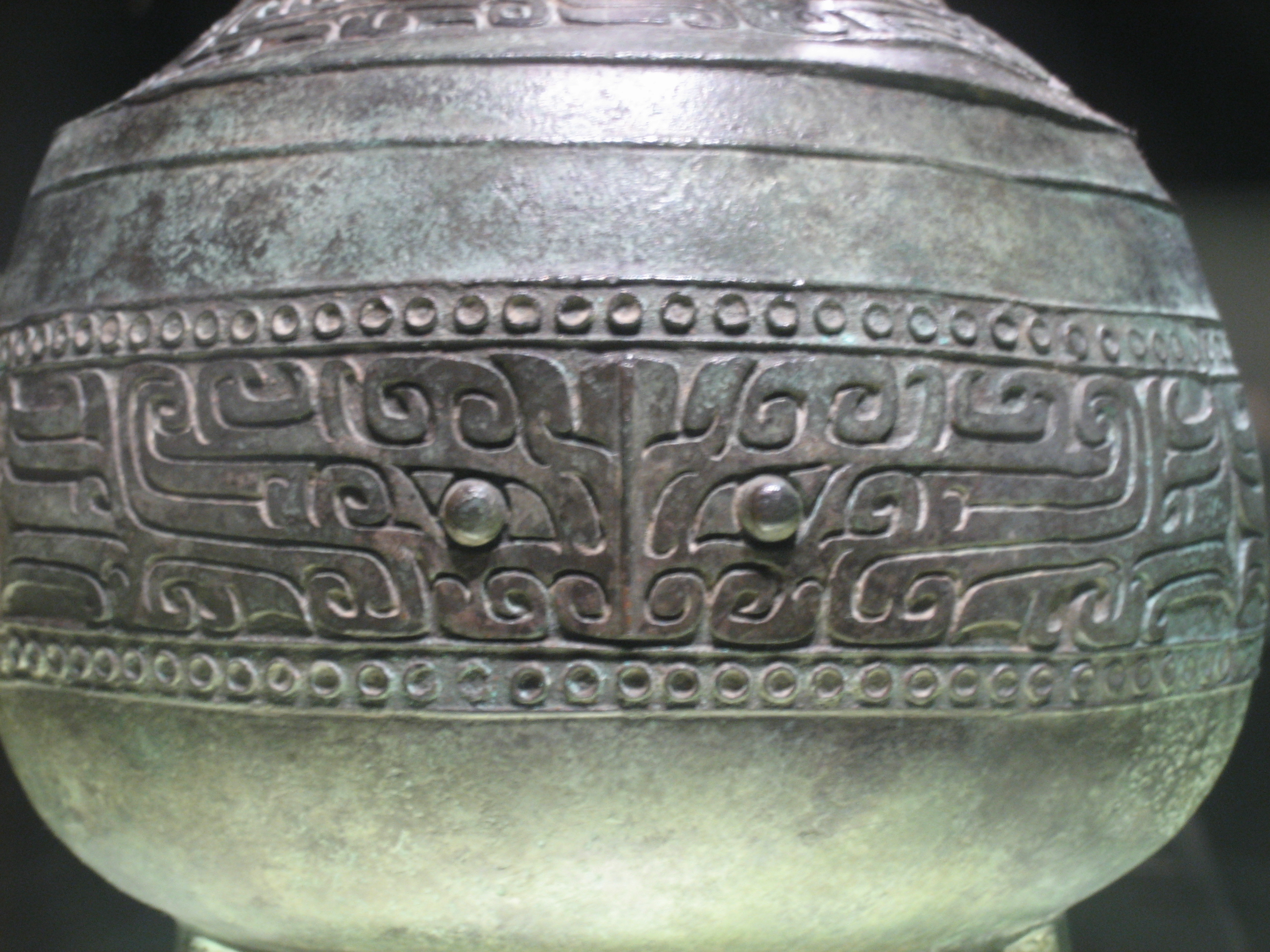
饕餮文

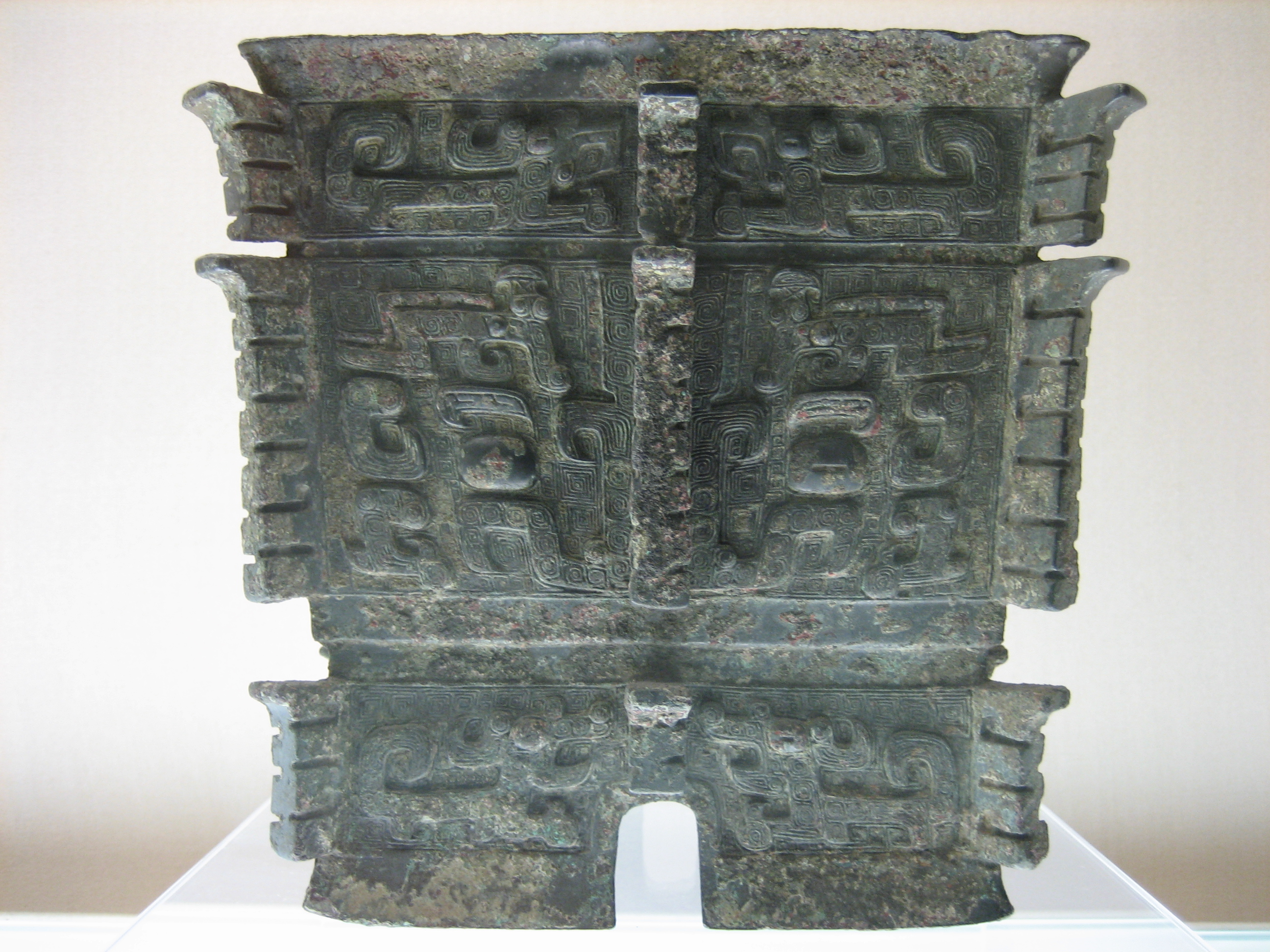
夔龍文（口縁部と脚部）

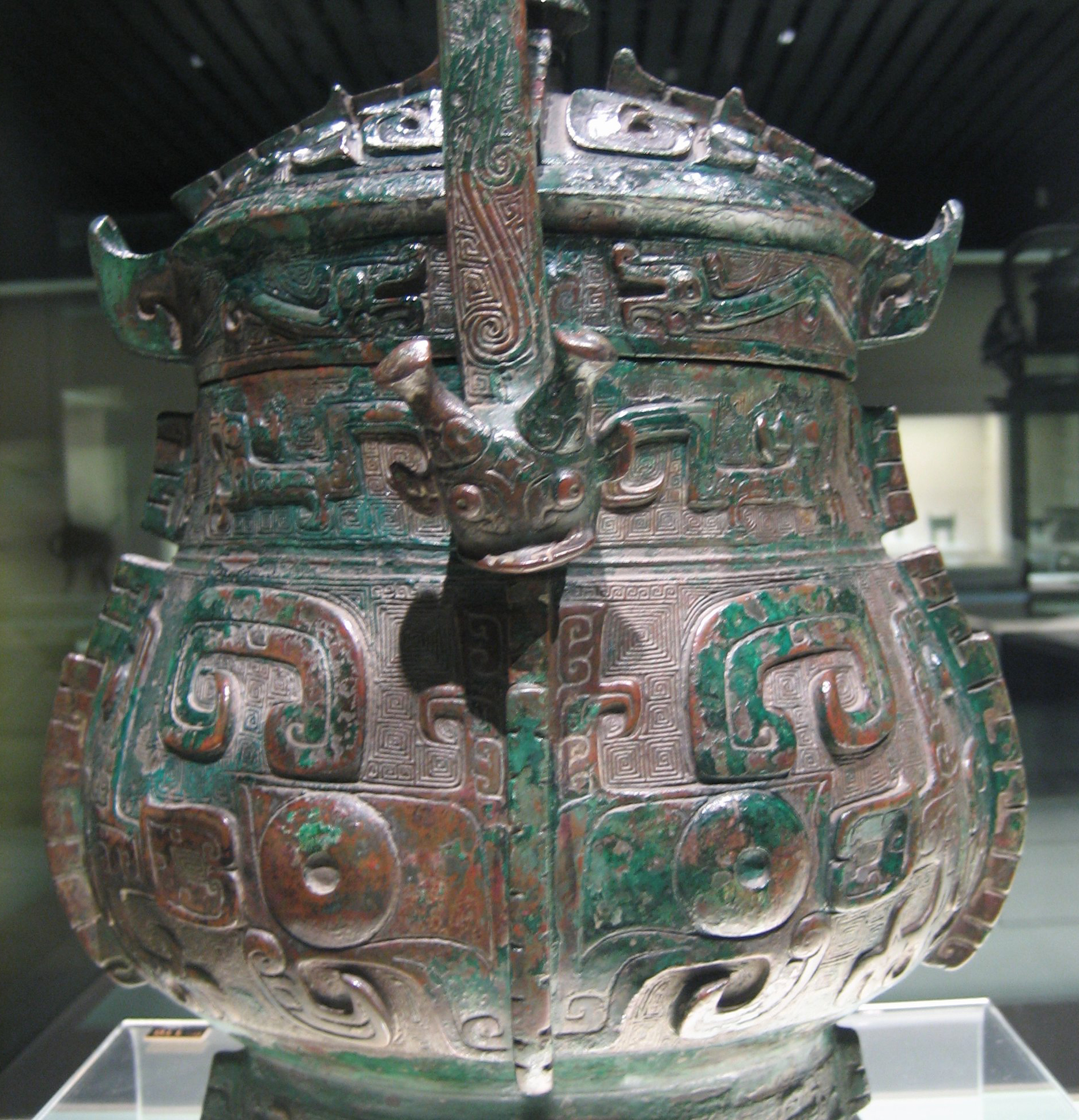
夔龍文（口縁部）

以下、中国青銅器にみられる各種文様について略説する。
- 饕餮文（とうてつもん） - 大きな2つの眼を強調した、左右対称の獣面文である。酒器などの主文様として、目立つ位置に表されていることが多い。眼のほかに大きく曲がった角と、牙をむき出した口を強調しているものが多い。饕餮は顔だけで胴体のない怪物ともいわれるが、実際の作例をみると、顔の両脇に細長い胴体と脚を表現したものも多い[17]。呂不韋（戦国時代の秦の宰相）が編纂した『呂氏春秋』「先識編」には「周の鼎には饕餮を表す」とある。饕餮は頭はあるが身体がなく、人を食って呑み込まないうちに害がその身に及んだ。つまり、罰を受けて身体がなくなってしまったのだという。『春秋左氏伝』（文公18年）には、黄帝の時代に大食漢の悪臣がおり、人は彼を饕餮と呼んだという故事がある。殷周の青銅器に表されている獣面文を饕餮文と呼ぶのは、宋時代の呂大臨が『呂氏春秋』の記述に基づき、『春秋左氏伝』の故事をふまえて、この種の文様を饕餮であると解釈したことに由来する[18]。殷周時代の人々がこの文様を当時どのように呼んでいたかは不明であり、饕餮文は「獣面文」と称するのがより適切だとする説もある[19]。この文様の表す意味についても、正確なことはわかっておらず、当時の人々の想像した天帝の顔を表したものだとする説もある。この文様は殷前期から西周前期の青銅器に盛んに用いられ、西周末期には姿を消した[20]。
- 夔龍文（きりゅうもん） - 細長い胴体に一角と一脚を有する龍の文様である。水平の文様帯のなかに真横向きに表されることが多い。殷代から用いられるが、龍の形態は次第に変化し、春秋時代からは後述の蟠螭文に変わっていった。龍の文様自体は、以後も中国の伝統的デザインとして現代まで使用されている。
- 鳳文（ほうもん）・夔鳳文（きほうもん） - 鳳は想像上の霊鳥で、雄を鳳、雌を凰といい、両者合わせて鳳凰という。基本的には鳥の文様であるが、クチバシが極端に曲がっていて、内側に巻き込むように表現されるのが特色である。夔鳳文は龍と鳳の合体した文様で、鳥の特色を持ちながら、細長い胴体に表される。夔龍文と同様に真横向きに表される。鳥は天と地を結ぶものとして、龍と同様に重視された。殷代から用いられ、西周時代には器の主文として用いられるようになるが、春秋時代以降衰退し、戦国時代まで用いられる。漢時代以降は朱雀文、朱鳥文として引き継がれる。
- 蟠螭文（ばんちもん） - 龍文の一種で春秋時代半ば頃に登場する。「螭」は幼龍の意。複数の龍が互いに複雑にからみ合って複雑なパターンを描くもので、一見すると単なる幾何学文のように見える。
- 竊曲文（せっきょくもん） - 西周時代後期から現れる。アルファベットの「G」を組み合わせたような文様で、夔龍文の眼の部分だけを残して退化した文様とされる。
- 鱗文（りんもん） - 副文様として使用される鱗状のパターンを組み合わせた文様
- 蝉文（ぜんもん） - 鼎などの文様に使われる蝉形の文様
- 山形文（やまがたもん） - 西周後期の鼎などに用いられるジグザグ文様
- 蕉葉文（しょうようもん） - 器物の脚部などの装飾に用いられる、長大な二等辺三角形状の文様

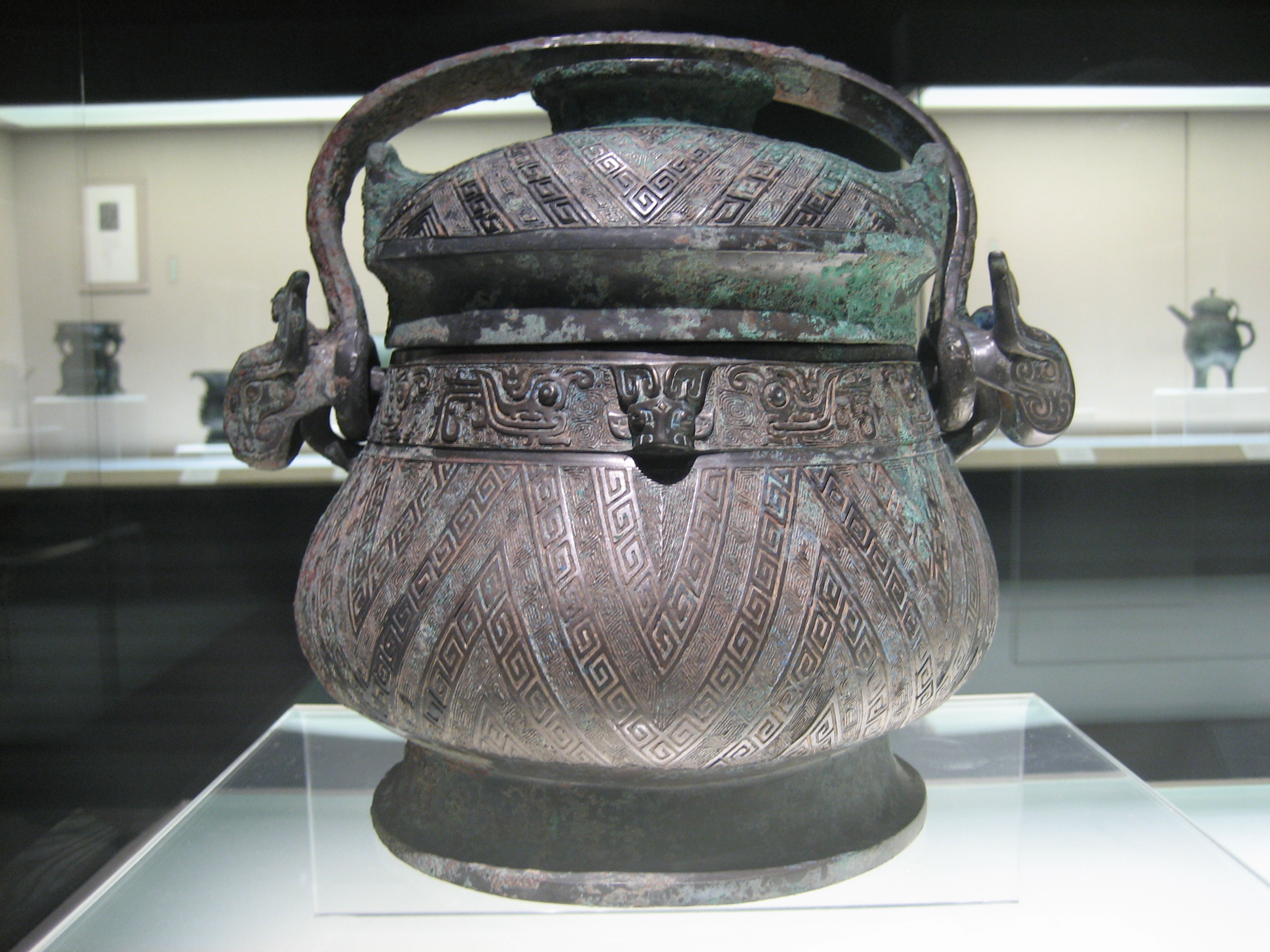
夔鳳文（口縁部）
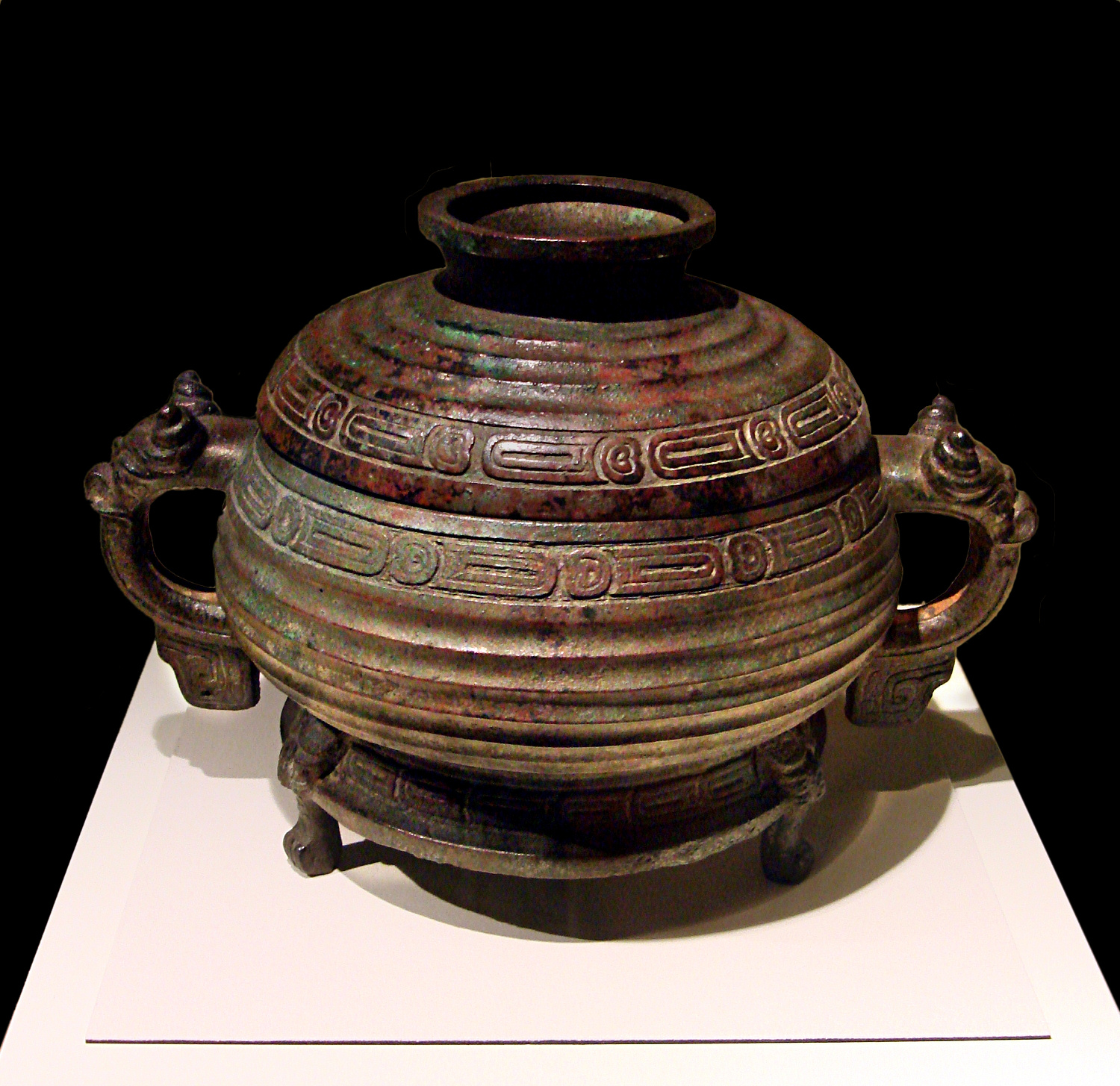
鱗文（鱗文簋 西周時代）
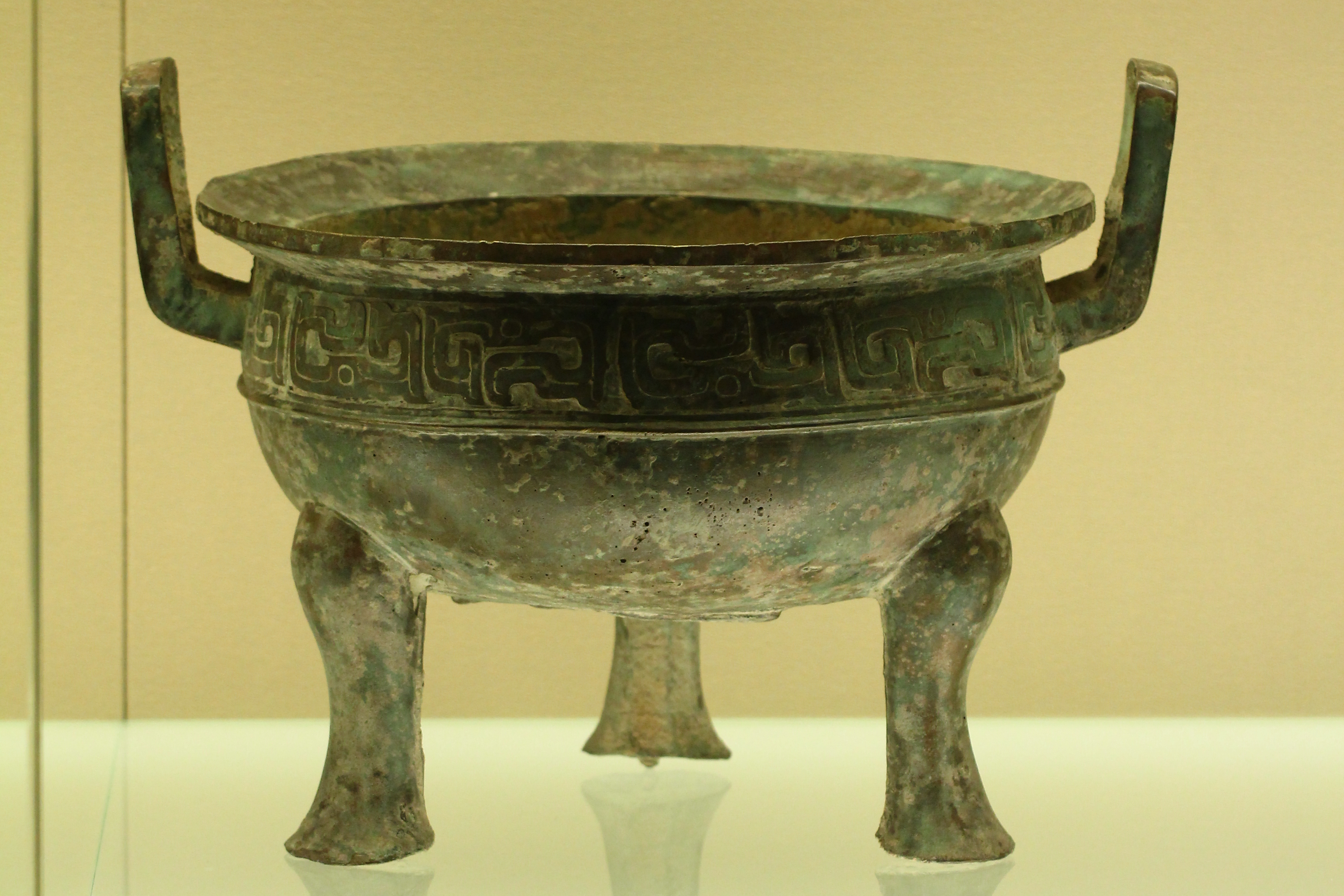
竊曲文（竊曲文鼎）
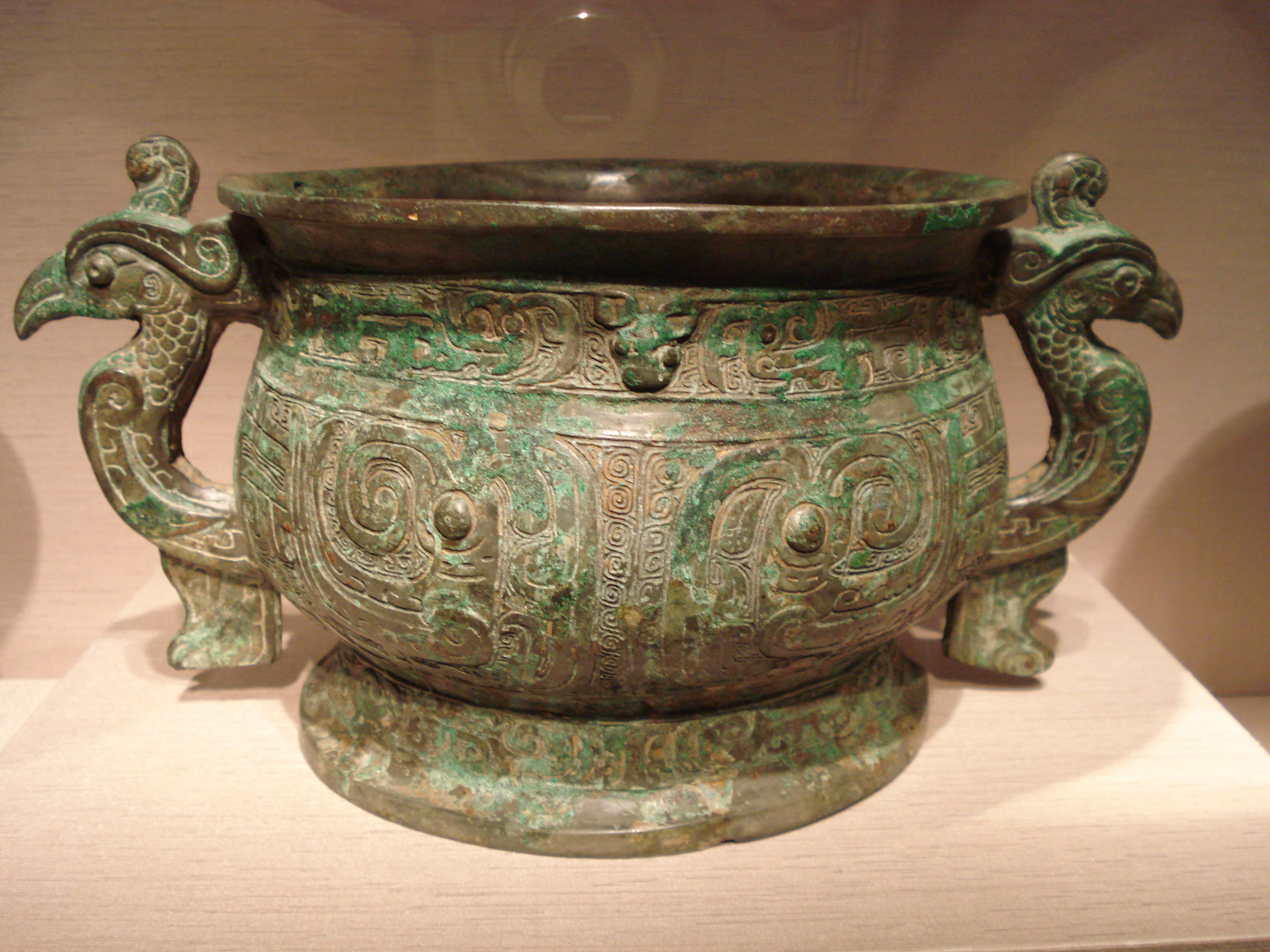
鳳文（鳳文簋 西周時代）主文、口縁部、把手とも鳳文
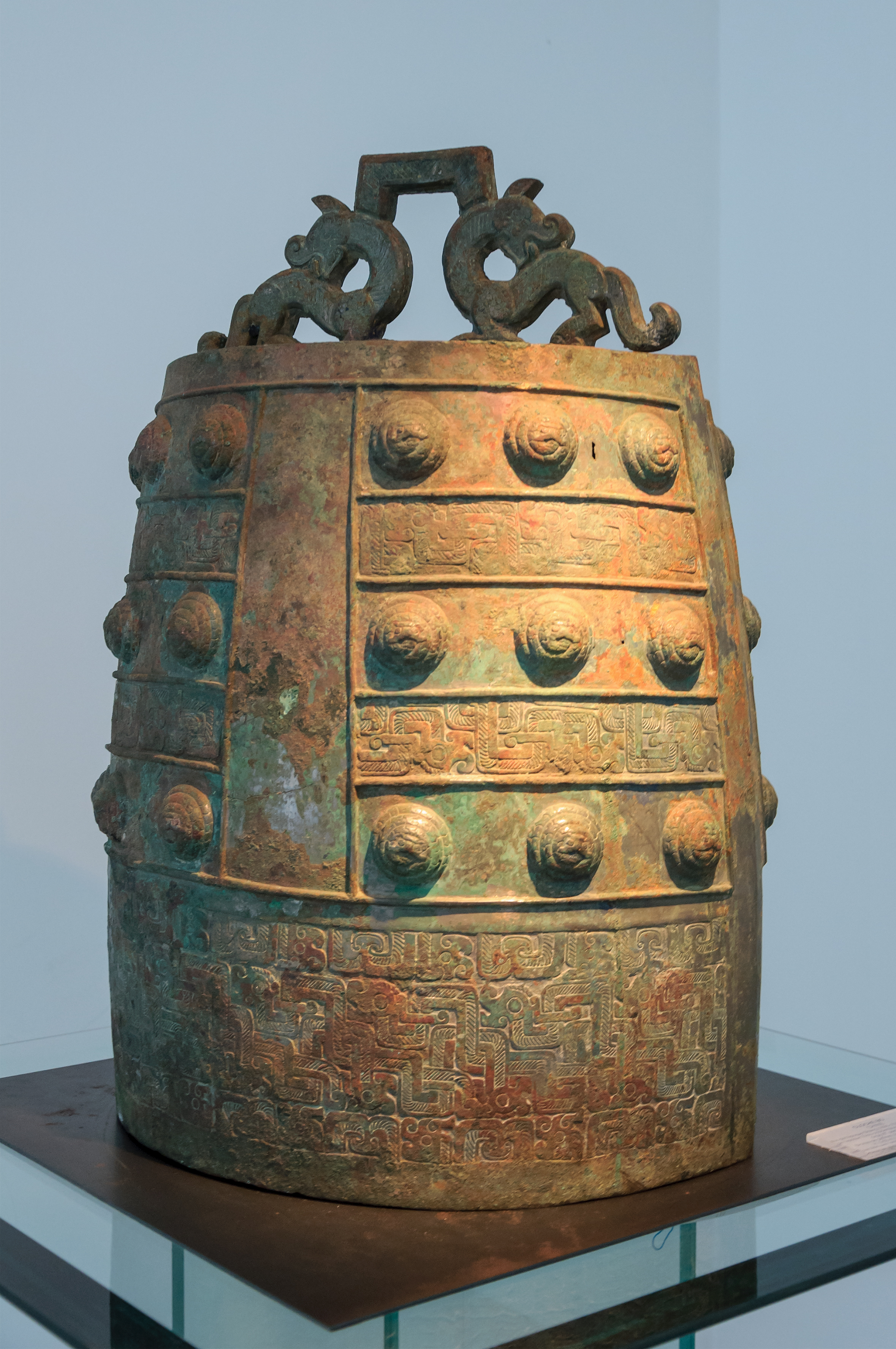
蟠螭文（蟠螭文鎛）
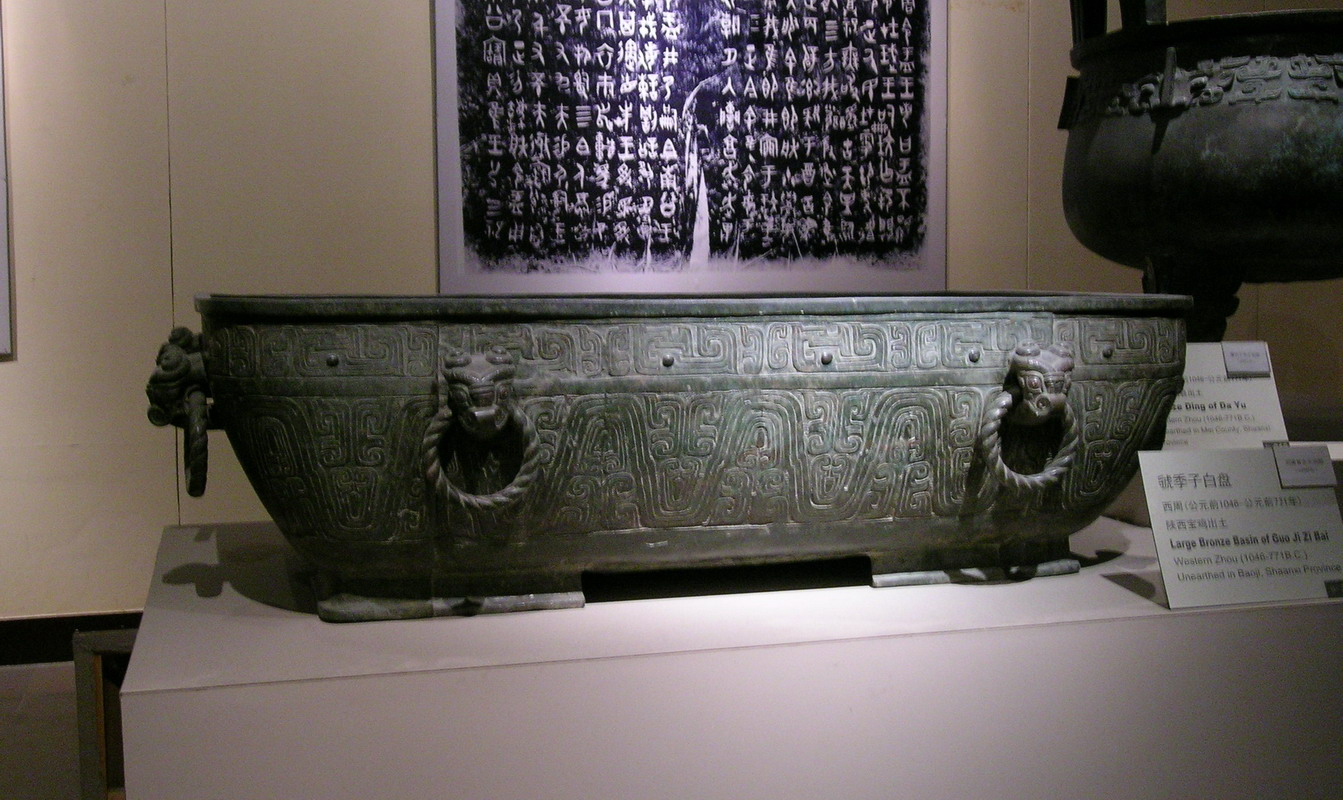
山形文（虢季子白盤 西周時代）

## 器種
中国古代青銅器の器種は酒器・食器・水器・楽器に大別される。酒器はさらに温酒器・飲酒器・注酒器・盛酒器に大別される。それぞれの器種には、日常あまり使われない、難解な漢字による名称が付されたものが多い。器自体の銘文にその器の名称が記されている場合もあるが、大半の器は、作られた当時どのように呼ばれていたか、正確には不明で、後世の人々が文献に出てくる器名から推測して仮に名称を与えたものが多い。
殷時代には祭祀において酒の果たす役割が大きく、酒器の種類は多岐にわたるが、当時の酒がどのようなものであったかは、同時代の文献がないためはっきりしない。甲骨文字には酒を表すものとして鬯（ちょう）・醴（れい）の文字がある。鬯は、秬（クロキビ）を醸造して造る酒で、香りつけとして欝（ウコンソウ）を煮出した汁を加えた。鬯は神に捧げるための特別な酒であった。醴は甘酒の類である。
楽器については、青銅で作られたものはすべて打楽器である。むろん、打楽器以外にも簫（しょう）のような管楽器や琴のような弦楽器もあり、打楽器にも青銅製以外に木製や石製のものもあった。音楽は悪霊を追い払い、神を喜ばせるという宗教的意味のほか、社会の秩序・調和の象徴という意味合いもあり、単なる娯楽ではなかった。
以下、各器種について略説する。
以下の説明中にはJIS水準外の難字が多数登場するが、それらの字形については煩雑をさけるため、後にまとめて説明する。

### 酒器

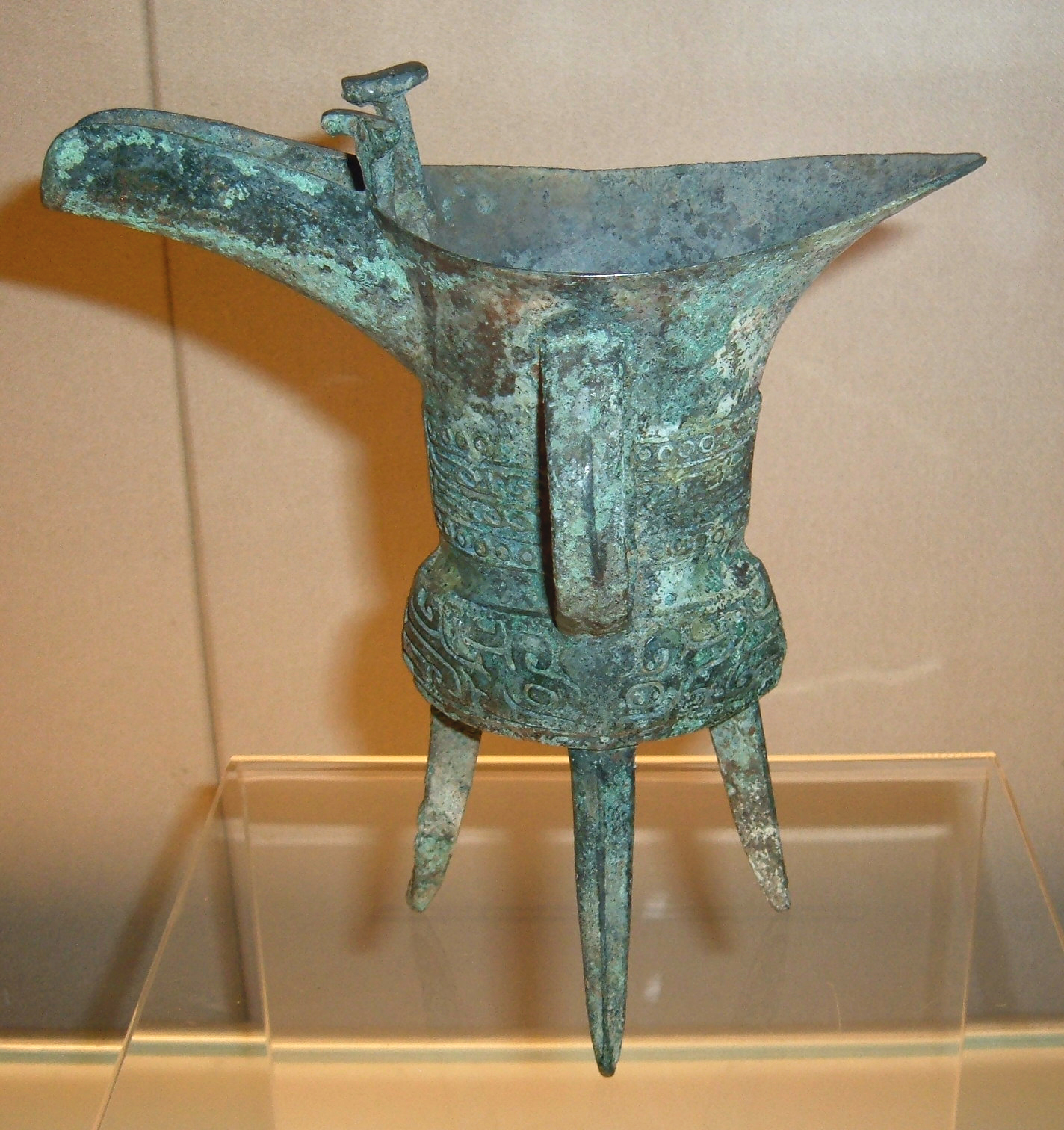
爵（饕餮文爵 殷前期 上海博物館）
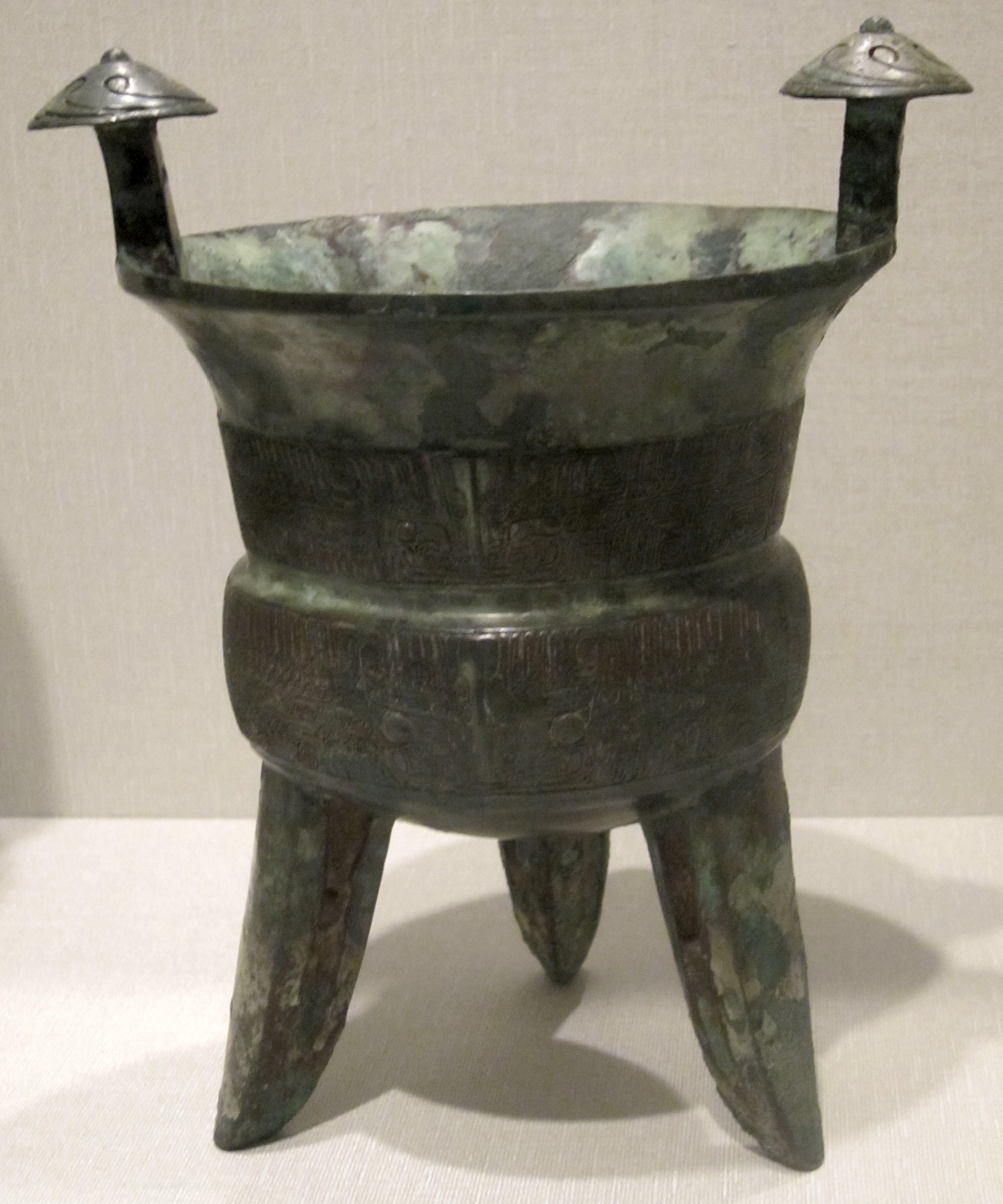
斝（饕餮文斝 殷時代 ホノルル美術館）
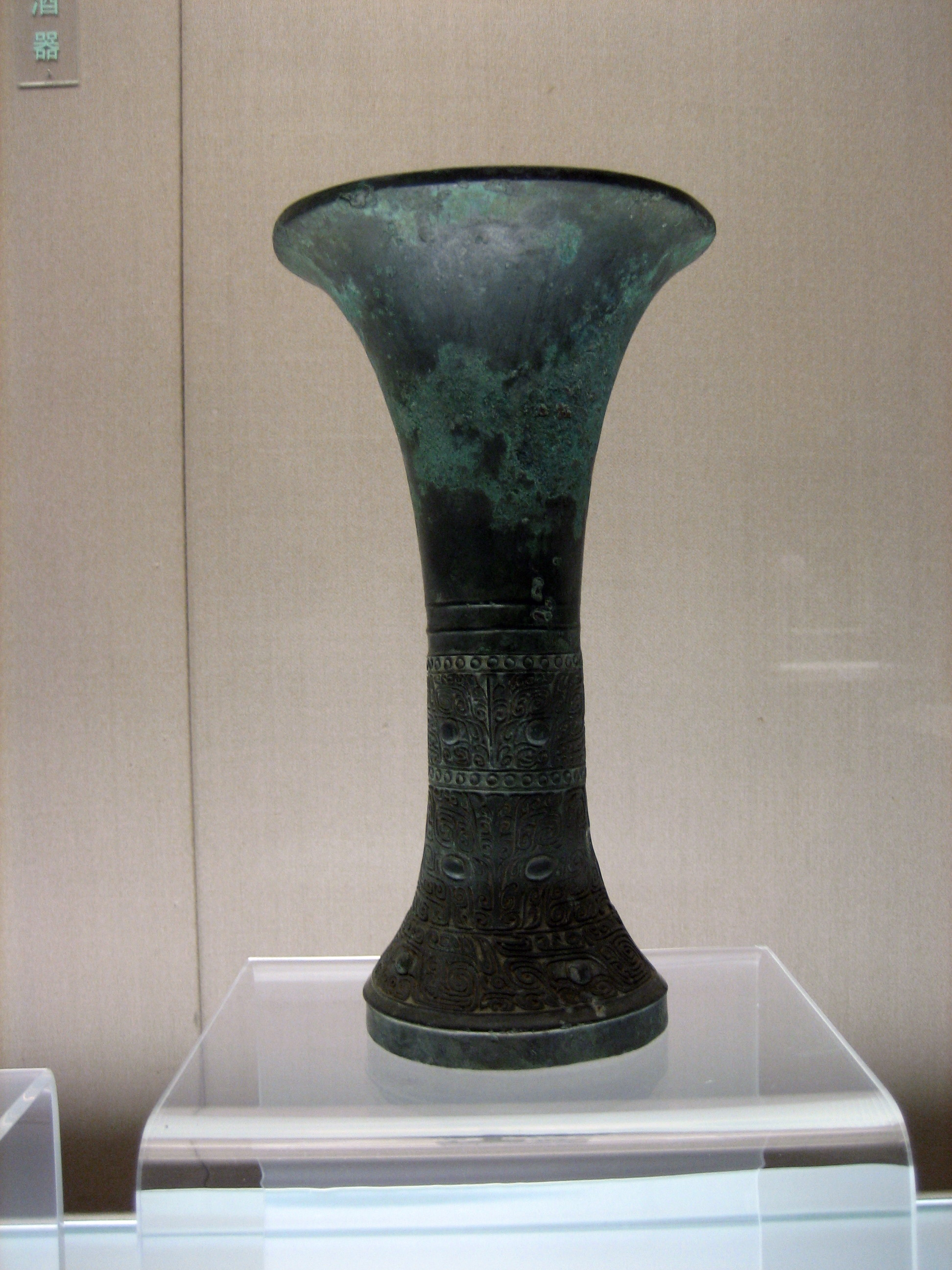
觚（饕餮文觚 殷前期 上海博物館）
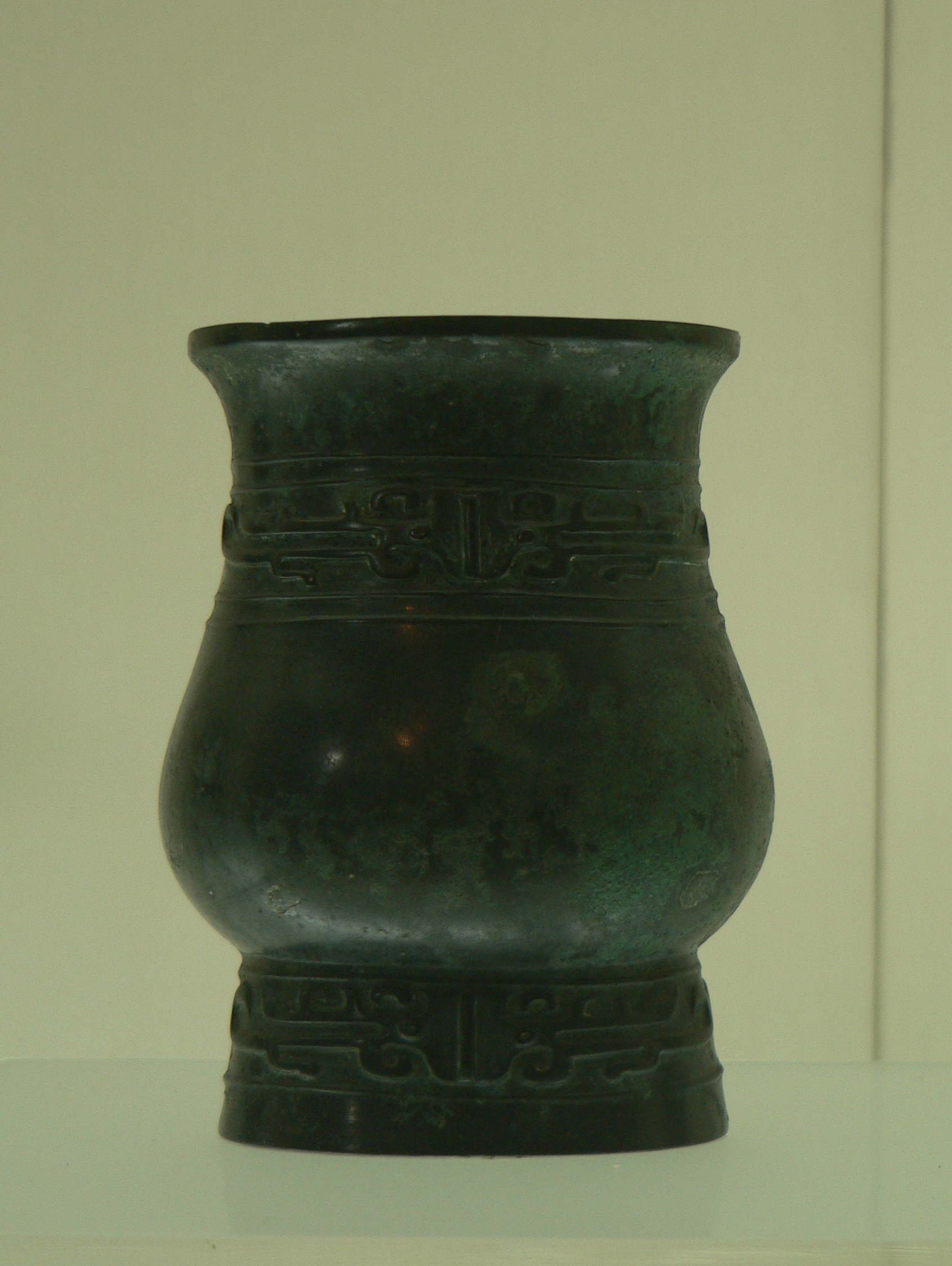
觶（夔龍文觶 西周時代）
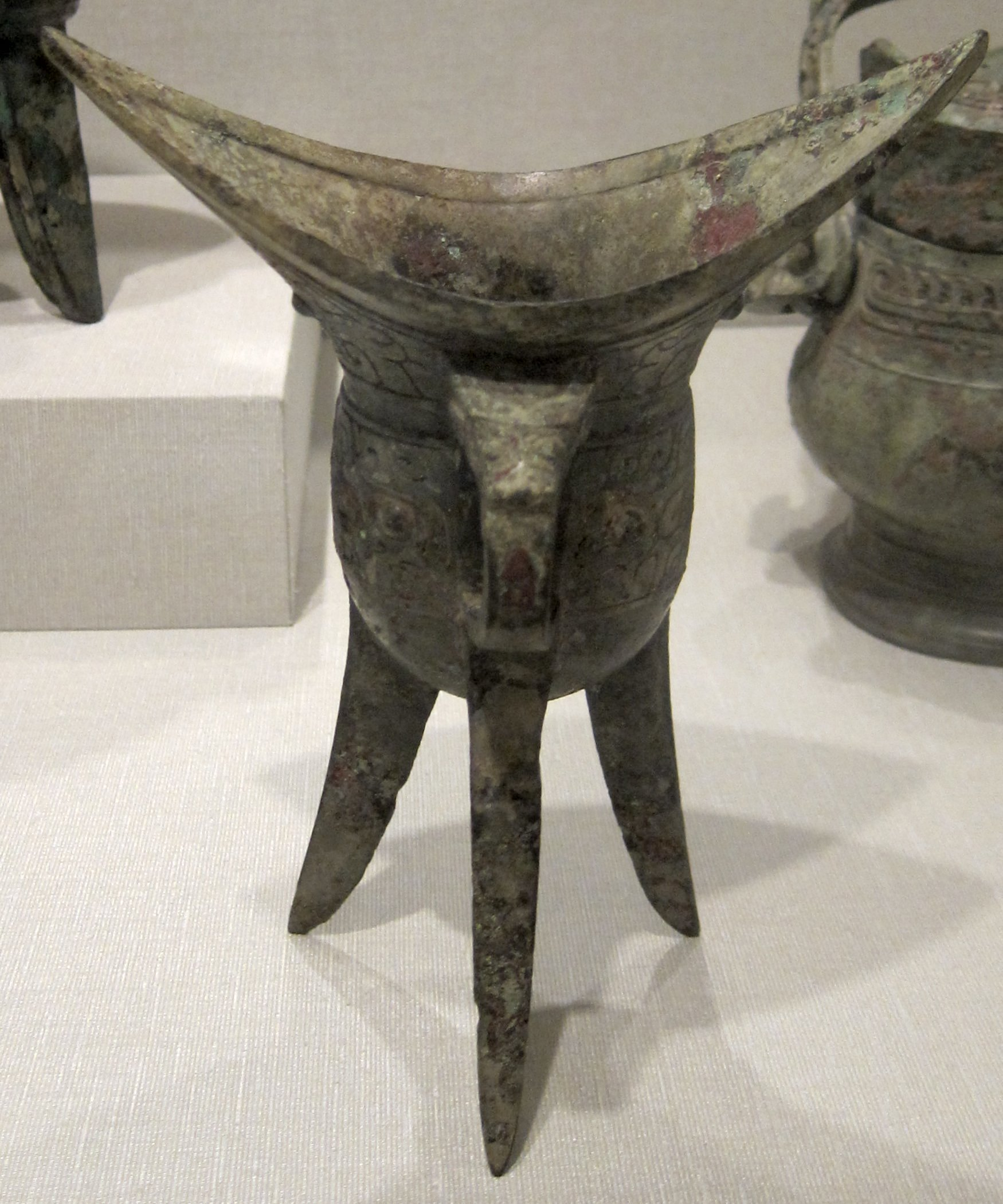
角（饕餮文角 殷時代 ホノルル美術館）
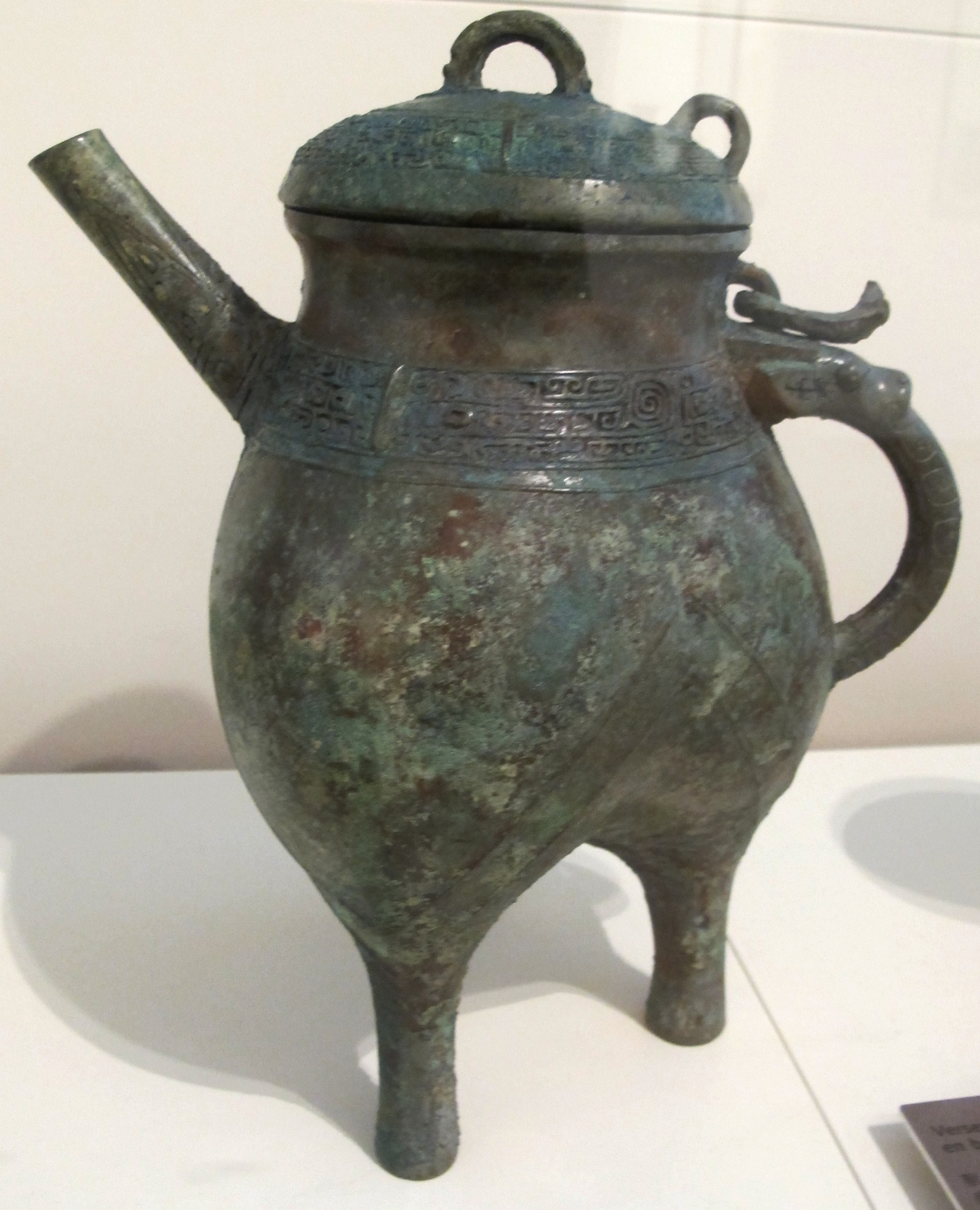
盉（饕餮文盉 殷時代 ギメ美術館）
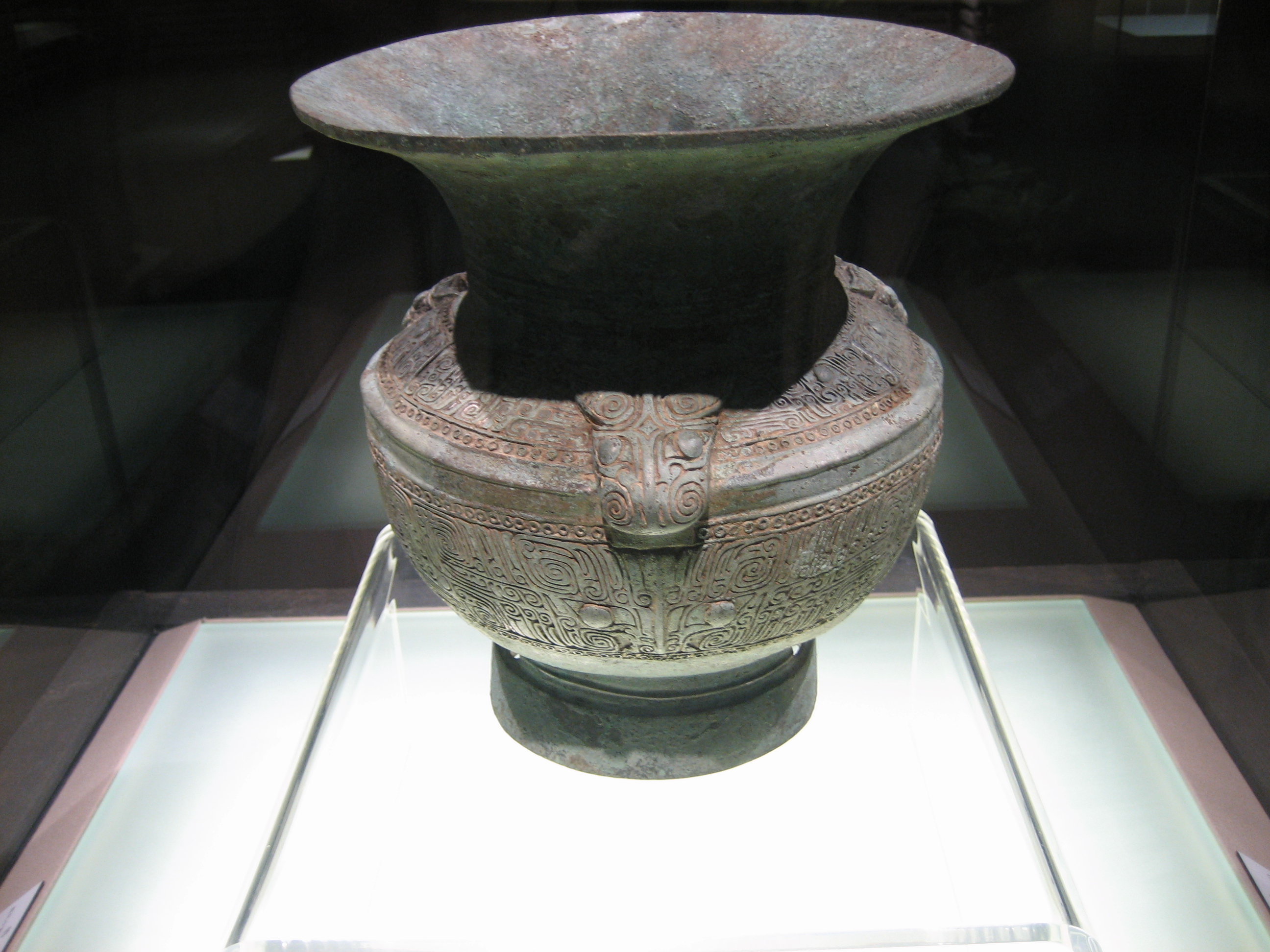
尊（饕餮文尊 殷後期 上海博物館）
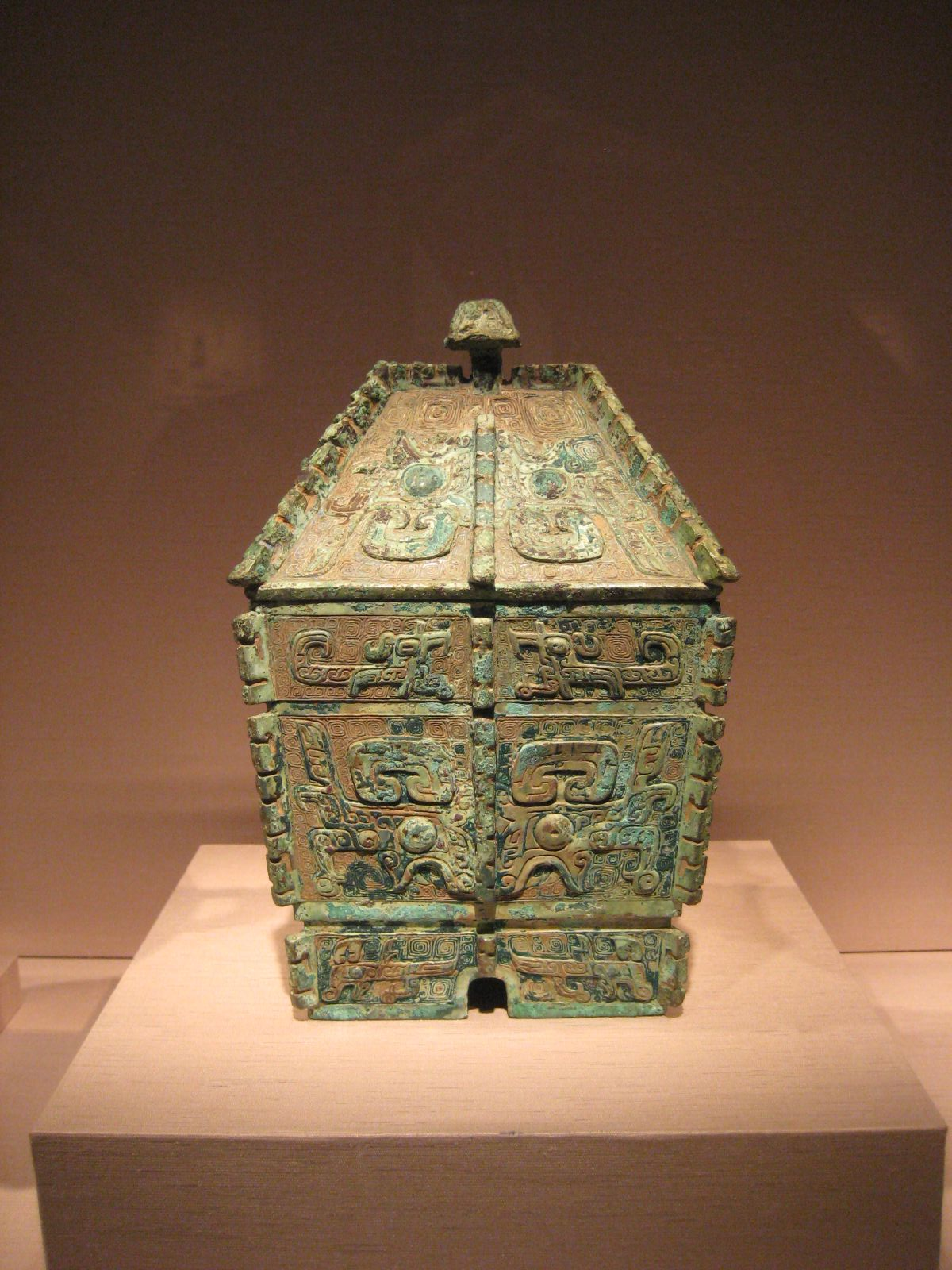
方彝（饕餮文方彝 殷後期 サックラーギャラリー）
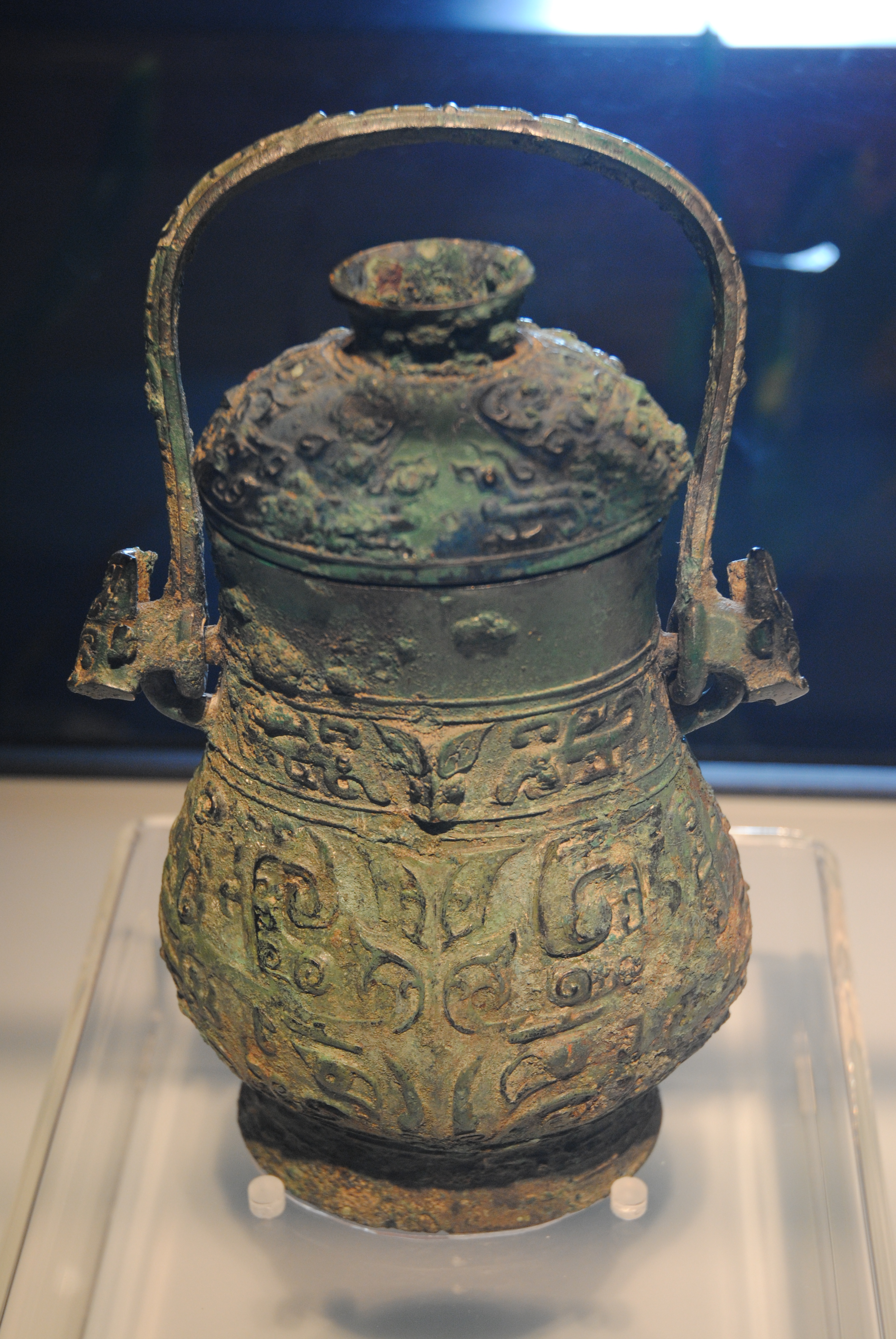
卣（圉卣 西周前期 首都博物館）
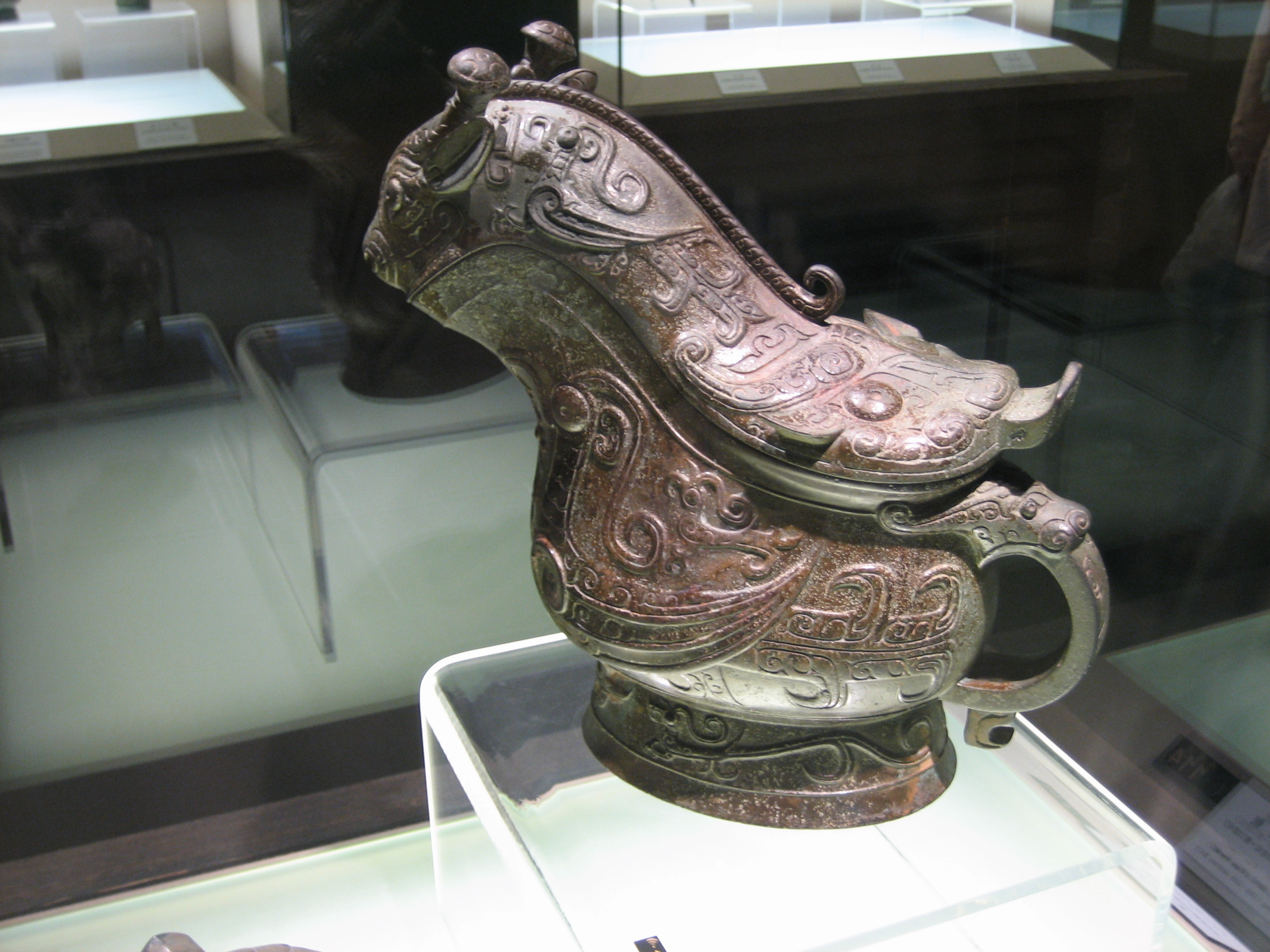
兕觥（ゴン父乙兕觥 殷後期 上海博物館）（「ゴン」は象形文字）
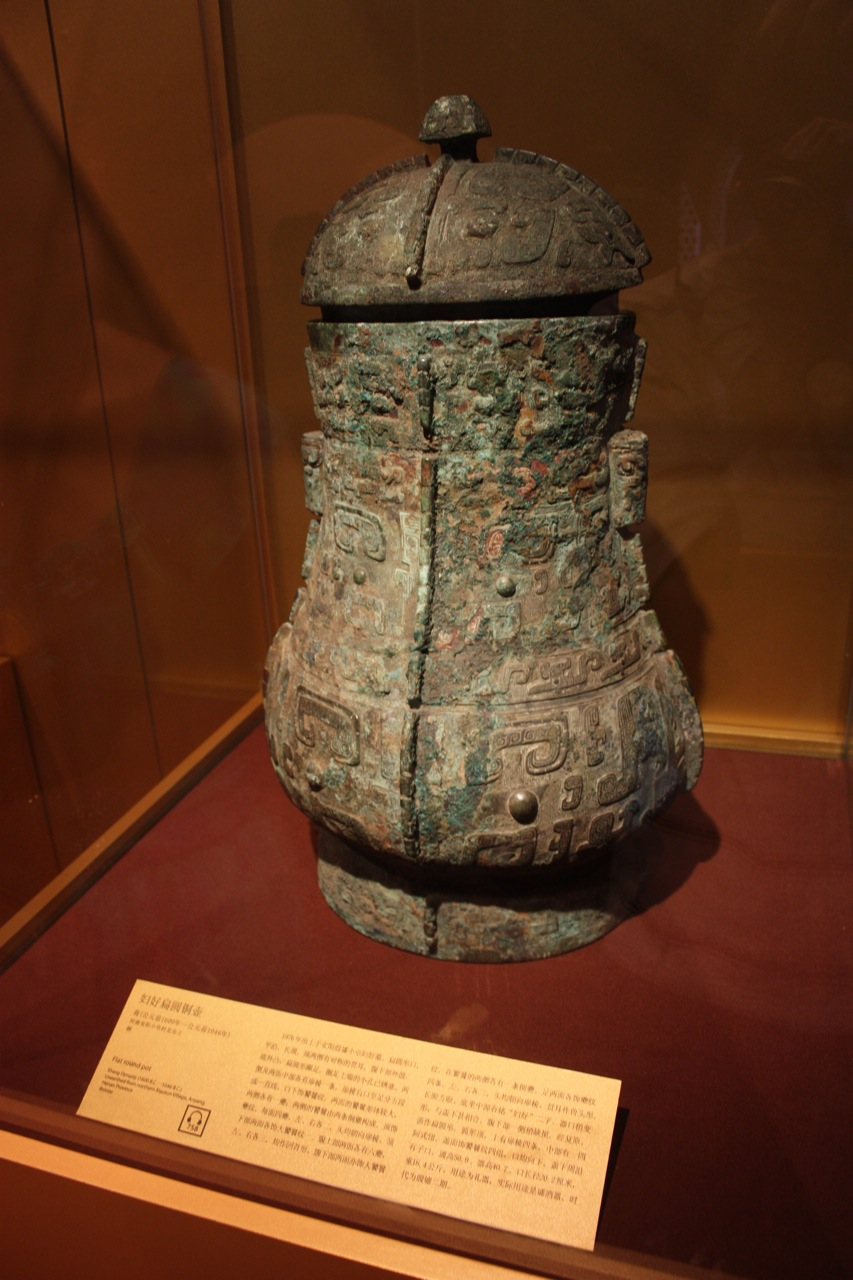
壺（婦好扁壺 殷後期）
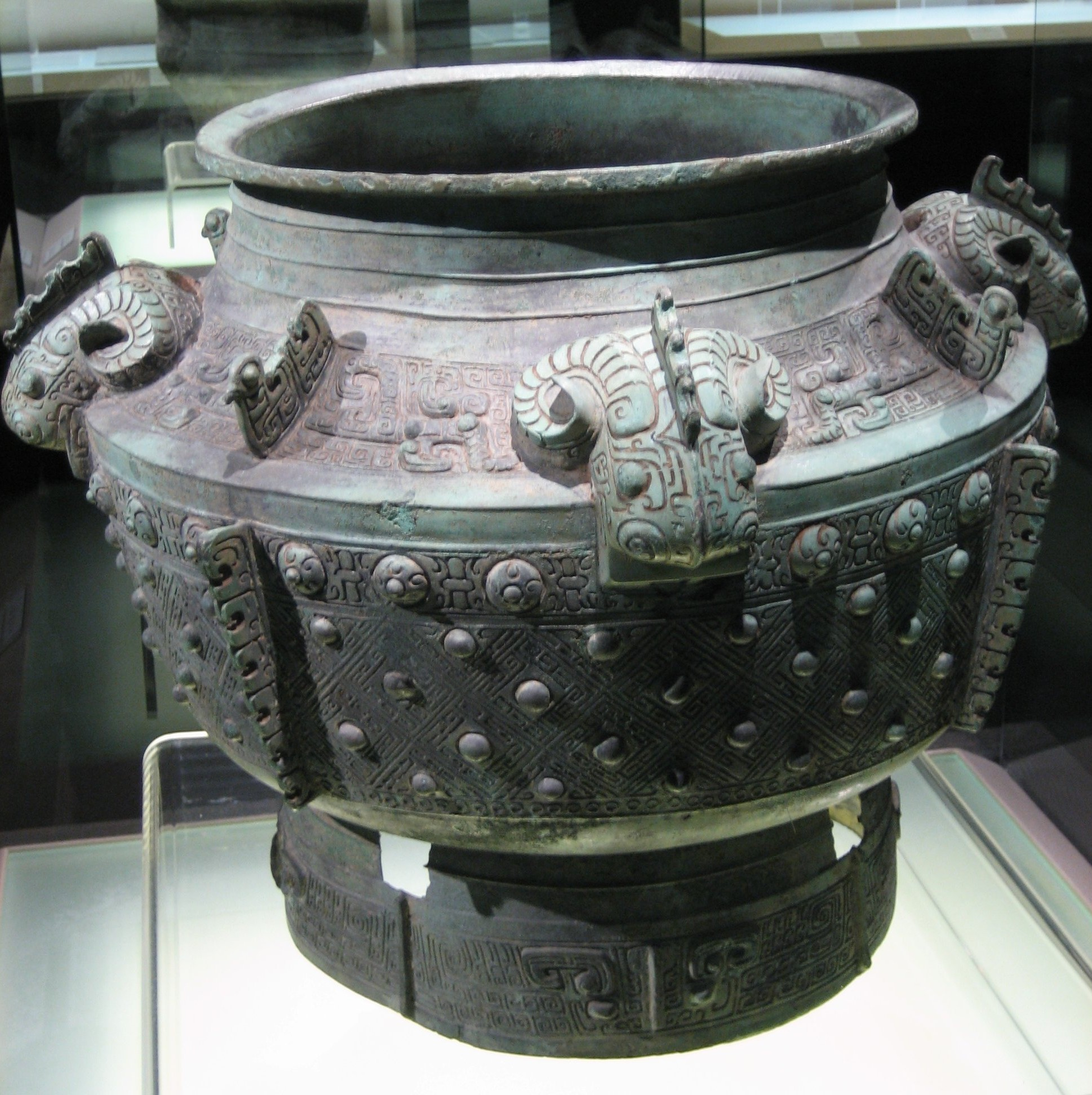
瓿（四羊首大瓿 殷後期 上海博物館）
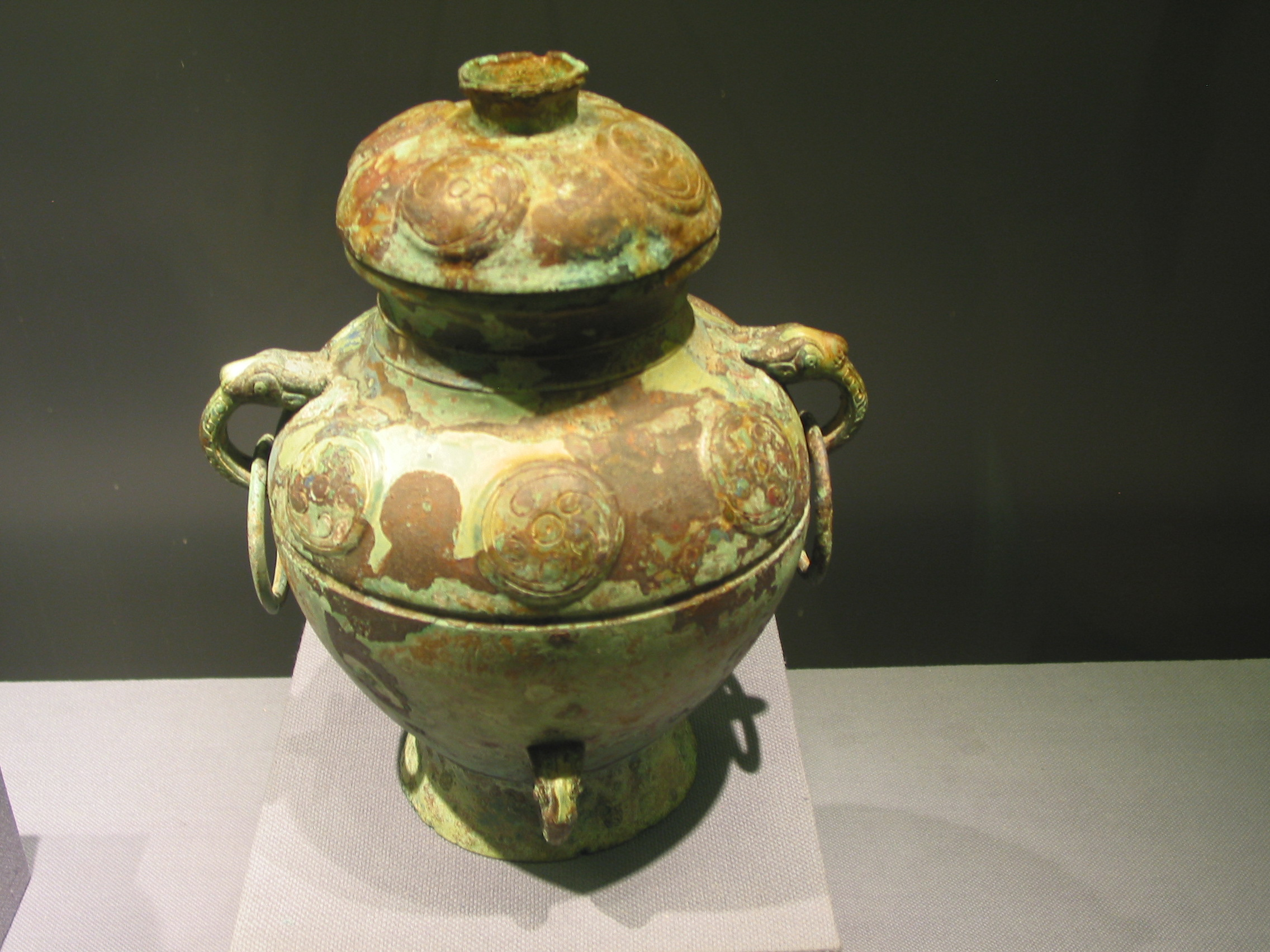
罍（克罍 西周時代 首都博物館）

- 爵（しゃく） - 温酒・飲酒器。中国の青銅礼器のうち、もっとも早くに出現したものである。二里頭期から作例があり、殷代に盛んに作られたが、西周時代になって作例が減り、西周後期には消滅する。くびれのある胴に三足がつき、把手（鋬）を有し、口縁部は非対称形で、「流」という樋状の注口と、その反対側にバランスを取るための「尾」という三角状の突起がつく。「流」の付け根付近に「柱」という2本の短い棒状のものを立てるのが通例である。「柱」の用途は、ここに何か布状のものを掛けるためと思われる。底部に煤の付着したものがあることから、実際に温酒に使用されたことがわかるが[26]、飲酒器としての意味合いもあったとされる（当時信仰されていた神は、爵を用いて酒を飲むと考えられていた）[27]。爵には大型のものはなく、高さは十数センチから二十数センチ程度のものである。このことは、爵は儀式の際に人が実際に手に持つ器であったことを示唆する[28]。
- 斝（か） - 温酒器。殷前期にわずかな出土例があり[29]、殷前期には盛んに作られ、西周前期まで製作される。三足を有し、器形は爵と似た部分もあるが、爵より大型で、爵と異なり「流」や「尾」をもたない。
- 觚（こ） - 飲酒器。殷前期からみられ、殷後期に流行するが、西周時代前期には他の器種に取って代わられる。爵とセットで出土することが多い。全体に細長く、口縁部・胴部・脚部に分かれ、口縁がラッパ状に開く。
- 觶（し） - 飲酒器。殷後期に加わった器種で西周前期まで製作された。觚よりは器体が太く下ぶくれになる。
- 角（かく） - 温酒・飲酒器。殷前期にはわずかに出土例があり、殷後期から西周中期にかけて製作された。爵に似るが「流」をもたない。出土例が少なく、特殊な器であったと推定される。
- 盉（か） - 注酒器。殷前期に現れ、春秋時代以降も製作された。筒状の注口と把手を有し、3本ないし4本の足がつく。蓋を伴うものが多い。欝金草の煮汁を作り、酒と調合するための器と推定される。
- 尊（そん） - 盛酒器。「尊」は本来は酒器全般の総称であるが、古代青銅器の分類では、上方に向かってラッパ状に開いた広い頸部を有するものを尊と呼んでいる。これには大きく分けて2つのタイプがある。1つ（有肩尊）は頸部、胴部ともに大きく、肩部を広く作るもの。このタイプには断面が方形となる方尊もある。もう1つ（觚形尊）は、脚部・胴部・頸部の3部分が明確に分かれる酒杯形の容器で、さきほどのタイプとは異なり、肩部がない。いずれのタイプも殷前期から西周後期にかけて製作された。これらとは別に、器全体の形状が動物の形をした容器も「尊」と呼ばれ、象尊などの例がある。
- 方彝（ほうい） - 盛酒器。殷後期から西周中期にかけて製作されたが、数は少ない。断面長方形の身に四柱屋根形の蓋を有するもので、枓（木偏に「斗」、酒を酌むための柄杓）を伴う例もある[30]。銘文を伴う例によると貴族専用の器であった。「彝」は本来は祭器全般を指す言葉であり、「方彝」は、この種の容器の名称が文献にも器の銘文にもみられないことから、仮に名付けたものである。
- 卣（ゆう） - 盛酒器。殷前期から西周中期まで製作された。提梁と呼ばれる吊り手を有するのが特色で、蓋を伴う。器形は「壺」に似たもの、筒型のものなどさまざまである。提梁がつくことから、酒などの液体を持ち運ぶための容器と考えられる。蓋は身にすっぽりと嵌まるタイプで、密閉性が強いことから、保存用の容器ともみられる。動物を立体的に象った容器で提梁のついたものも卣と呼ばれ、鳥形卣・虎形卣などがある。
- 兕觥（じこう） - 注酒器。殷後期に集中的に作られ、以後は衰退した。身の部分はカレーソースの容器のような形で、一方に注口、反対側に把手がつく。必ず蓋を伴い、器全体の形は虎、象、羊などの動物を立体的に象る。出土例は少ない。
- 壺（こ） - 盛酒・盛水器。殷後期から造られ、西周後半から作例が増加し、盛酒器の主要器種となって戦国時代まで引き続き作られた。胴部が張り、口部が狭く、頸部が長く、双耳（持ち手）と蓋を伴うものが多い。器形はバラエティがあり、殷後期には断面偏円形の扁壺が流行した。
- 瓿（ほう） - 盛酒・盛水器。殷後期に集中的に作られた。広口で大型の盛酒・盛水器で、蓋を伴う（紛失している場合もある）。高さよりも横幅が広く、短い頸部と圏足を有する。肩の部分が広いのが特色で、肩に牛首、虎首、羊首などを付すものが多い。小型のものはない。
- 罍（らい） - 盛酒器。殷後期からみられ春秋時代以降まで長く製作された。壺や瓿と似るが、丈が高く、口部が小さく、頸部が短く、壺とは逆に器の上部の径が太く、底面が狭いのが特色。肩に一対の持ち手がつく。断面方形の方罍もある。殷前期にも罍と称する器はあるが、これは肩に段のついた壺形のものであり[31][32]、上述のような器形のものは殷後期からみられる[30]。

### 食器

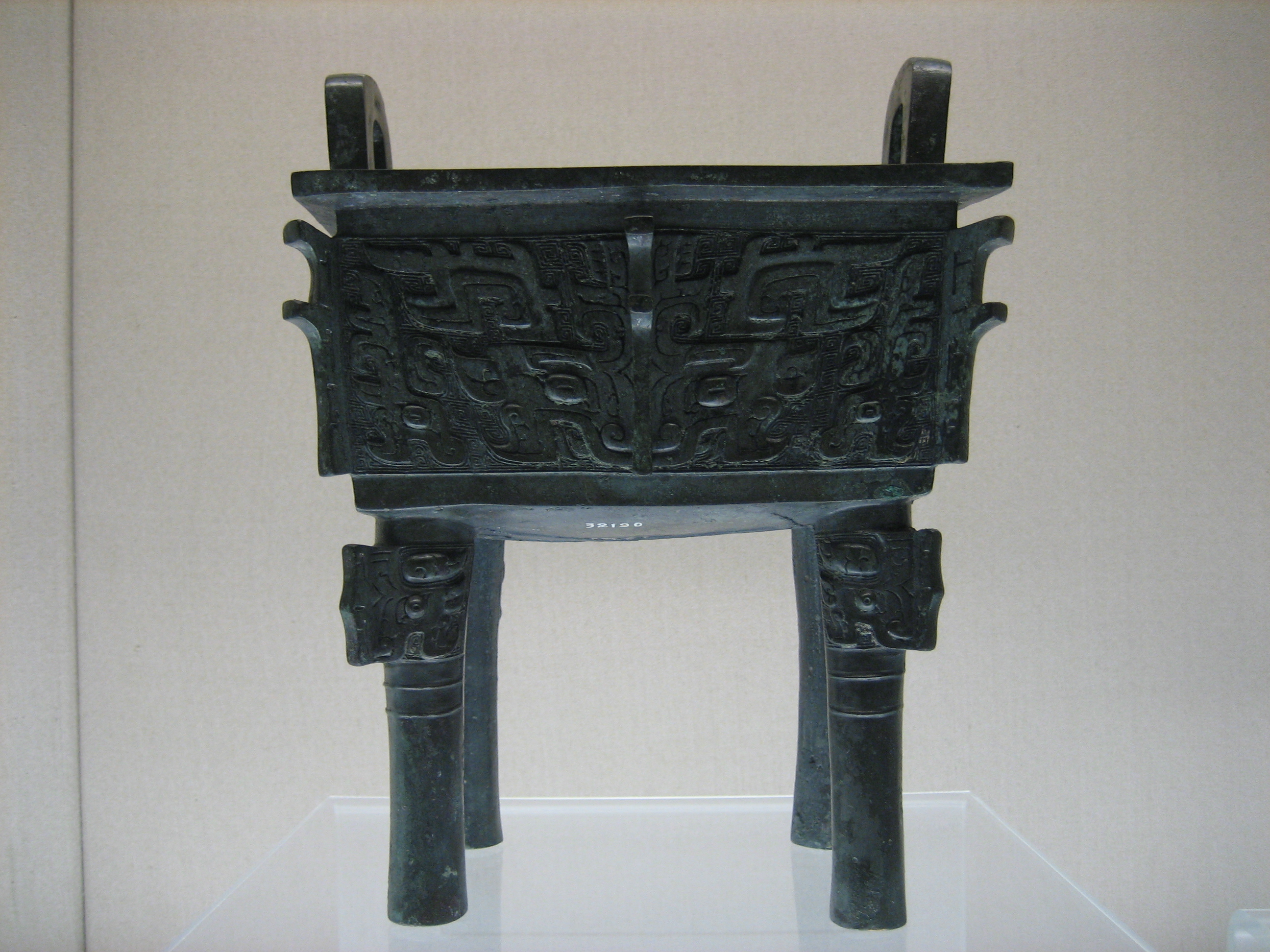
方鼎（徳方鼎 西周前期 上海博物館）
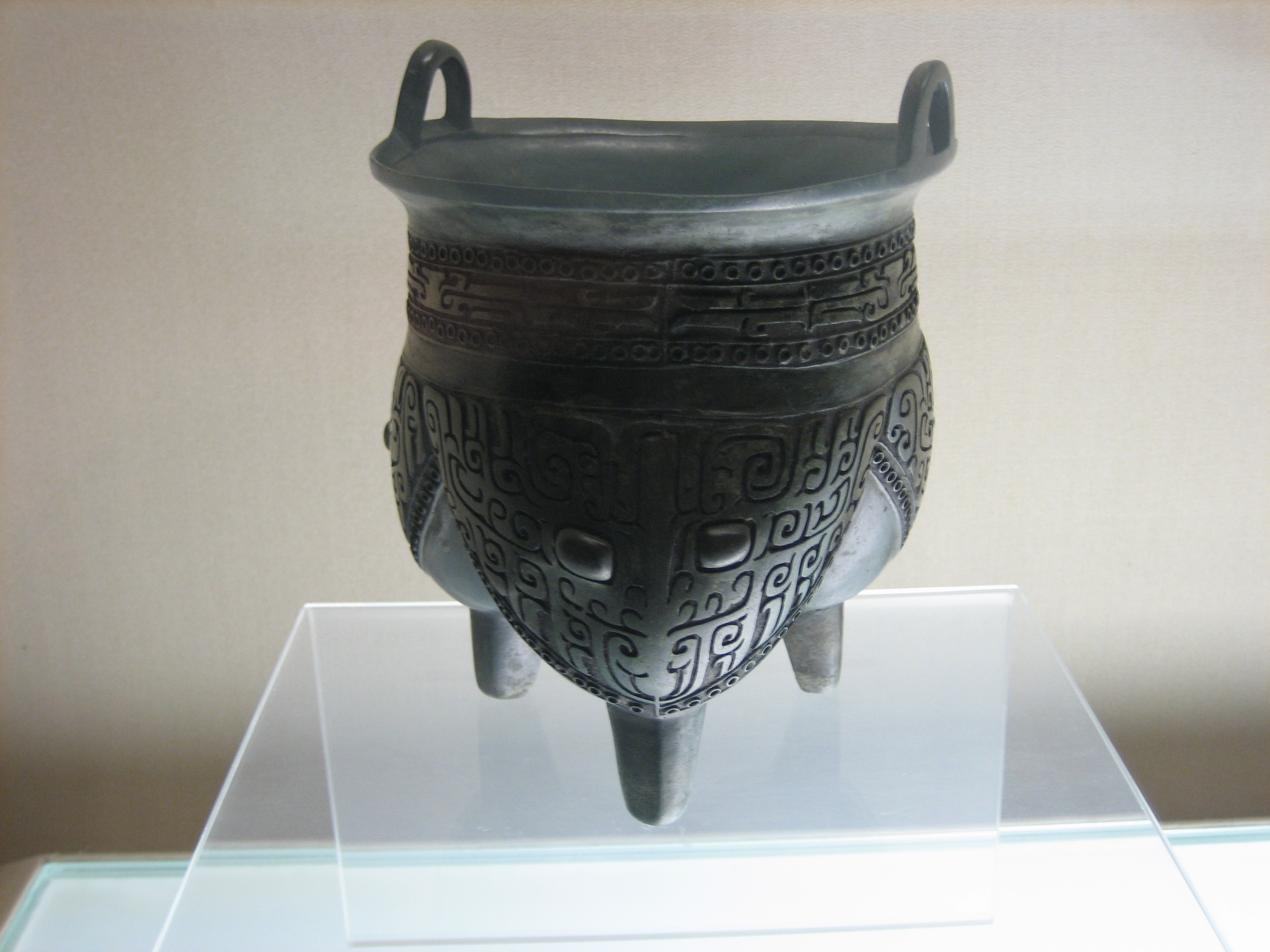
鬲（饕餮文鬲 殷前期 上海博物館）
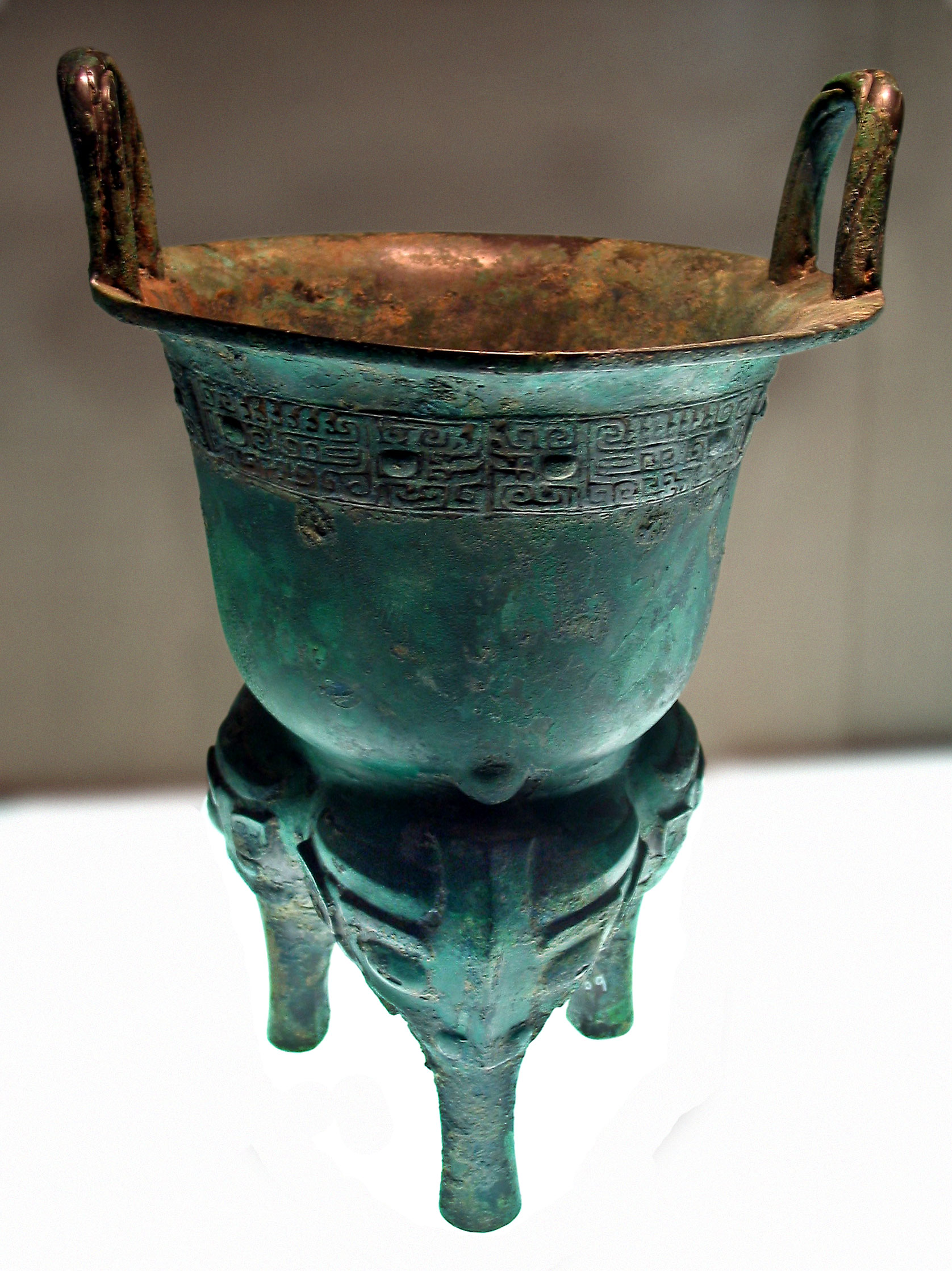
甗（戈父甲甗 西周前期 北京首都博物館）
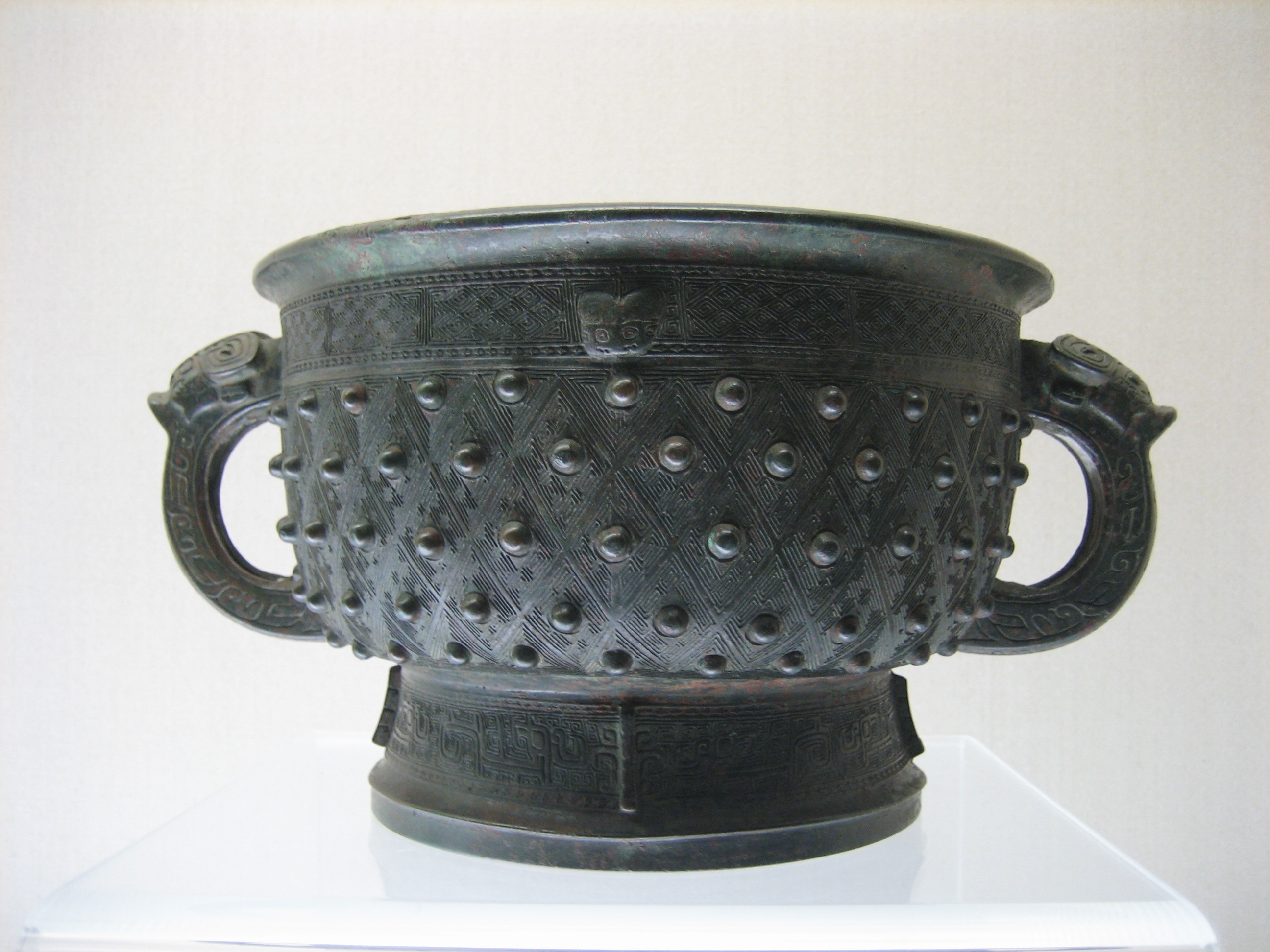
簋（戈父丁簋 殷後期 上海博物館）
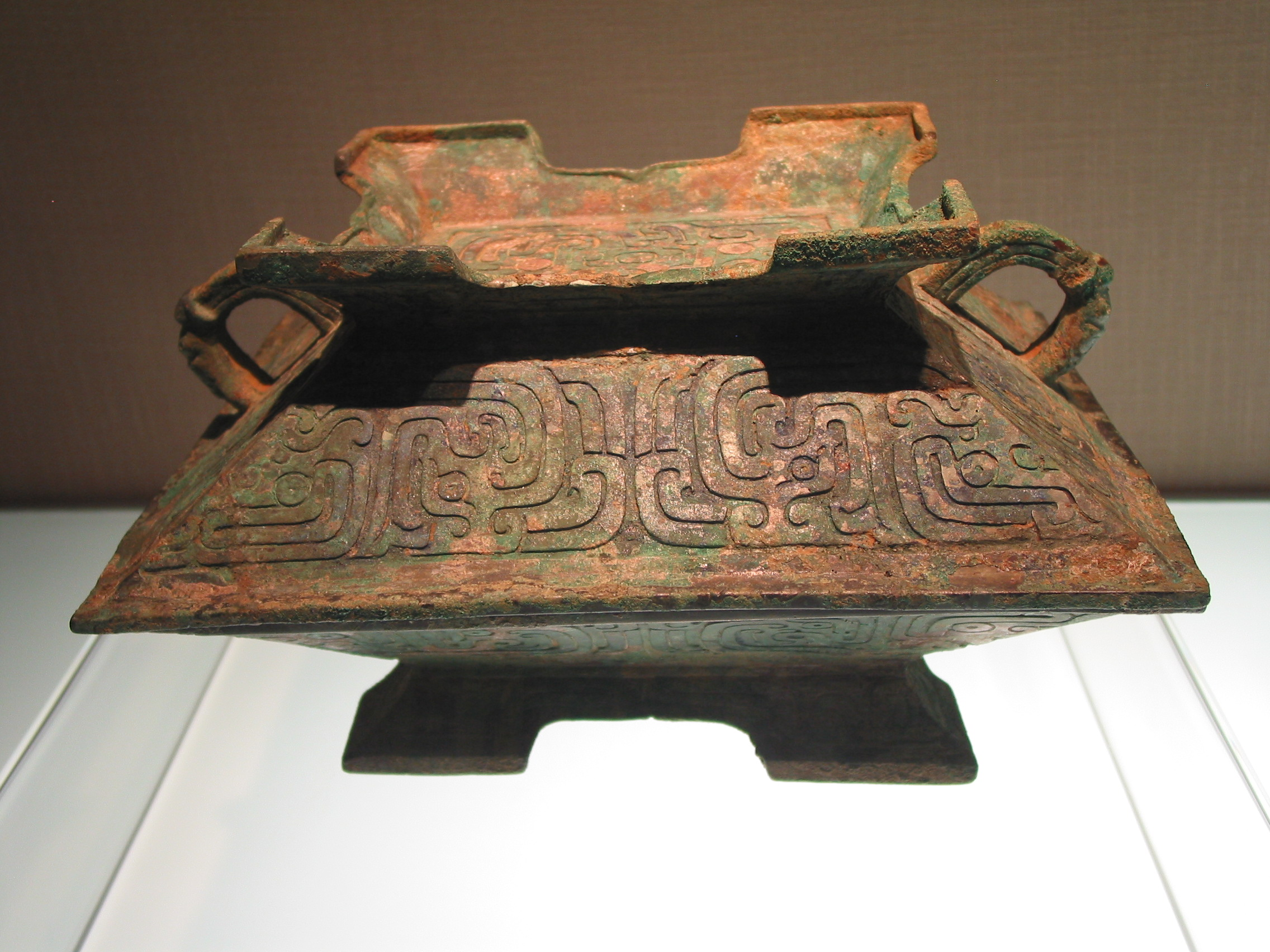
簠（象首文簠 西周後期〜春秋初期 北京首都博物館）
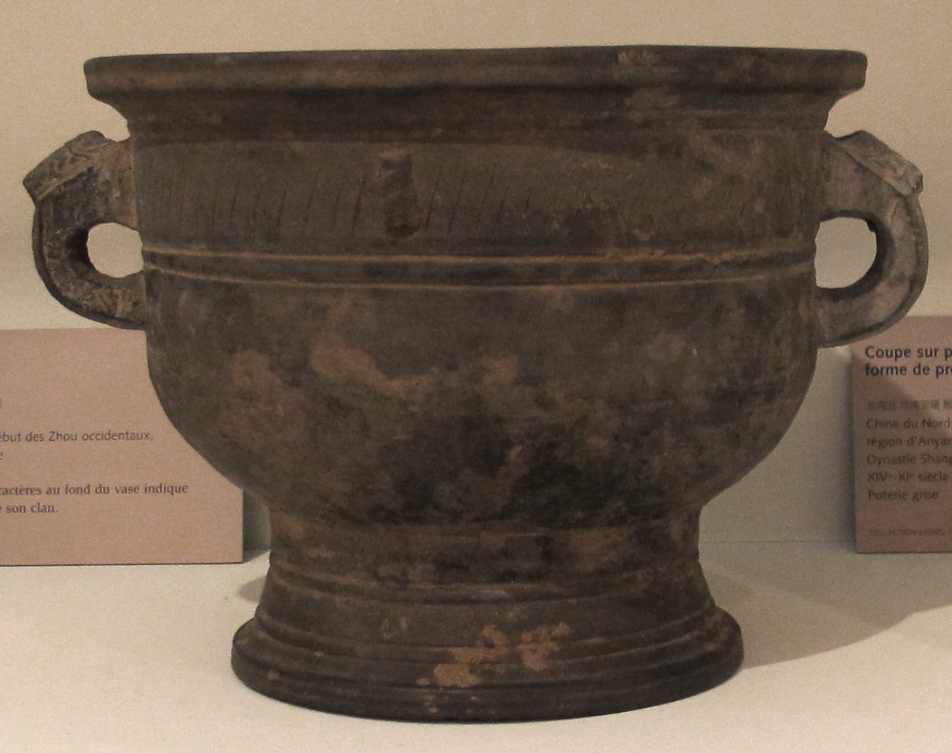
盂（殷時代 ギメ美術館）
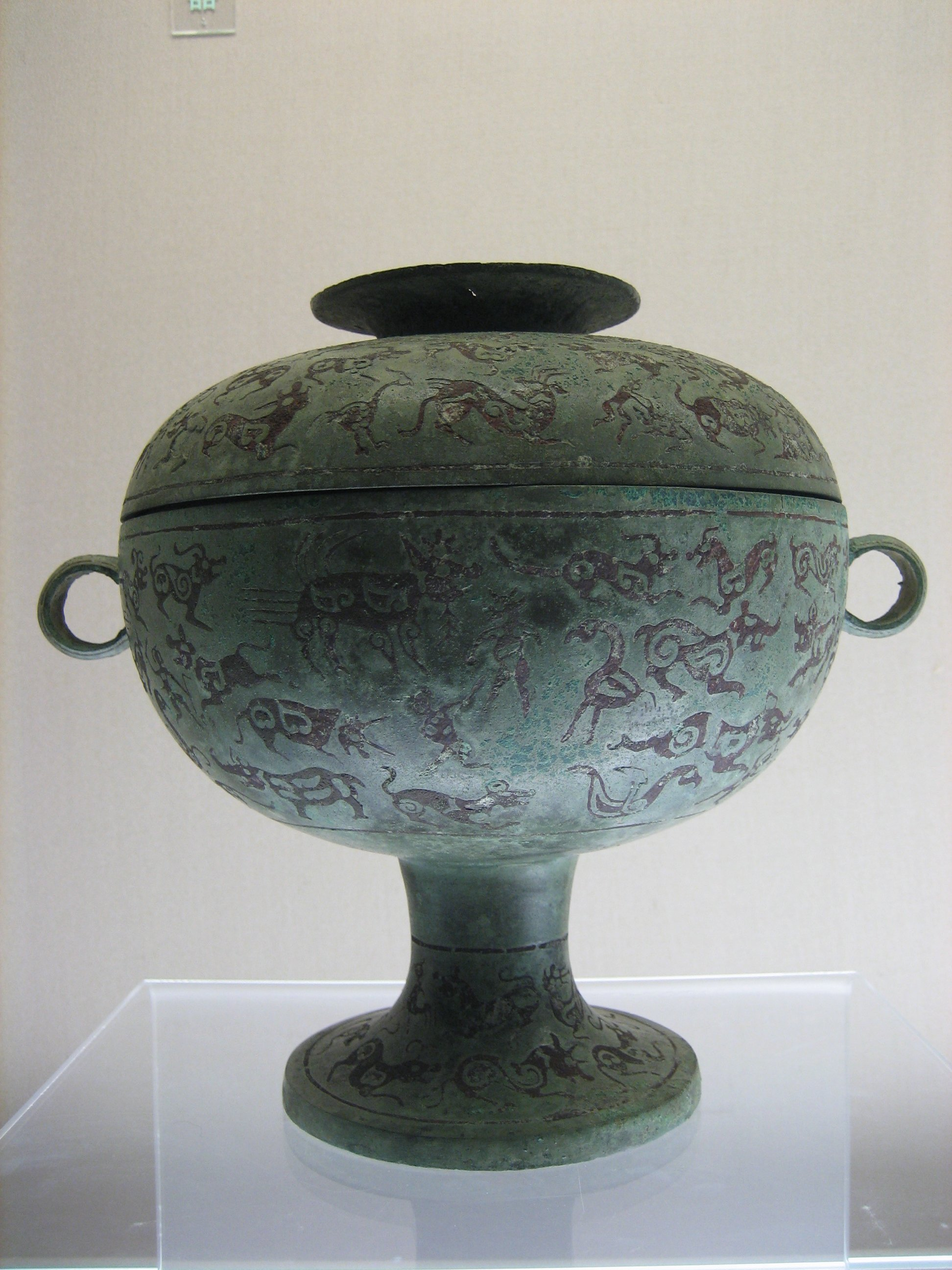
豆（象嵌狩猟文豆 春秋後期 上海博物館）
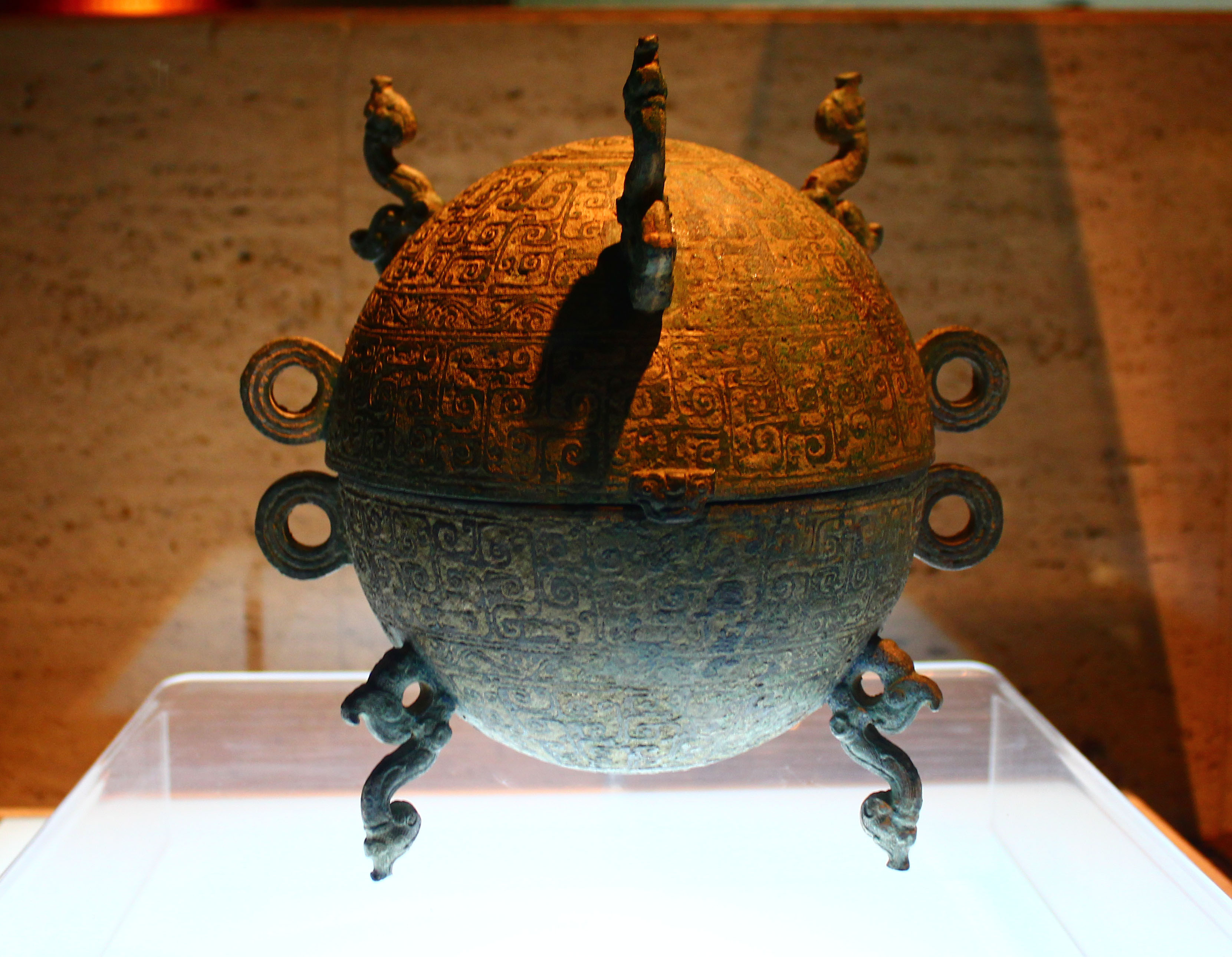
敦（象嵌雲文敦 戦国時代 湖北省博物館）

- 鼎（てい） - 煮食器。肉類を煮るためのもので、鍋形の身に三足を有し、上部には一対の持ち手を有する。蓋を有するものもある。脚は太くがっしりしたもの、獣脚を象ったものなどさまざまである。新石器時代の陶器に祖形がみられ、青銅器としては殷前期から戦国時代まで製作された。煤が付着し、実際に煮炊きに使われたことのわかる個体がある一方で、火にかけた跡がなく、純粋に儀式用のものもある[33]。古代中国の青銅器のなかでもっとも重視されたもので、単なる鍋ではなく、権威の象徴とされた。西周時代には身分に応じて所持できる鼎の数が決められており、同形・同文様で大きさの異なる鼎をセットで揃える「列鼎」が作られた[34]。周王室に伝わった「禹の九鼎」は特に有名であった。「鼎の軽重を問う」という故事もここに由来する。
- 方鼎（ほうてい） - 煮食器。殷前期から西周後期まで製作された。牛、羊等の犠牲獣を神に捧げるための器で、もっぱら宗廟で用いられた。上記のような用途から巨大なものが多い。
- 鬲（れき） - 煮食器。土器としては新石器時代からある。青銅器としては殷前期から登場するが、殷代には少なく、西周中期から盛行し、春秋時代以降まで長く製作される。器形は鼎と似るが足は中空の袋状になっている。
- 甗（げん） - 煮食器。下部は鬲、上部は甑（そう、こしき）で、中間に簀子（すのこ）があり、蒸気によって食物を蒸すためのものである。殷後期に出現し、春秋時代以降も製作されるが、あまり広く普及しなかった。
- 簋（き） - 盛食器。殷後期から現れ、春秋時代以降まで長期にわたり製作された。調理した穀物を盛るための断面円形の椀状の容器で、身が深く、圏足がつく。蓋や双耳を有するものもある。西周時代には方形の台座を有する儀礼的なものや、口が狭くすぼまった器形のものも登場する。口の狭いものには器面全体に平行線状の文様（瓦文という）をつけることが多い[35]。
- 簠（ほ） - 盛食器。西周後期に登場し、戦国時代まで製作されるが、数は少ない。平面長方形で、身と同形の蓋を有する。蓋は逆さにすれば食器としても使える。
- 盨（しゅ） - 盛食器。上記の簠を隅丸形にしたもので、西周時代後期から春秋時代中頃まで製作された。数は少ない。
- 盂（う） - 盛食器。広口の鉢形の身に高台と把手がつくもので、簋に似る。殷後期から西周中期にのみ製作され、数も少ない。
- 豆（とう） - 盛食器。高脚を伴う高杯状の容器で、身の部分は浅い皿状。穀物・スープ・漬物などを盛った。土器としては新石器時代から存在し、青銅器としては西周前期からあるが、増えるのは西周後期以降で、戦国時代まで製作された。春秋時代後期からは細長いフォルムになり、蓋付きとなった。
- 敦（たい） - 盛食器。球体を二分割して、それぞれを蓋と身とした形の容器で短い足がつく。他の器より遅く、春秋時代中期に現れ、戦国時代後期まで製作された。

### 水器

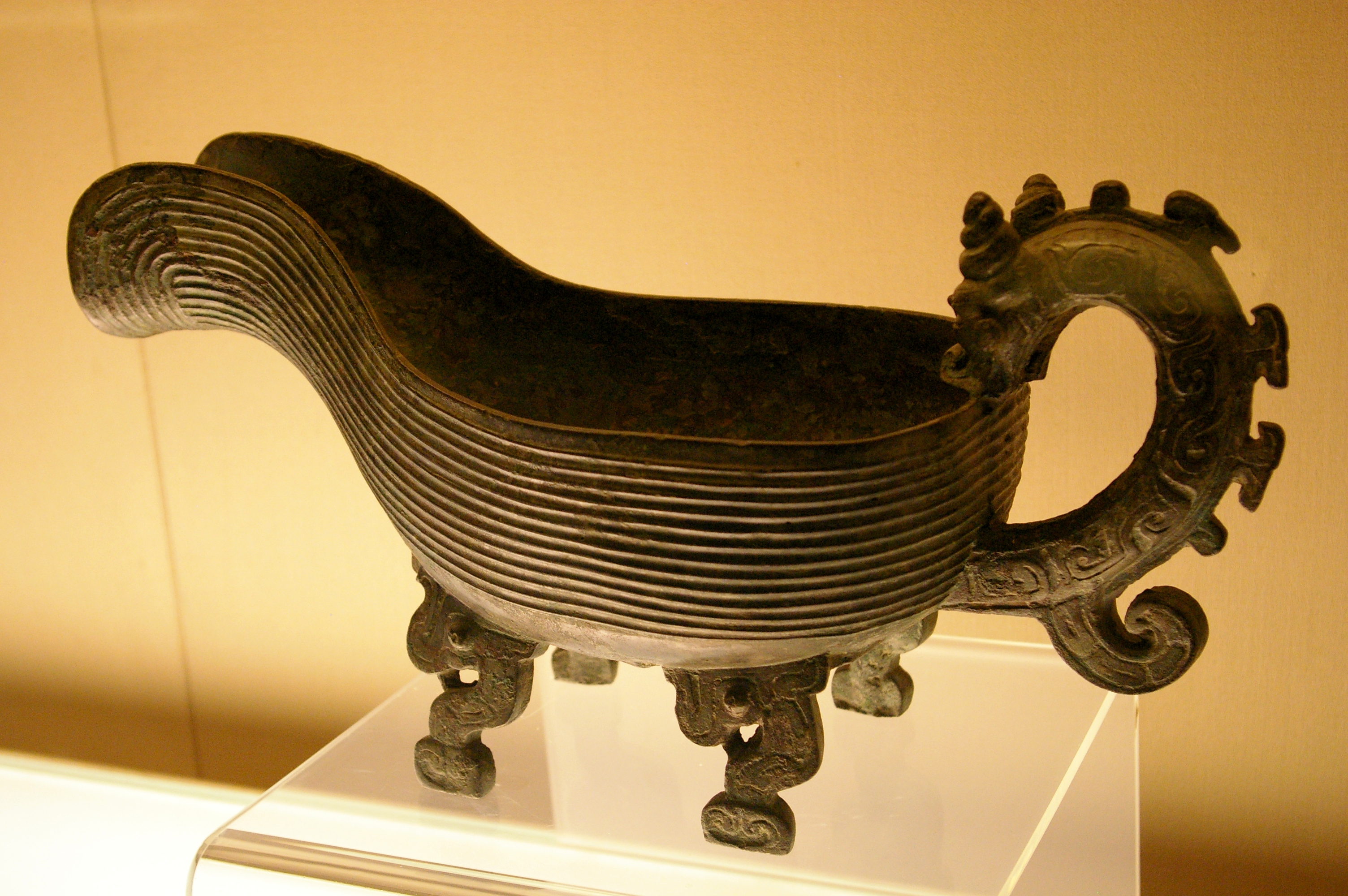
匜（斉侯匜 西周後期 上海博物館）
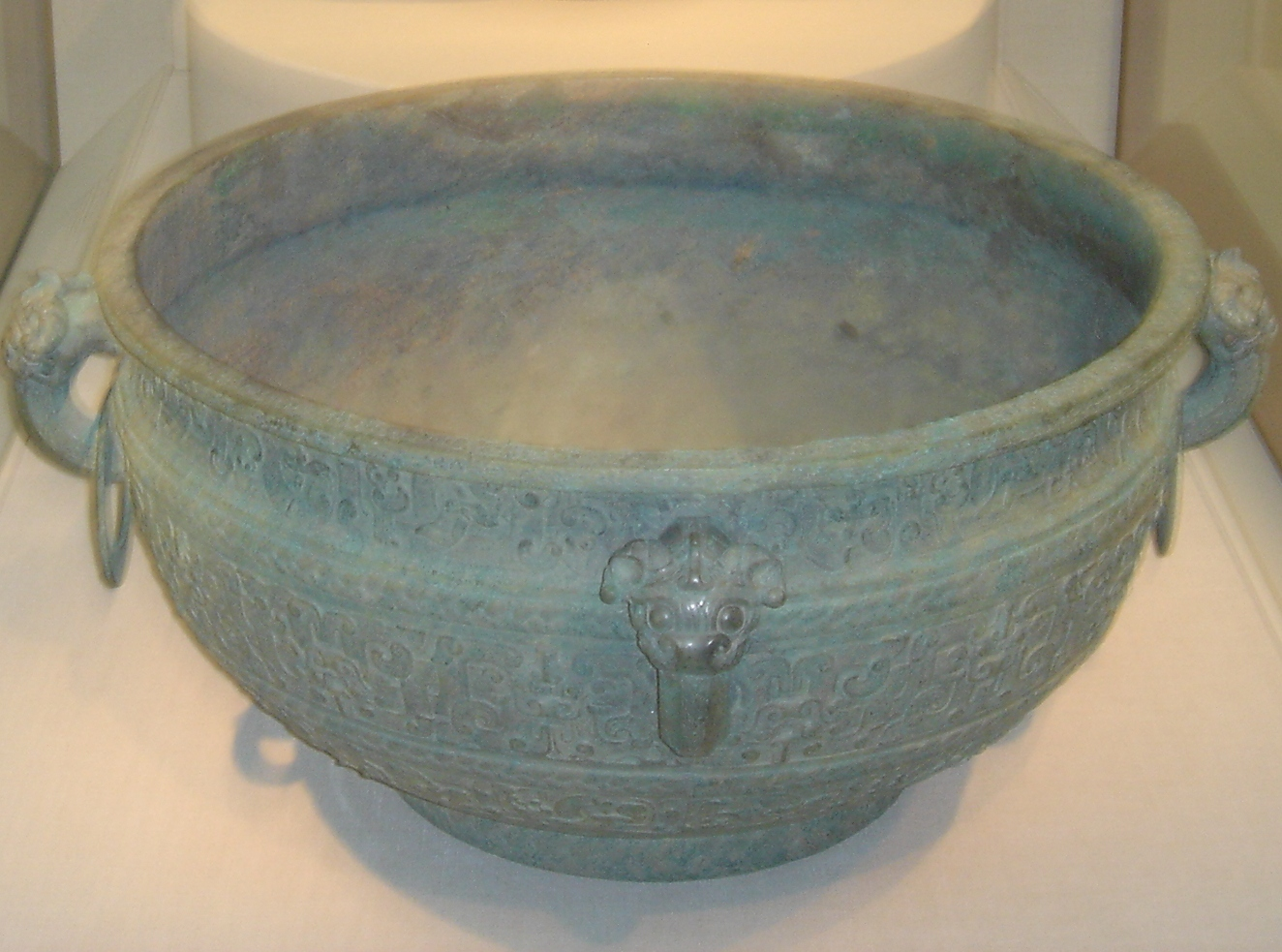
鑑（蟠螭文鑑 春秋時代 フリアギャラリー）

- 匜（い） - 水器。手を清めるための水を注ぐための器。注酒器の兕觥が原型で、西周時代後期以降、水器に用途が変わり、高台の代わりに四足がつくようになった[36]。盤とセットで戦国時代まで作られた。
- 盤（ばん） - 水器。匜から注いだ水を受けるための器。殷後期から戦国時代まで製作されている。
- 鑑（かん） - 水器。大型で深い水器。登場は他の器種より遅く、春秋時代中期から戦国時代に製作された。氷を入れて食物を冷やす、行水用などの用途があり、水鏡としても使われたという。

### 楽器

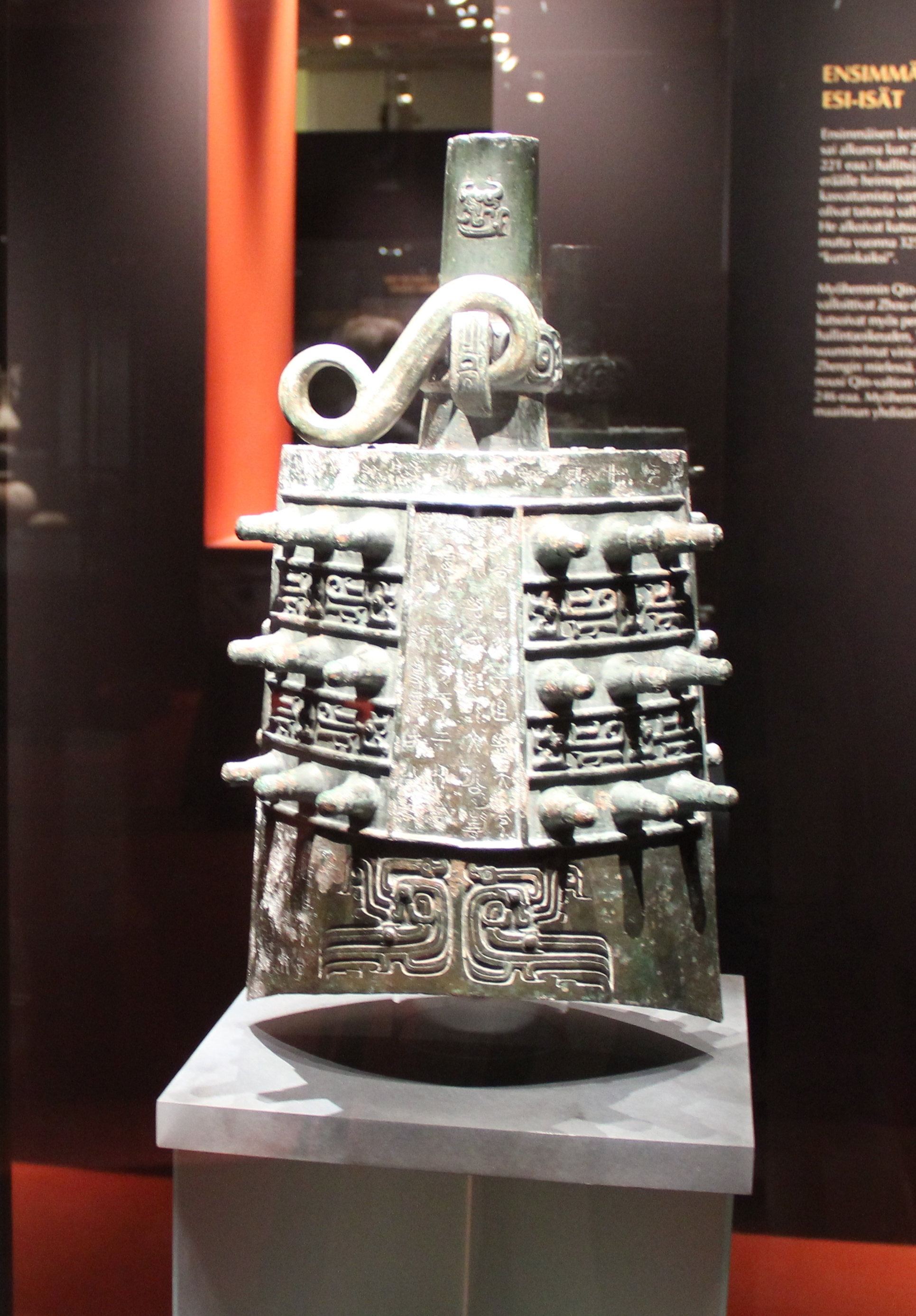
鐘（春秋時代）
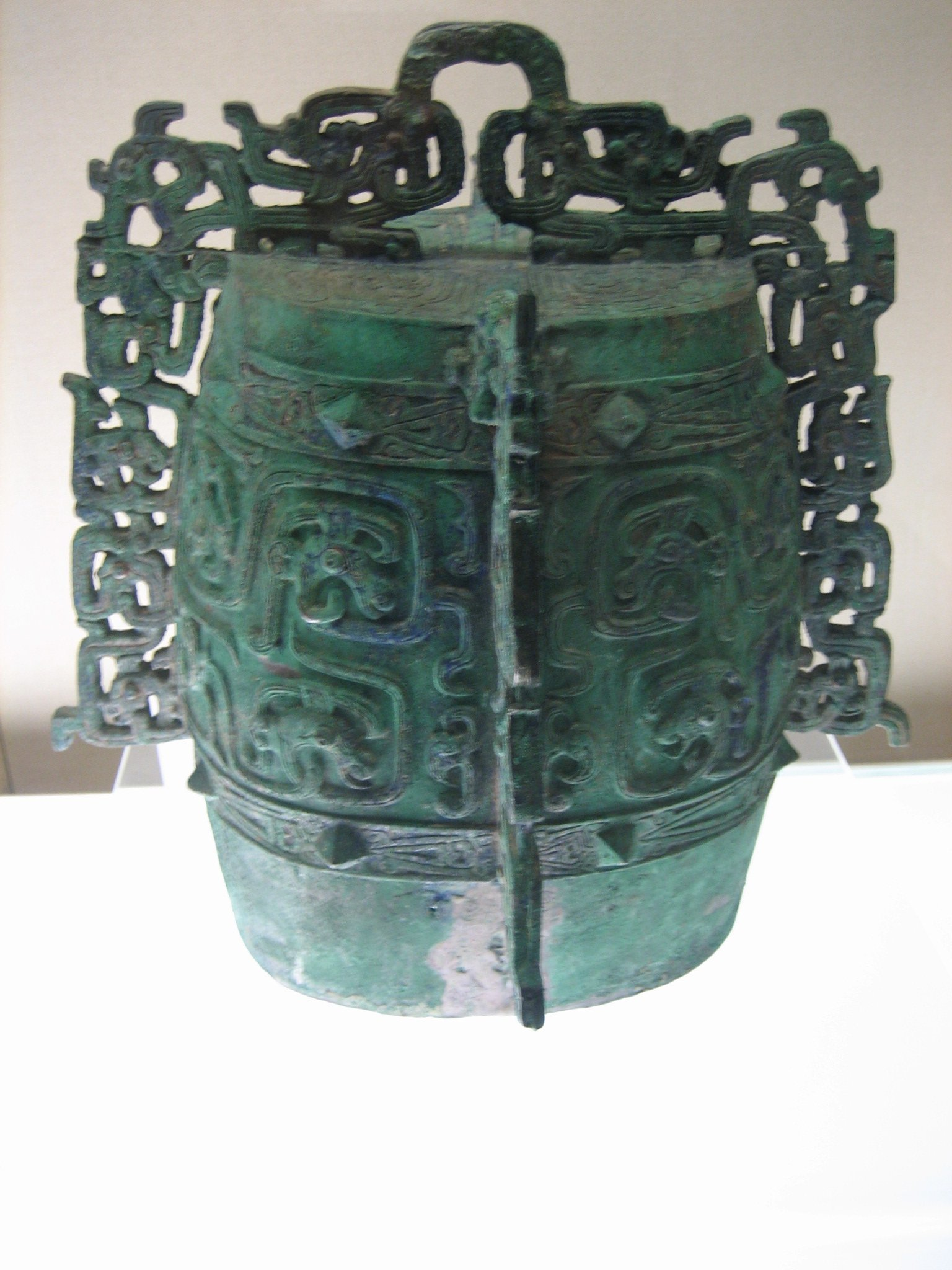
鎛（春秋時代 上海博物館）
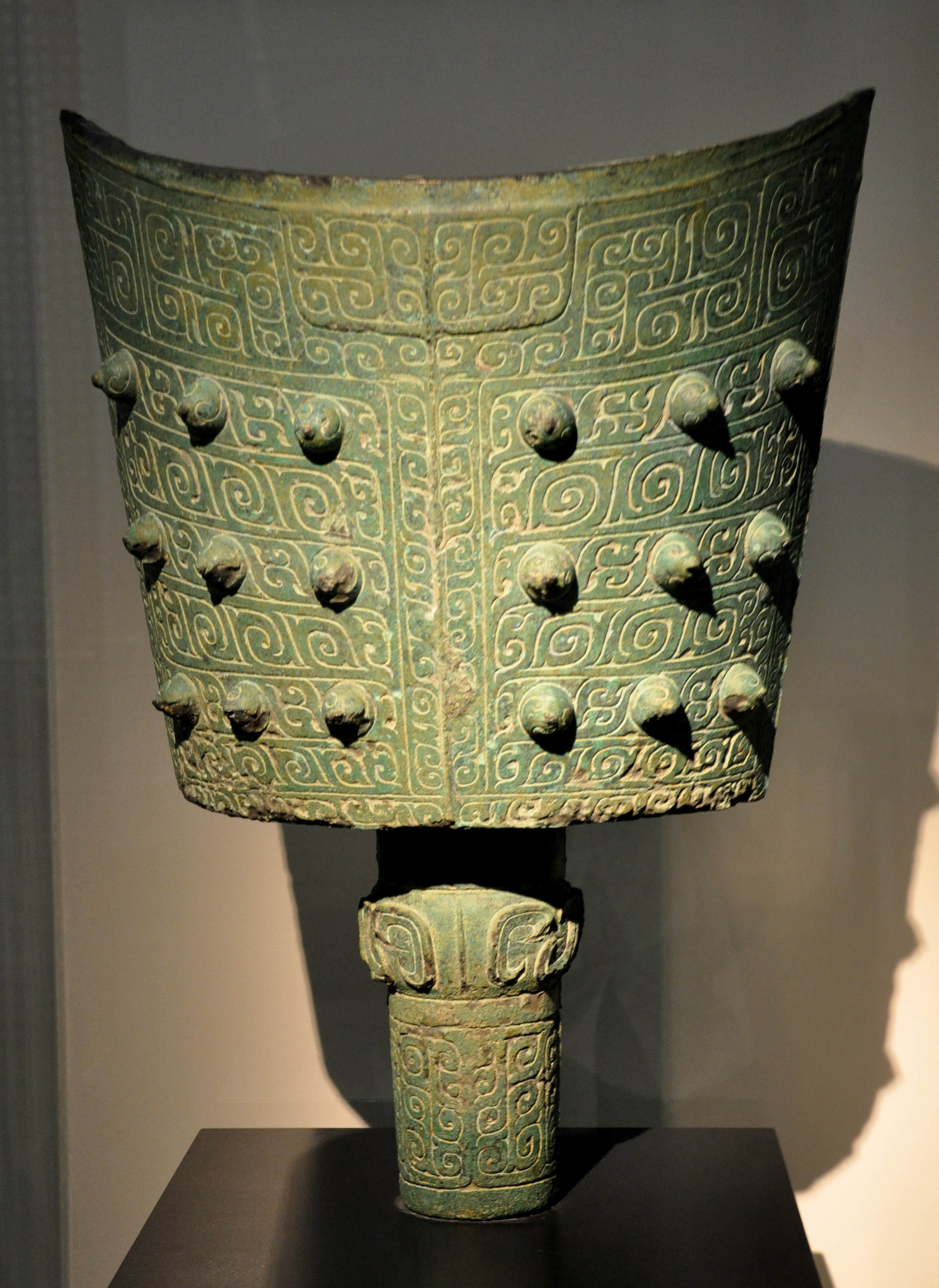
鐃（殷時代 リートベルク美術館）

- 鐘（しょう） - 打楽器。上部に吊り手があり、下端は深い弧線を描く。日本の梵鐘と異なって断面は円形ではなくレンズ形である。単独ではなく、大きさと音階の異なる複数個を組にして「編鐘」として用いた。西周時代から戦国時代に作られた。
- 鎛（はく） - 打楽器。鐘に似るが、下部が弧線でなく直線になったもの。春秋時代中期から戦国時代に作られた。湖北随州の曽侯乙墓出土の編鐘は鐘64点、鎛1点からなるセットで、これらの総重量は約2.5トンである[37]。
- 鐃（どう） - 打楽器。殷代から存在した、下方に柄がついた「かね」で、手に持って打ち鳴らす[38]。
- 錞于（じゅんう） - 打楽器。中空で底のない円筒で、上部がふくらんでいる。

漢字の字形
- か（斝） - 「口」を左右に2つ並べ、その下に「わかんむり」、その下に「斗」
- こ（觚） - 偏は「角」、旁は「瓜」
- し（觶） - 偏は「角」、旁は「単」の旧字体
- か（盉） - 「禾」の下に「皿」
- ゆう（卣） - 「占」の3〜5画目の内側にカタカナの「コ」
- じこう（兕觥） - 「じ」は「凹」の下に「ひとあし」（儿）、「こう」は偏が「角」、旁が「光」
- ほう（瓿） - 偏は「部」の左側と同じ、旁は「瓦」
- らい（罍） - 「田」を3つ（上に1つ、その下に2つ）並べ、その下に「缶」
- げん（甗） - 偏は「とらがしら」（虍）の下に「鬲」、旁は「瓦」
- き（簋） - 竹冠に「艮」、その下に「皿」
- ほ（簠） - 竹冠に「甫」、その下に「皿」
- しゅ（盨） - 「須」の下に「皿」
- い（匜） - 「はこがまえ」（匚）の中に「也」
- はく（鎛） - 金偏に「尃」
- どう（鐃） - 金偏に「堯」
- じゅんう（錞于） - 「じゅん」は金偏に「享」

## 製作技法

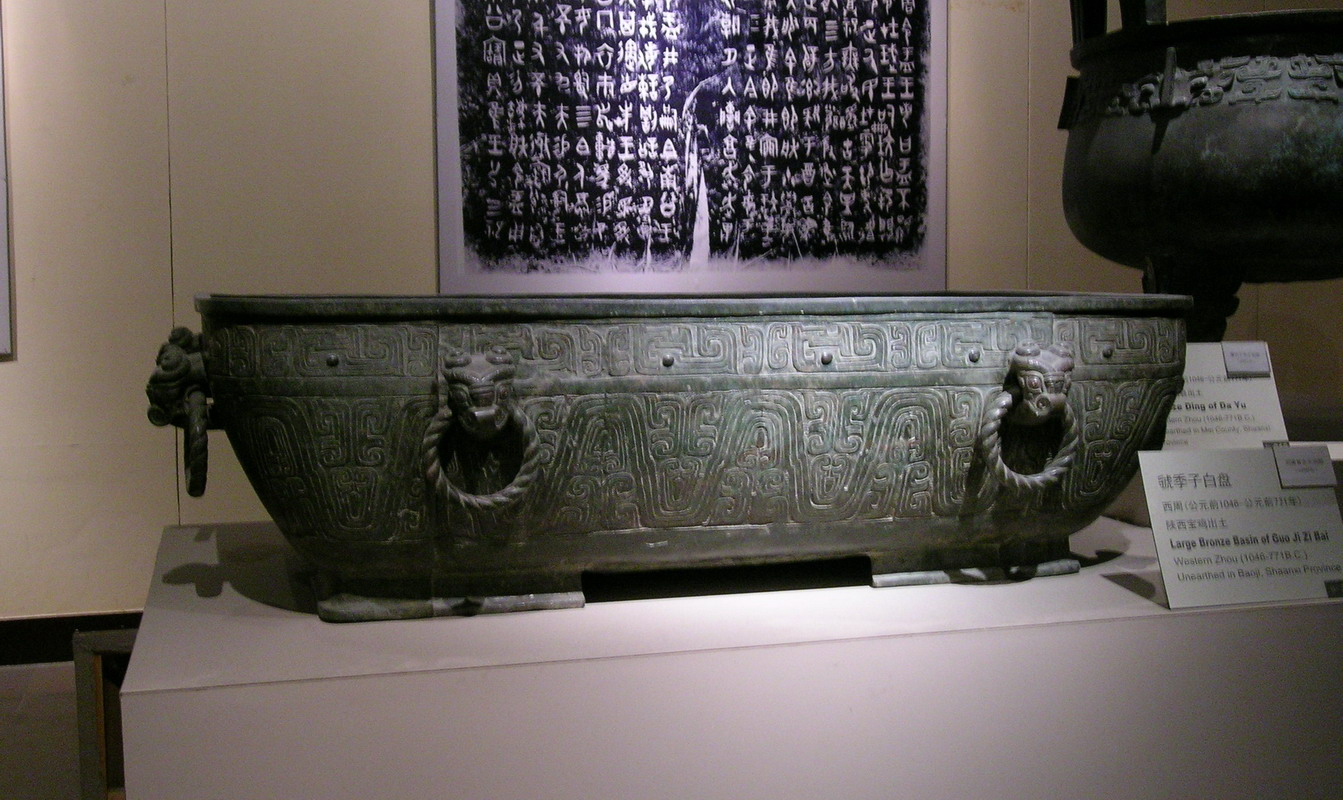
虢季子白盤 西周時代 中国国家博物館

中国各地の遺跡から青銅器の鋳造に用いられた土型が見つかっており、土型鋳造であったことは確かだが、原型の製作方法、研磨方法など、製造工程の詳細については同時代の記録がないため、正確なことはわかっていない。細かい文様を正確に鋳造する方法は、現代の技術でも十分には解明されていない。黄河流域の黄砂は、粒が細かく均質で、青銅器の原型製作には適していた。青銅器の中には、幅1ミリ程度の沈線を、タガネ等で彫るのではなくすべて鋳造で正確に表したものがある。青銅器の凹部は、原型製作の段階では、逆に凸部であった。つまり、幅1ミリの沈線を鋳造するための原型には、幅1ミリの土製の壁が立ち上がっていたことになり、原型製作には高度の熟練を要したことと推定される。現在、博物館や美術館で展示されている青銅器は古色を帯び、緑青色を呈しているが、製作当時の青銅器は器表が入念に研磨され、燦然と輝くものであった。
前述のとおり、青銅は銅と錫の合金であるが、錫の含有割合は器によってさまざまである。銅、錫以外に鉛を比較的多く含むものと、鉛をほとんど含まないものがある。こうした原料の配合割合が何によって決まったかも定かではない。青銅器を鋳造する際には外型と中型を作って、この両者の隙間に溶けた銅を流し込む。したがって、この隙間の広さが完成品の銅の厚みとなる。中国古代青銅器の銅厚は薄い部分では2ミリ程度のものもある。つまり、鋳造時の外型と中型の隙間は狭い部分では数ミリしかないことになり、この狭い空間に流し込めるような流動性の高い溶銅が必要であった。前述の銅・錫・鉛の配合割合は、合金の流動性をより高める方向で工夫されたものと推定される。

## 各時代の概観

### 二里頭文化期（おおよそ紀元前1700年頃 - 前1600年頃）

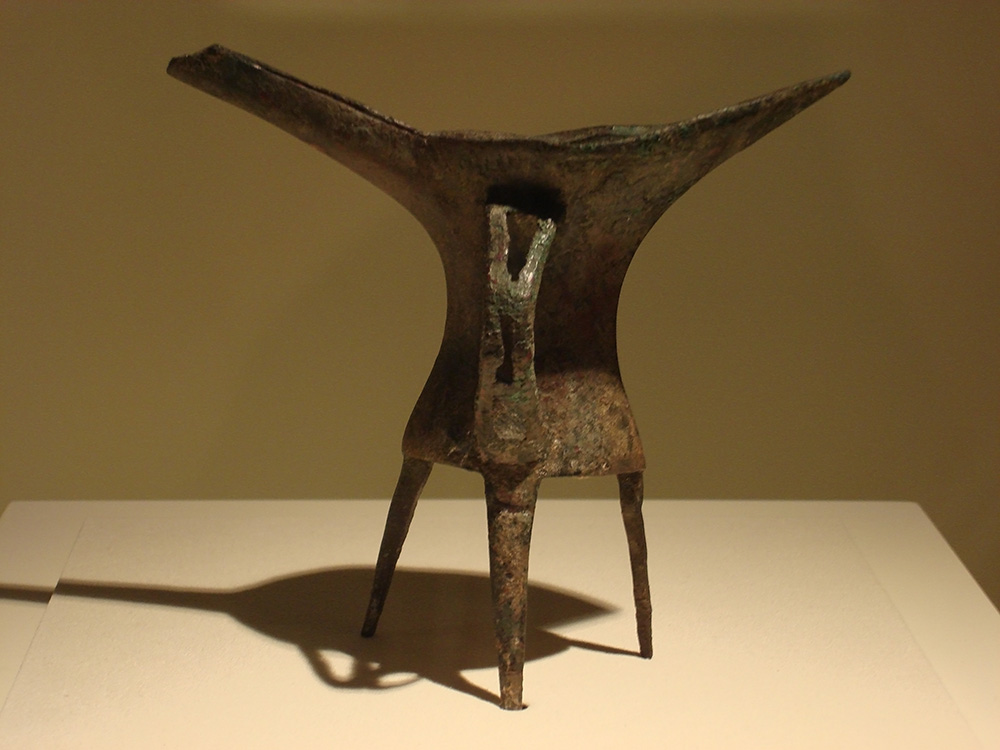
爵 偃師出土

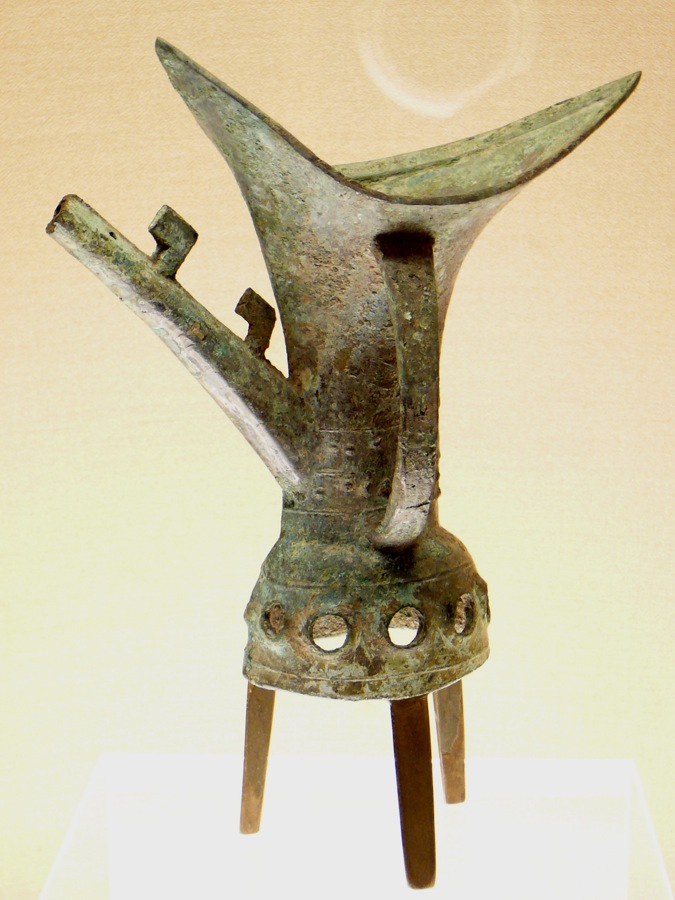
円珠文管流爵 二里頭時代 上海博物館

最初期の青銅器を出土する遺跡として、河南省洛陽市偃師区の二里頭遺跡がある。第二次世界大戦後の中国では各地で大規模な遺跡の発掘があり、それに伴って従来の歴史観も修正を余儀なくされているが、二里頭遺跡も1950年代末に確認されたものである。この遺跡を標式遺跡とする文化を二里頭文化と呼び、その年代はおおむね西暦紀元前2000年紀の前半にあたる。この文化は、河南省鄭州市の二里岡遺跡を代表遺跡とする二里岡文化、さらに河南省安陽市の殷墟を代表遺跡とする殷墟文化へと継承されていく。二里頭遺跡の文化層は古い方から第1期 - 第4期に分かれ、第1・2期を二里頭下層文化（または早期二里頭文化）、第3・4期を二里頭上層文化（または晩期二里頭文化）という。青銅製の礼器が出土するのは第3期以降であり、これは宮殿遺跡や大規模墓葬の出現とほぼ時期を同じくしている。これらの文化層が夏・殷（商）のいずれの王朝に属するかについては諸説ある。二里頭文化全体を夏文化とする説がある一方で、二里頭1・2期は夏、二里頭3・4期は殷の初期とする説があり、夏王朝の実在自体を認めない立場もある。二里頭遺跡は、殷の遺跡であることが明らかな河南省鄭州の二里岡遺跡より先行することは明らかである。中国の学界では二里頭遺跡を夏の文化とする意見が多いが、この遺跡からは文字が発見されていないこともあり、これを「夏文化」と呼ぶことには、なお慎重な意見もある。いずれにしても、二里頭上層文化は、中国で青銅礼器を伴う最古の文化である。『史記』によれば、殷王朝の創始者である天乙（太乙・成湯・湯王などとも）は、夏の桀王を滅ぼし、都を亳（はく）に置き、後に西亳に遷った。この亳および西亳の所在地についても諸説ある。二里頭遺跡が亳であったとする説もあるが、1983年に二里頭遺跡の近くの尸郷溝で都城遺跡（偃師商城）が見つかってからは、こちらが天乙の築いた都城、すなわち亳であるとも言われている。
二里頭文化の及んだ範囲は、河南省の黄河南岸（洛陽周辺）と山西省南部の汾河流域の平原を含む地域であり、後の諸文化に比べると、この文化の影響が及んだ範囲は比較的狭い範囲に限定される。この時代の青銅器の代表的遺物は酒器の一種である爵であり、他に青銅製品としては戈（か）・戚（せき）・鏃（ぞく、やじり）などの武器類や、小刀・鈴などが発掘されている。
爵は温酒器の一種で、くびれた胴部に細長い三足と把手を有し、口縁部は一方に「流」（樋状の注口）、一方に「尾」（三角形の突起）を有する複雑な器形を呈する。把手を手前に向けて置いた場合、左側に「流」、右側に「尾」が位置するのが通例である。中国における青銅の礼器としてはもっとも早く登場したもので、当時の宗教儀礼において重要な役割を果たした器であったとみられる。初期の爵は平底で、器形は陶器の「鬹」（き）に祖形がある（「鬹」は上半分が「規」、下半分が「鬲」）。出土した爵の中には煤の付着したものがあり、実際に温酒に使用されたことがわかる。爵は温酒器と飲酒器を兼ねていたという説もあり、当時の人々は神は爵で酒を飲むと考えていたとみられる。二里頭期の爵は銅厚が薄手で、銅質も劣り、後の青銅器と異なって器表にほとんど文様を表さないなど、初期的要素が目立つ。二里頭3期の爵はほとんど無文だが、二里頭4期になると、隆起線文、乳釘文（連珠文）などがわずかにみられる。二里頭期の青銅礼器としては他に斝がわずかにみられるのみである。爵、斝ともに酒器で、それ以外の礼器（食器、水器等）はまだ登場していない。爵はいずれも高さ十数センチから二十数センチ程度の小型のもので、鼎や尊のような巨大なものはない。

### 殷時代前期（紀元前1600年頃 - 前1300年頃）

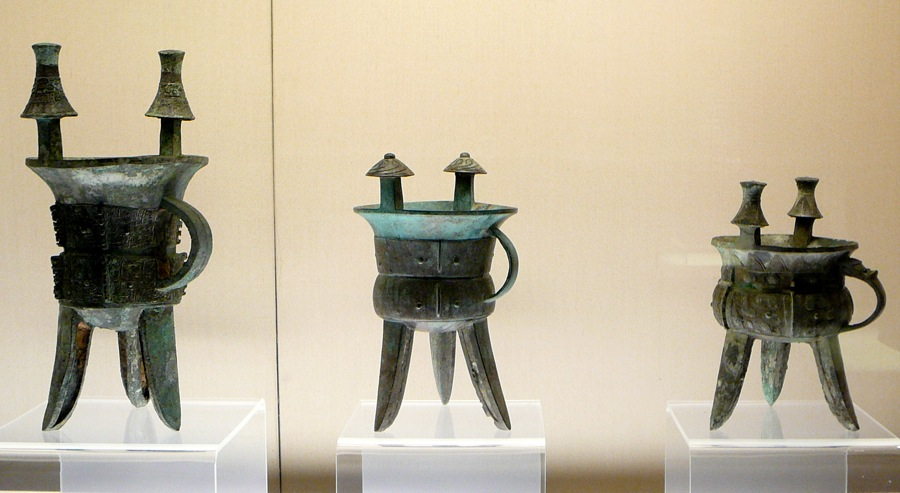
斝（3点）殷前期 上海博物館

河南省鄭州市の二里岡遺跡を標式遺跡とする文化を二里岡文化という。これは前節で述べた二里頭文化に続く時期の文化であり、その上限は紀元前16世紀とされている。二里岡では1970年に大規模な都城址（鄭州商城）がみつかった。その規模からみて、これを殷の都城とすることには異論はないが、これを殷王朝の創設者天乙（湯王）の都・亳とみるか、10代仲丁の都の隞（囂）とみるかで意見が分かれる。二里頭遺跡近くで発見された偃師商城遺跡（1983年発見）との関連も含め、この問題についてはなお検討を要する。いずれにしても、青銅器の編年のうえでは、二里頭文化期に続き、殷墟文化期に先行するのがこの文化である。
二里頭文化が、現代の河南省と山西省にまたがる比較的狭い地域にしか広がりを持たなかったのに対し、二里岡文化は北は河北省、南は湖北省、東は山東省および安徽省、西は陝西省に至り、東西約2,000キロ、南北約1,300キロの広大な地域に及んでいる。この文化期の青銅器の特色としては、以下のことが挙げられる。まず、青銅器の出土地が広域にわたるとともに、出土品の数量が増え、器自体は大型化し、鋳造技術も二里頭期よりは向上している。二里頭期には青銅器は貴重品であり、限られた層の人々によって、祭祀などの特別の機会にのみ用いられたと考えられる。二里岡文化期においても、青銅器が単なる日用品ではなく、祭祀などの特別な用途のためのものであった点は変わりないが、出土品の数量は二里頭期よりは大幅に増加している。二里頭期の青銅礼器は酒器に限られ、器種も少なく、小型の爵にほぼ限定されていたが、二里岡文化期には觚（飲酒器）、斝（温酒器）、盉（注酒器）・尊・罍（以上盛酒器）、鼎・鬲・簋（以上食器）、盤（水器）などの器種が登場し、酒器・食器・水器などの基本的器種が出揃っている。二里頭期の青銅器は無文か、文様があっても隆起線文、連珠文などのごく簡略なものであったが、二里岡文化期の青銅器には複雑な文様が施されるようになり、饕餮文と呼ばれる、大きな眼を強調した獣面文や、横方向に展開する動物文が登場する。ただし、後代の青銅器のような彫りが深く、立体的に浮き出すような文様とは異なり、二里岡文化期の青銅器の文様は線刻主体の平面的なものである。前代に比べて大型の器が作られるようになったこともこの期の特色である。一例として、鄭州城外、張寨南街出土の方鼎は重さ82.5キログラムもあり、23箇の鋳型を使い、いくつかの部分に分けて鋳造したものを溶接して作られたもので、この時期すでにこうした大型で複雑な作品を鋳造するだけの技術水準があったことがわかる。前述のように、この文化期の遺跡は広範囲に分布しているが、いずれの地域においても青銅器の器種や文様は共通している。青銅器の鋳型や坩堝（るつぼ）も各地で出土していることから、中央で製作された青銅器が地方へ運ばれたのではなく、共通した様式の青銅器が各地で製作されたことがわかる。
殷代における青銅礼器は、神や祖先の霊を祀る祭器としての用途と、墓の副葬品（明器）としての用途が主であり、酒器が重要な役割を果たした。特に爵・觚・斝の3種がセットで出土することが多い。この時期には支配者の権力が強大化するとともに、階層の分化が起こり、小規模墓にも青銅器が副葬されるようになった。小型の墓からも爵・觚・斝のセットが出土するが、觚または斝を陶器製とするものもある。このような場合にも爵を陶器製とする例はほとんどみられず、このことは爵がもっとも重要な祭器であったことを意味する。殉死者を伴う墓もあるが、これは二里頭期には見られなかったものである。殉死者を伴うのは有力者を葬った大規模墓であり、こうした大規模墓には多量の青銅器が副葬された。

### 殷時代後期（紀元前1300年頃 - 前1050年頃）

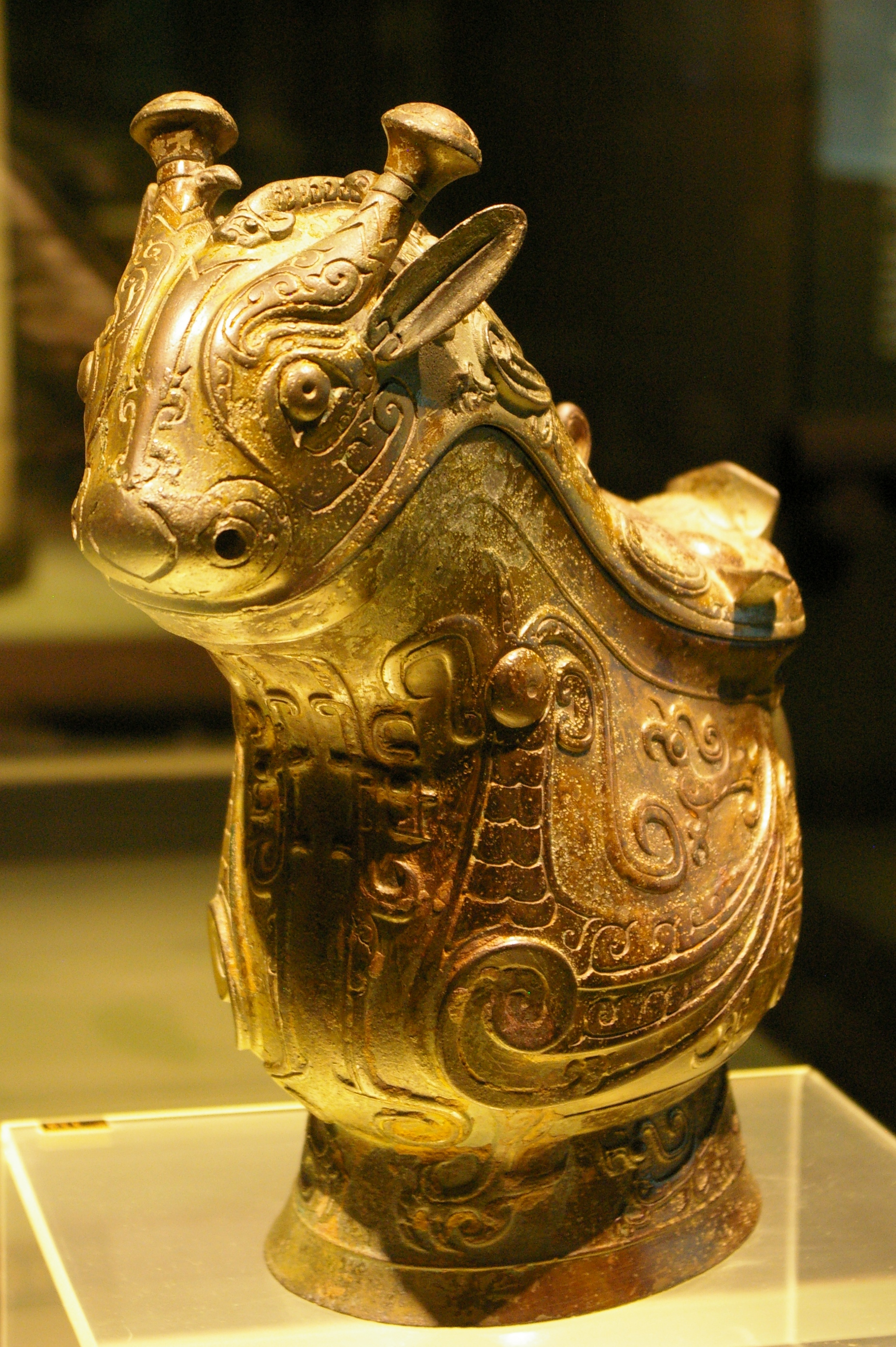
ゴン父乙兕觥 殷後期 上海博物館

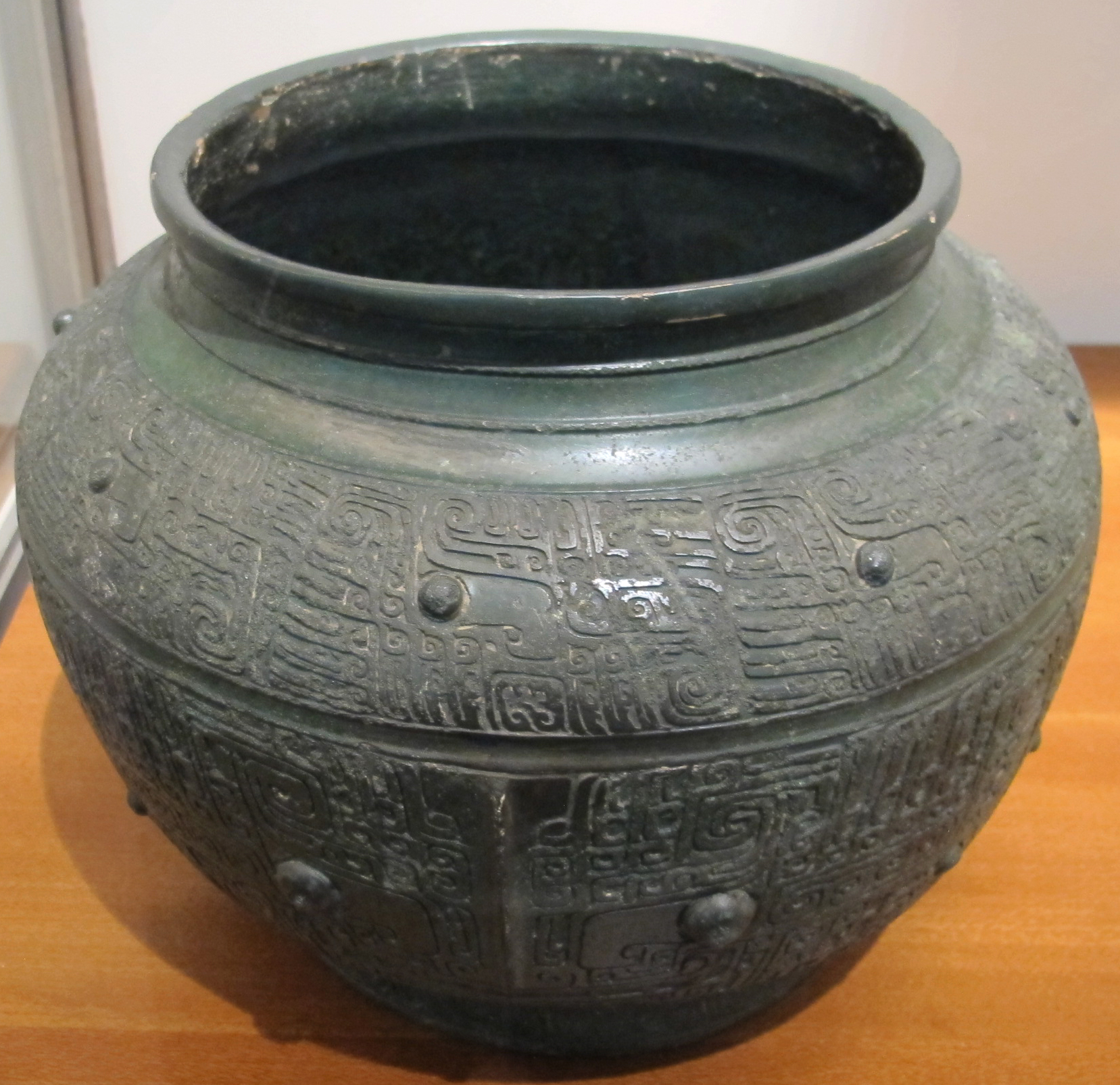
饕餮文瓿 殷時代 ギメ美術館

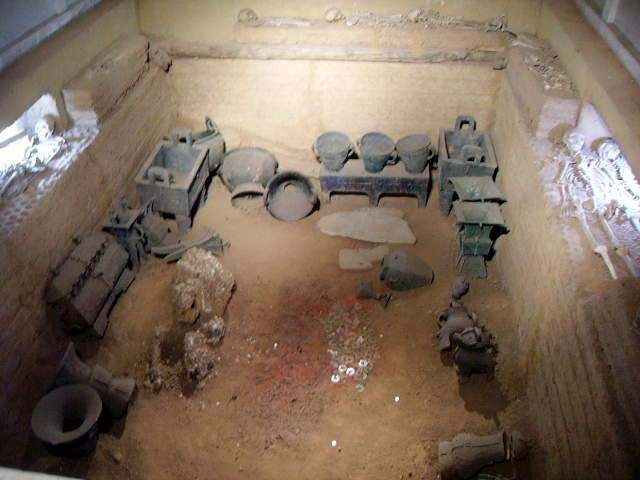
婦好墓

河南省安陽市の北郊の小屯村では殷代後期の宮殿址と王墓が発掘された。この遺跡は殷墟と呼ばれ、殷の11代盤庚がここに遷都し、30代帝辛（紂王）までの二百数十年間の王都であったとみなされている。ここからは亀甲や獣骨に刻まれた卜占用の文字、いわゆる甲骨文字が大量に発見され、殷が伝説上の存在ではなく歴史上実在した王朝であることを実証したことでも知られている。なお、近年は殷墟の北方に洹北商城遺跡が新たに確認され、盤庚の居城は洹北商城にあったのではないかとする説も出てきている。
奴隷制王朝の殷において、支配者たる王は絶対的な権力を有していたが、その王が唯一恐れたものが「神」の存在であった。当時の人々は天帝を中心に多くの神が存在すると考え、祖先も祖先神として敬われた。当時の支配体制は祭政一致で、王は天帝によって任命されるものとされ、人の運命・病気・天災・農耕・戦争など、ものごとの可否はすべて天帝や祖先神の意思によって決まると信じられていた。したがって、こうした神々を祀る祭祀は重要事であり、さまざまな青銅器は祭祀の用具として作られ、有力者が死亡するとその墓には大量の青銅器が副葬された。漢字の起源である甲骨文字が現れたのもこの時代であるが、それらの文字も、天帝の意思を知るための卜占に用いられたものであった。王の権力はさらに強大化・絶対化し、王を中心とする秩序を守るため、特に武丁以降、礼制が強化された。礼とは現代で言う礼儀作法にとどまらず、国家の秩序を守るための社会制度、生活規範等の総体を意味した。王墓は巨大化し、多数の青銅器の副葬とともに、多くの殉死者を伴っていた。殉死者の遺体は首と胴体が分離した形で大量に埋められていた。こうした事実は、この時代が技術的進歩の一方で、祭政一致の神権政治の時代であったことがあらためて首肯される。
殷墟文化は細かくは第1期から第4期に分かれ、第1期は盤庚の時代、第2期は武丁の時代に相当する。殷墟文化期は中国古代青銅器の製作がピークに達した時代である。器種は多様になり、酒器は爵が減少して尊・卣が主体となり、觶・瓿・壺・斝・盉なども作られて機能別に分化している。細かくみれば、初期には有肩尊と瓿、次いで断面が偏円の壺、さらに卣と觚形尊というように、主力となる器種が変化している。食器では鼎・鬲・甗・簋などがある。殷墟晩期に特有の器種としては器全体が動物を象った器があり、これには兕觥・鳥獣型尊・鳥獣型卣がある。兕觥とは、カレーソースの容器のような形状の器に蓋を伴い、全体は虎などの動物を象った器である。殷墟文化期の青銅器はますます大型化した豪壮なものになるとともに、文様表現は緻密化している。文様は立体化の度合いを強め、地文と主文の区別が明瞭化し、地文から饕餮や鳥獣などの形態が浮き出るような表現になっている。地文も羽状文・雷文などの精巧な線条によってきめ細かく表されている。この時期の大規模墓はことごとく盗掘され、出土青銅器は海外に持ち出されたものも多いが、唯一の例外は殷墟5号墓（婦好墓）である。この墓は東西4メートル、南北5.6メートルほどの中規模の墓であるが、盗掘を受けておらず、青銅器・玉器・骨角器・石器などの副葬品が埋葬時の状態で出土した。出土した青銅器は486点を数え、爵40点・觚53点をはじめ、鼎・甗・方彝・尊・卣・壺・兕觥・盉・盤などがあった。器の銘から、この墓の主は武丁王妃の婦好という女性であったことがわかる。当時の大規模な墓はすべて盗掘されているが、中規模の婦好墓にも上述のような大量の副葬品があったことから、大規模な墓にはさらに多数の副葬品があったことが想定される。
この時代には器に銘字を鋳出するものが現れるが、長文の銘はなく、器の所有者が属する一族の名と、その器を祀る対象となる祖先の名を記す程度で、器の所有者本人の名前は記されない。氏族名はシンボルマークのような象形文字で表され（族記号）、祖先の名は「父」「母」「兄」などの文字と十干（甲乙丙丁など）の組み合わせで表記される。一例として「隹父癸尊」（すいふきそん）という尊は「隹父癸」という銘があることからこの名で呼ばれるが、「隹」氏一族に属する者が父の「癸」のために作ったという意味で、作器者本人の固有名はここにはない。

### 西周時代前期（紀元前1050年頃 - 前950年頃）

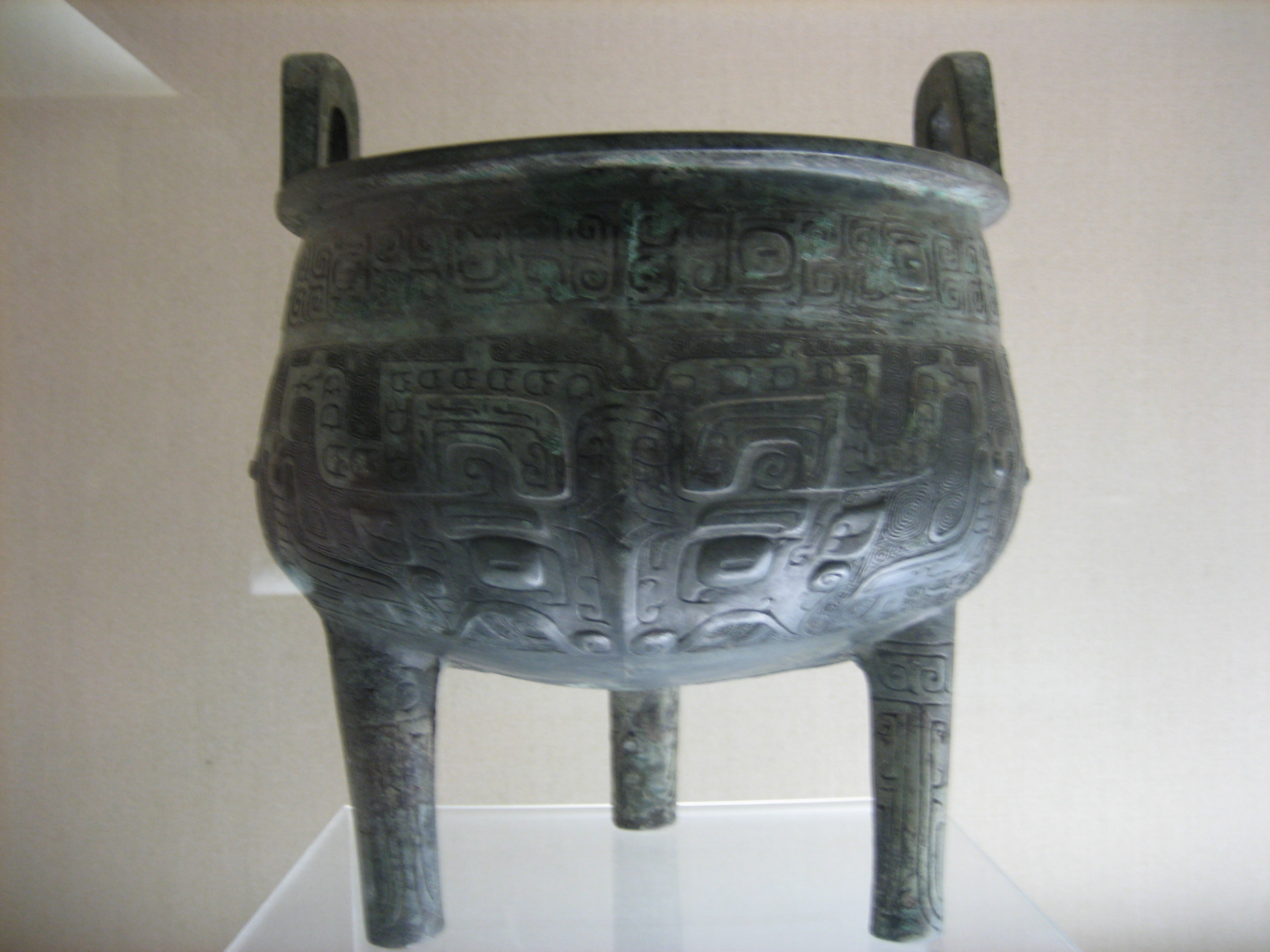
交鼎 西周前期 上海博物館

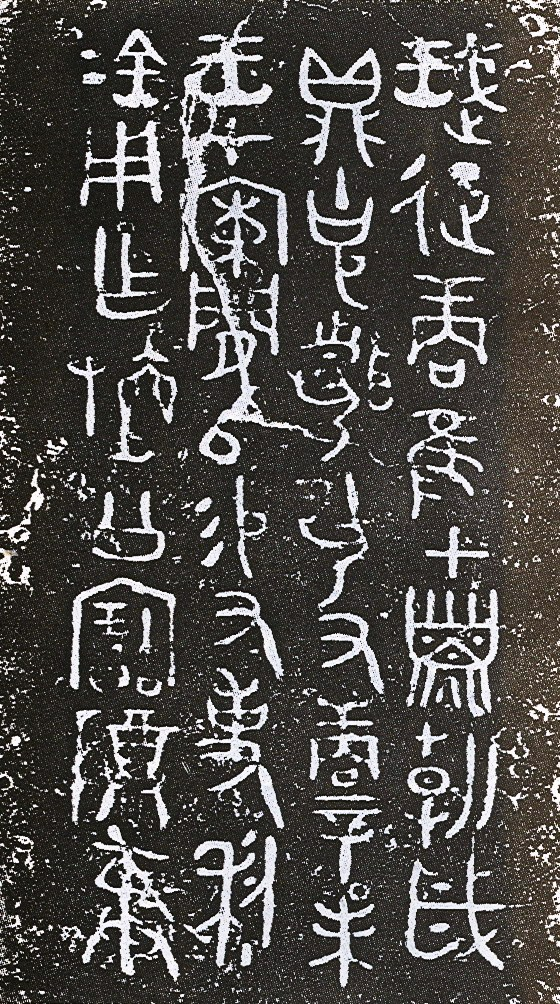
利簋の銘文

牧野の戦いで殷の帝辛（紂王）を破った周の武王は、鎬京（西安近郊）に都を置いた。以後の時代を西周時代と呼ぶ。中国ではこうした王朝の交代を易姓革命と呼び、革命すなわち天の命が改まることであると考えた。当時の人々の考え方では「徳」のある者にのみ、天下を治める資格があった。酒池肉林の故事で知られる殷の紂王は、「徳」を失ったがゆえに天子たる資格を失い、天の意思により王朝が周に交代したと考えたのである。周の社会は封建制度と礼楽制度を基盤とした。青銅器については、殷代のものに比べて宗教的・呪術的性格が薄まり、礼楽の器としての儀礼的色彩が強まったことが、器自体に刻まれた銘文からもうかがえる。周の康王のときに作られた「大盂鼎」という青銅器の銘文には、「殷が滅びたのは過度の飲酒が原因である」という意味のことが書かれており、官吏の飲酒を戒めている。青銅礼器の器種も、酒器が減り、神に穀物を捧げるための盛食器類が多く作られるようになった。もっとも、酒器の減少については、飲酒用の器に陶器や漆器のものが増えたことによるとも考えられている。
青銅器の器形や文様は基本的に殷代後期のものを踏襲しているが、殷代後期をピークとして徐々に文様も形式化し、西周から春秋時代に向けて、工芸品としての芸術性という面では徐々に退潮に向かっている。器種は前代のものを継承しつつ、徐々に整理淘汰が進んでいく。酒器では殷代に盛んに作られた爵と觚が少なくなり、斝はほとんど見られなくなる。盛酒器では尊と卣が減り、壺が主体になっていく。簋は前の時代からあったが、方形の台座を有する簋が新たに登場した。これは実用の食器というよりは儀礼的意味合いの強いものである。穀物神である后稷を遠祖と仰ぐ周においては、簋などの器に蒸した穀物を盛って、神に捧げたものとみられる。文様は殷代の呪術性の強い獣面文や動物文が次第に図式化して幾何学文化し、総体に呪術性・宗教性が薄まって、神や祖先を祀る祭器というよりは礼楽の器という性格が強まっている。器に刻まれる銘文が長文化するのもこの時代からで、作器者の主たる関心は器自体の機能以上に銘文の方にあるとみられる。銘文の内容は、この時代の社会制度のあり方を反映して、器の主が周王室から特別な恩恵を受ける身分であることを強調したものが多い。また、歴史的事実について言及し、金石資料として有用な銘文も多い。一例として、陝西省臨潼県から出土した利簋（「利」は作器者を示す）という器の銘文には、「武王が甲子の日の朝に攻撃を開始して商を滅ばした」という意味のことが記されており、『史記』に書かれていたことが歴史上の事実であったことが判明した。

### 西周時代中期（紀元前950年頃 - 前850年頃）

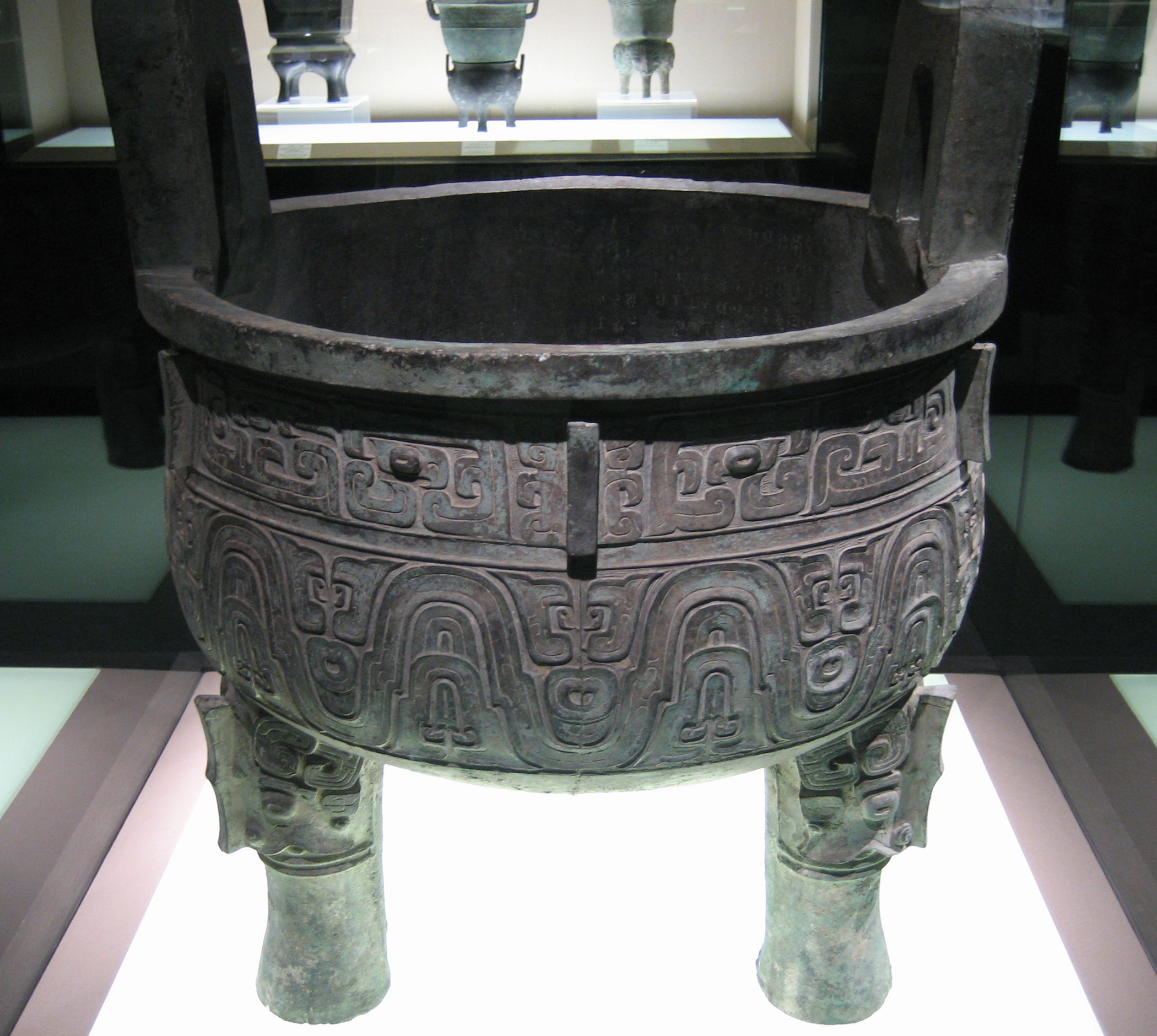
大克鼎 西周中期 上海博物館

この時期には前代に引き続き、器種の淘汰と文様の形式化が進行した。酒器はほぼ壺と尊のみとなり、かつては礼器の中心であった爵も姿を消す。食器は鼎と簋が主となる。文様は饕餮文が減り、竊曲文・山形文・鱗文などが多用されるようになる。これらの文様は竜文などの動物文を起源として徐々に形式化の進んだもので、当初の動物文としての意義はほとんど消えてデザイン的な文様になっている。銘文は長文のものが多く、歴史に関わるもの、土地の売買に関わるものなど世俗的な内容になっている。この頃から、青銅礼器は墓に副葬するものというよりも数世代にわたって子孫に継承していくものという観念が強まっている。周から春秋時代まで、250年にわたる異なった時代の青銅器が1つの穴倉から出土した事例もあり、このことは、青銅器が長く保存し、子々孫々に伝えるものになったことを意味している。

### 西周時代後期（紀元前850年頃 - 前771年）

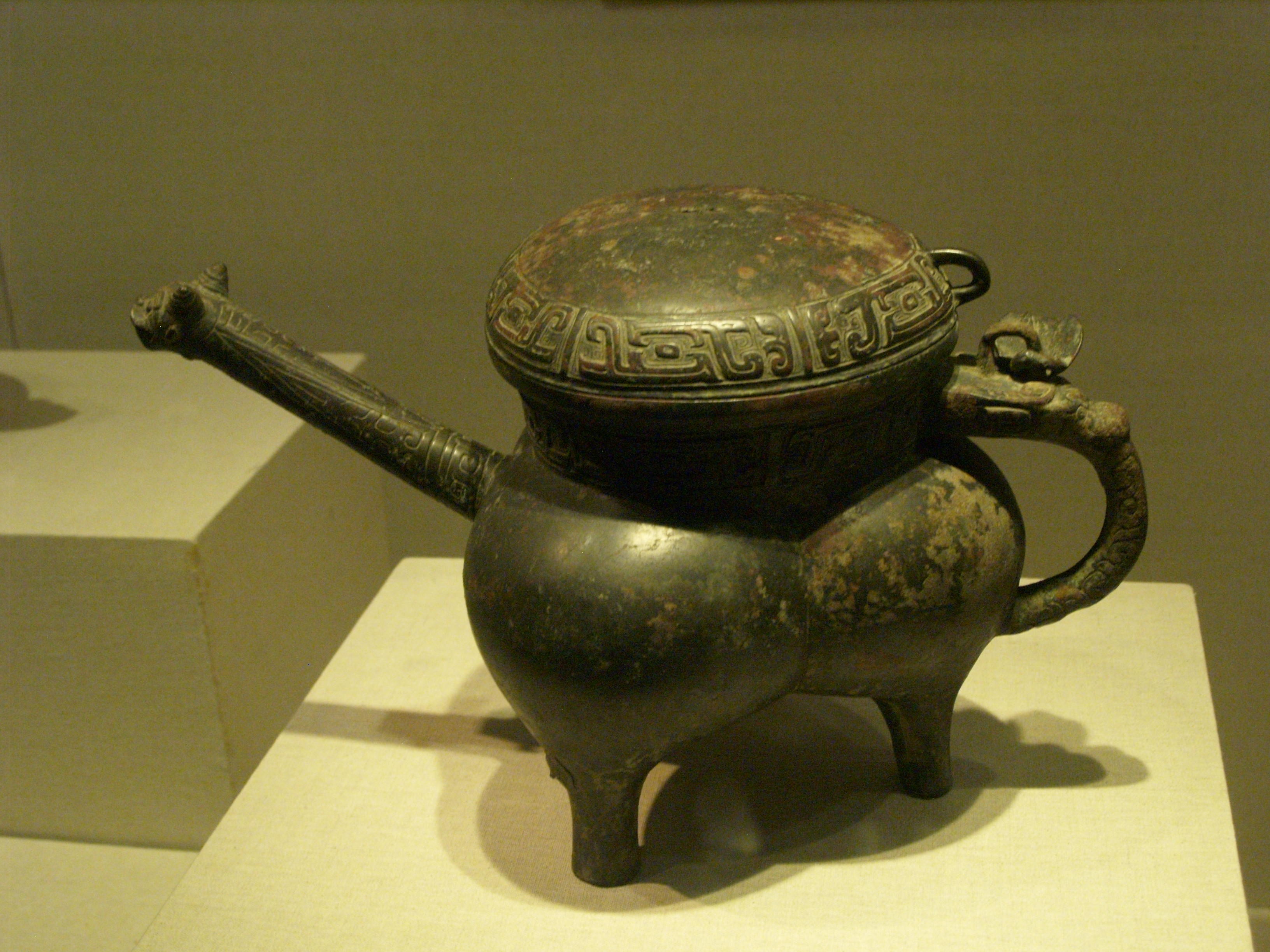
伯庸父盉 西周後期 陝西歴史博物館

周は9代王夷王の頃から王の権威が失墜し、貴族が力を増すようになった。周辺異民族の流入などもあり、国力は徐々に衰退していった。青銅器については、殷時代にみられた鬼神崇拝の風習はすっかり薄れ、文様は単純化し、器形は鈍重になっている。文様は山形文・鱗文などの幾何学文が主体となり、龍文が便化してデザイン的になった蟠螭文が盛行した。鼎の中には弦文（桶のタガのような直線の隆起線文）のみのものもある。器種は鼎・簋が中心になり、酒器は壺がみられる程度である。食器では盨・簠が登場した。盨は簋が隅丸長方形になったもので、実質的には簋とあまり変わらず、銘文に器名を自ら「簋」と名乗っているものもある。簠は長方形で、身と蓋が同形であることが特色であり、蓋も食器として使用できる。銘文は先祖の徳を称え、子孫を戒めるもの、周王への忠誠を誓うものなど、儀礼的、政治的色彩が強くなっている。これは、青銅という朽ちることのない素材に刻まれた文書という形で、周王への忠誠を子孫の代まで永く誓うという意味が込められている。銘の書体は整った大篆が用いられるようになった。

### 春秋時代（紀元前771年 - 前403年）

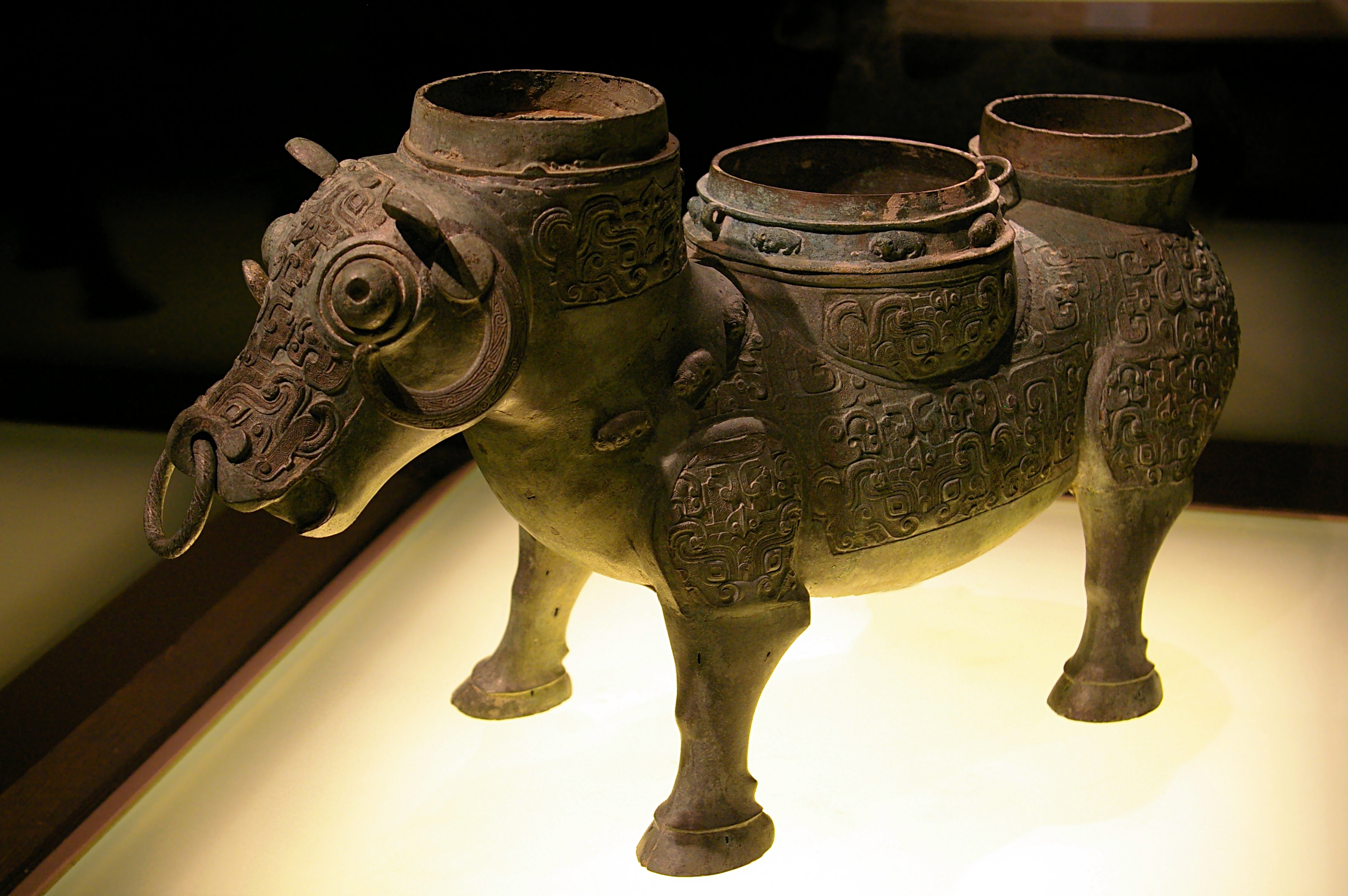
犠尊 春秋時代後期上海博物館

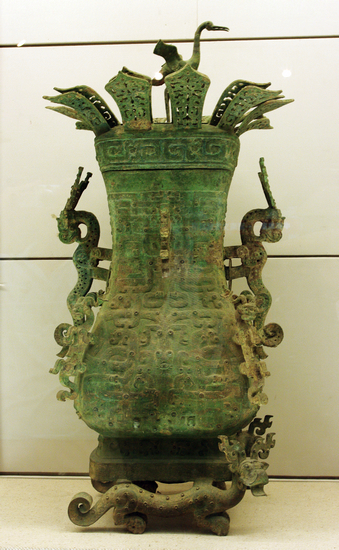
蓮鶴方壺 河南新鄭出土 春秋時代

周の13代平王は洛陽に遷都するが、もはや王には天子としての権威がなく、中国は諸侯がそれぞれに治める時代となった。この時代には青銅器も各諸侯国で作られることになり、器に天子と諸侯の区別がなくなって、所持する器の種類、組み合わせ、数などが特定の身分を表示することもなくなった。青銅器は二十数か国で作られているが、技術水準は地域によってばらつきがあり、一般に中原と山東方面で作られた器が水準が高いものとなっている。長江下流の呉越文化においては、西周時代の銅器の器形や文様を写した模倣作も作られている。文様は全体に形式化し、蟠螭文・蟠龍文のような龍に由来するデザイン性の強い文様が盛行する。龍文の盛行は、周王室の権威が失墜したことにより、龍が中華民族共通の象徴とみなされたという思想的背景もある。龍は神仙の乗る獣として、道家思想とも深い関わりがある。器種は豆が増加し、水器である鑑などの大型器が作られるようになった。銘文は短文のものが多く、鳥書・虫書などの装飾的字体を用いたものがある。後期には以下に述べるようないくつかの新傾向がみられる。まず、従来の礼器にはなかった、全く新しい形態の器が登場した。球体を上下に二分割してそれぞれを身と蓋にしたような形態の敦はその例である。また、器の大型化と装飾過多の傾向が強まり、金銀象嵌などの高度な技法も使用されるようになった。鋳造のための原型製作には従来の土型に加えて蝋型を用いるようになっている。春秋時代後期の青銅器には、複雑な立体的装飾をまったく継ぎ目なしに鋳造しているものがあり、これは蝋型を用いなければ技術的に不可能であるとみられる。複雑な文様を効率的に表すために、鋳型製作にスタンプ押捺を利用するものも出てきた。

### 戦国時代（紀元前403年 - 前221年）

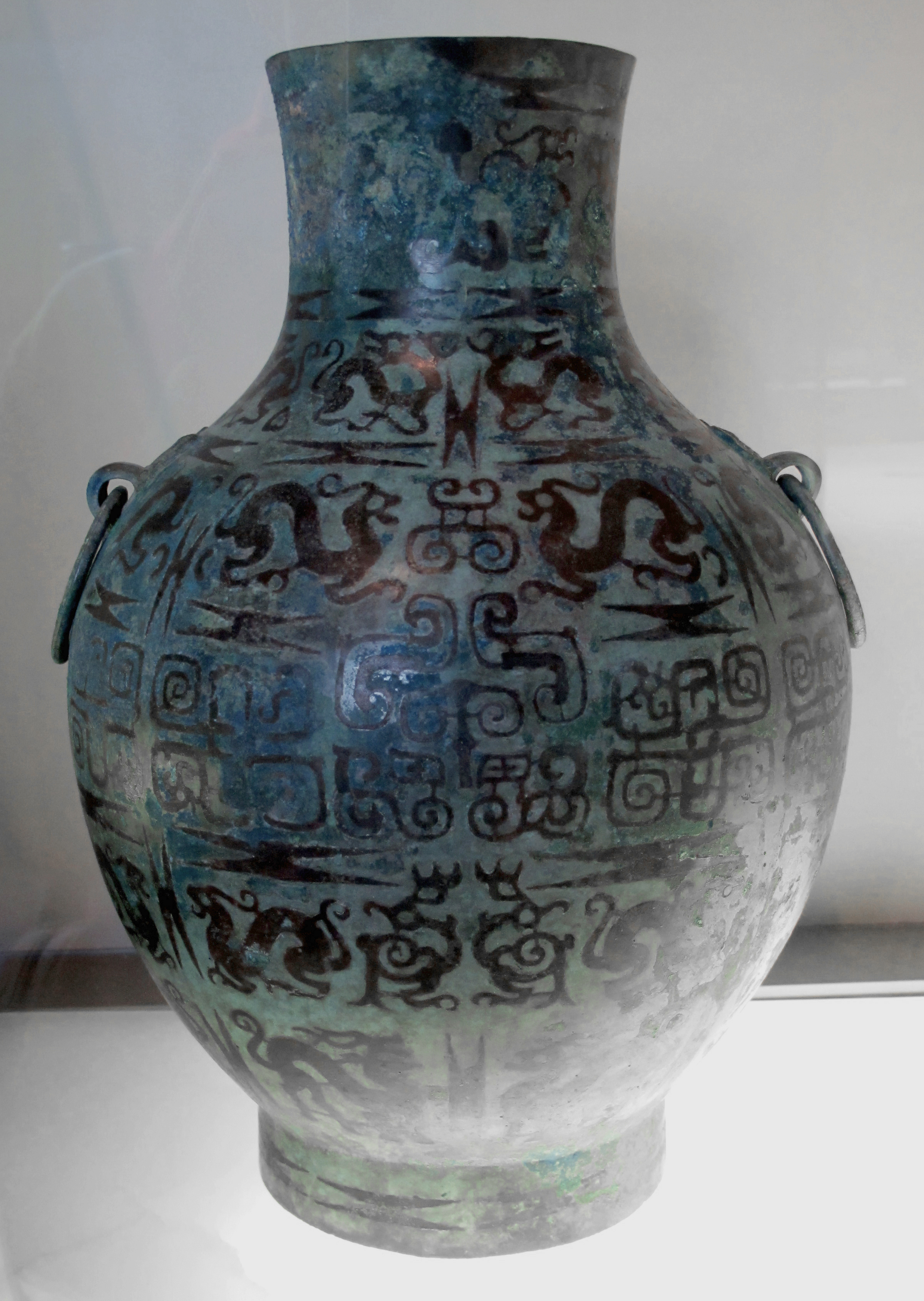
象嵌文壺 戦国時代 チェルヌスキ博物館

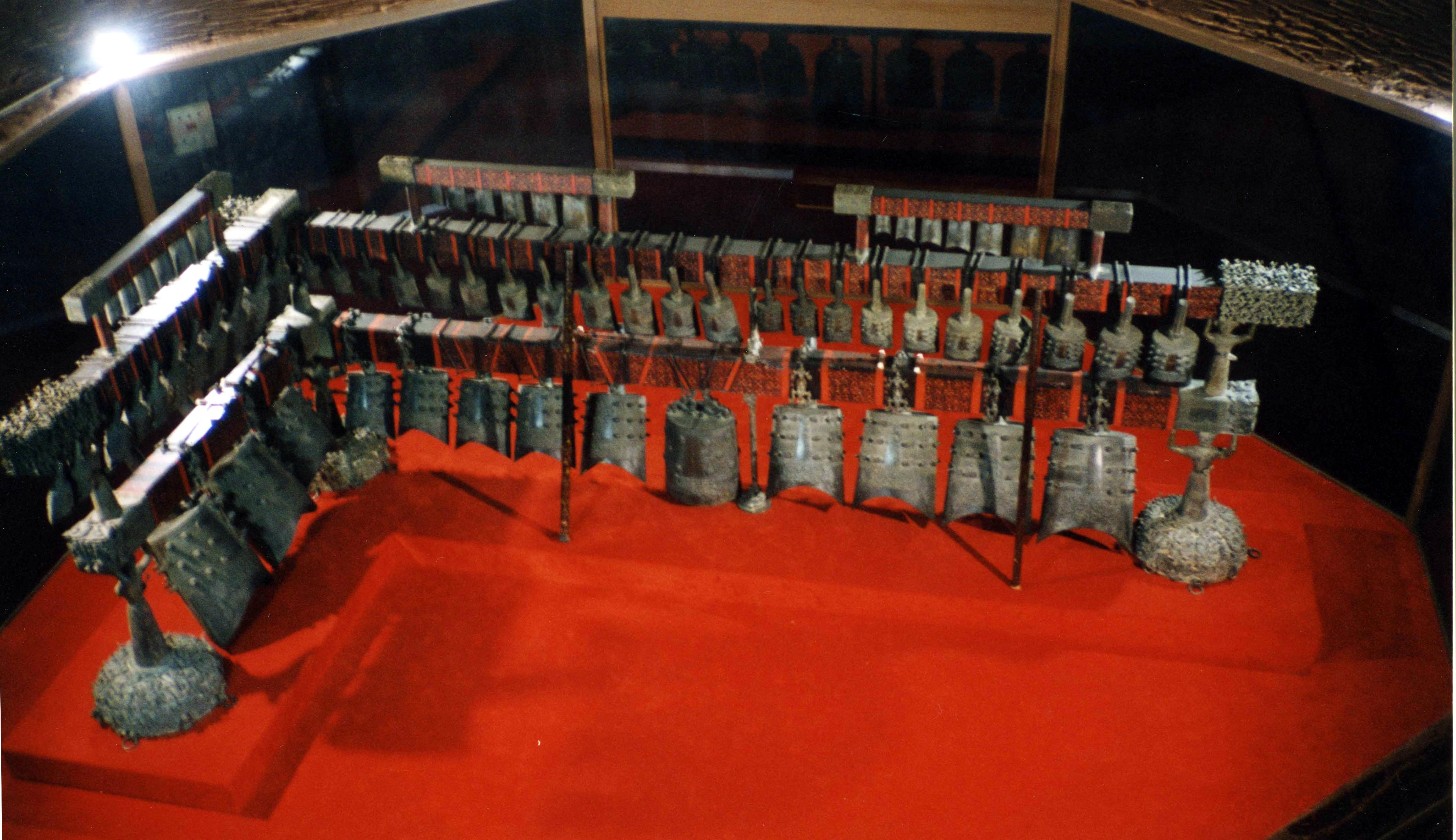
編鐘 曽侯乙墓出土

紀元前453年に晋の領土は韓・魏・趙の3国に分裂し、これらに斉・楚・燕・秦を加えた七雄が覇権を争う時代となった。春秋時代と戦国時代の境目については、上記の前453年とする説と、韓・魏・趙が正式に諸侯に列せられた前403年とする説とがある。支配体制の変化とともに、産業・技術なども新たな発展段階に達し、中国は新たな時代に入っていた。春秋時代と戦国時代の交代期頃には鉄器が普及し、中国文明は鉄器の時代に入った。鉄製農具の使用・牛耕・大規模灌漑などの導入により、農業の生産性が向上し、商業や手工業も発達した。

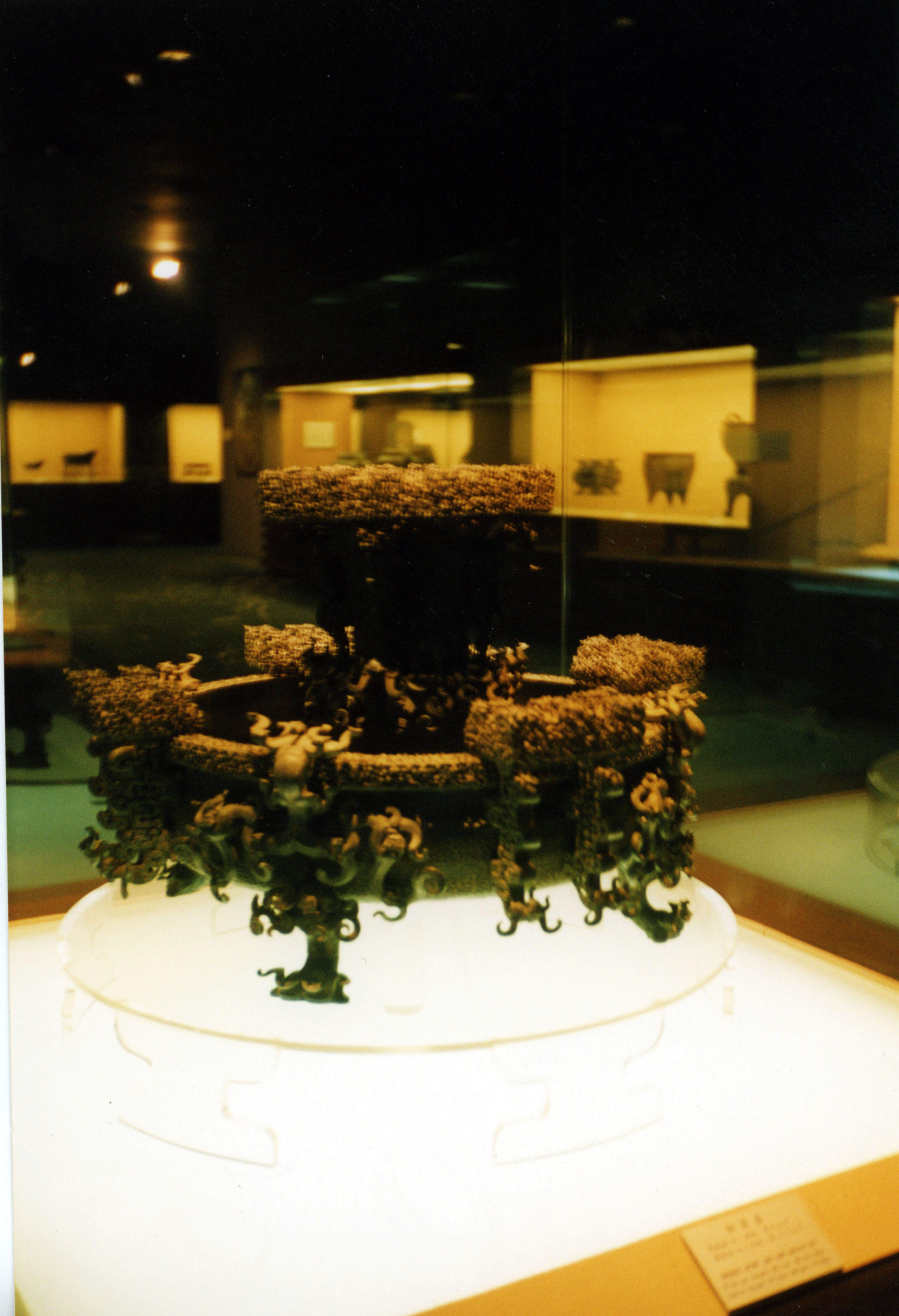
曽侯乙墓 尊盤

戦国時代にも青銅器は引き続き製作されている。春秋時代後期に顕著となった器の装飾化、大型化の傾向はさらに強まり、金銀象嵌などの技法も用いられている。器種は酒器では尊・盉・壺、食器では鼎・鬲・甗などがあり、水器の鑑と匜、楽器の鐘・鎛・錞于などもみられる。この時代に特筆すべきことは青銅器の文様に人間が表現されるようになることである。殷代以来の中国青銅器の文様は、鬼神崇拝を背景とする実在または空想上の動物をモチーフとしたものが基本で、人間自身の姿を器の文様に表現することは長らくなかったが、春秋時代末期から戦国時代の壺や銅鏡には狩猟文など、人間自身の姿を文様化したものが現れた。
戦国時代を代表する青銅器遺品としては、曽侯乙墓（そうこういつぼ）と中山王墓の出土品が挙げられる。
曽侯乙墓は湖北省随県で1977年に発掘されたもので、出土品の銘記から戦国時代前期、紀元前433年頃の墓であることがわかる。200点以上の青銅器が副葬され、その中には礼器・楽器のほかに日常生活品も含まれていた。注目すべき遺物は編鐘である。大小さまざまな大きさの鐘の組み合わせが全部で8セット（65箇）あり、総重量は2.5トンに達する。これらの鐘は七音階の音を出せるようになっており、現在でも演奏可能である。また、この墓から出土した尊と盤を組み合わせた礼器は、複雑にからみ合った龍の立体的な装飾で全面が覆われており、他に例をみない精巧なものである。当時の曽国は楚の属国であったが、そのような小国の王にしてこれだけの青銅器を墓に副葬できたことから、当時の青銅器製造の隆盛ぶりがわかる。
河北省平山県の中山王墓は1974年から1978年にかけて発掘された。その中の1号墓は「𰯼（サク）」という王の墓で、東西92メートル、南北110メートルの規模があり、紀元前310年の埋葬である（「サク」の漢字は、「興」の1画〜13画の下にワ冠、その下に「昔」）。すでに盗掘を受けていたが、それでも100点以上の青銅器が出土した。出土した青銅器のうち、礼器は文様のほとんどない地味なものが多いのに対し、燭台などの日常用品の方には金銀象嵌を駆使し、立体的な人物像を伴った精巧な作品が多い。なかでも「十五連燭台」や「銀首男子像燭台」（燭台を捧げる男子像の頭部が銀製のため、この名がある）などが特筆される。

### 秦・漢時代（紀元前221年 - 紀元220年頃）
この時代には青銅器の製作は全体的に衰退し、作られたものも燭台・香炉といった日常生活用品が主で、かつて青銅器が担っていた宗教的役割や封建的身分の象徴といった意味合いは消滅した。生活用品についても、陶器・漆器・鉄器などが主体となって、青銅製品の製作は減っていくが、この時代以降も例外的に盛んに製作された青銅製品は銅鏡である。銅鏡は新石器時代の斉家文化の時代にすでに存在するが、盛んに製作されるようになるのは戦国時代からで、他の素材で代替困難なこともあって、18世紀まで作られ続けた。